# 卢浮宫
，正式名稱為羅浮博物館（法語：Musée du Louvre），位于法國巴黎市中心的塞納河邊，原是建於12世紀末至13世紀初的王宮，現在是一所綜合博物館，亦是世界上最大的藝術博物館之一，以及參觀人數最多的博物館，是巴黎中心最知名的地標。

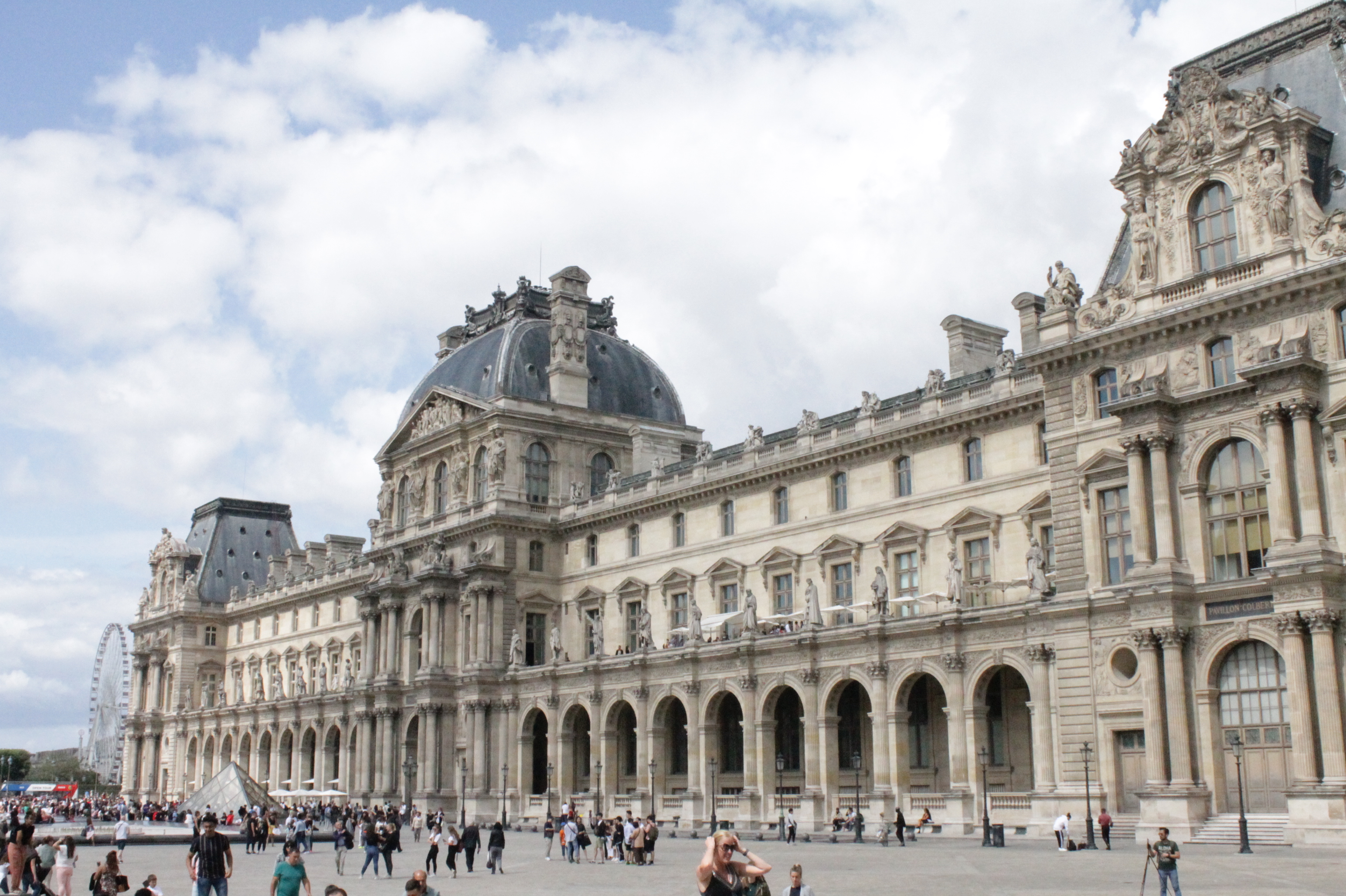
从卢浮宫北侧楼望向主庭

羅浮宮的建築物始建於1190年左右，並在近代曾多次進行擴建，今天所見的模樣則是一個巨大的翼樓和亭閣建築群，主要組成部分的總面積則超過60,600平方公尺（652,000平方英尺），館內永久收藏則包括雕塑、绘画、美术工艺及古代东方、古代埃及和古希腊罗马等7个分类，主要收藏1860年以前的艺术作品与考古文物，羅浮宮博物館在1793年8月10日開幕起正式對公眾開放，平均每天有15,000名遊客到此參觀，其中65%是外國遊客。

## 位置

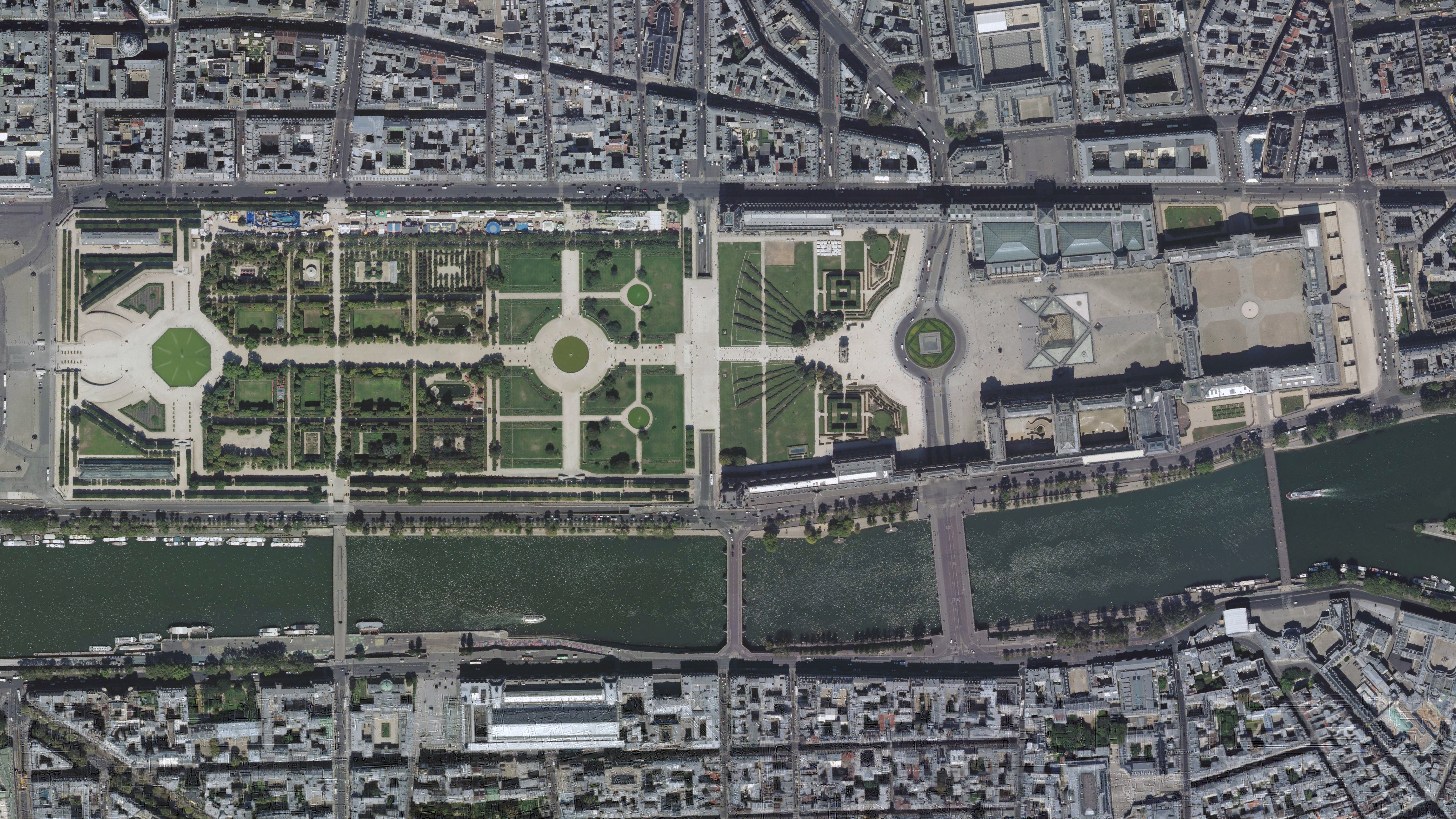
羅浮宮與杜樂麗花園的衛星照片

羅浮宮博物館位於巴黎市中心的盧浮宮內，位於塞納河右岸，毗鄰杜樂麗花園。最近的兩個地鐵站是皇家宮-羅浮宮站和卢浮-里沃利站，前者有直達地下購物中心 Carrousel du Louvre 的地下通道。
在1980年代末和1990年代大改建之前，羅浮宮共有好幾個街道入口，目前大部分入口已經永久關閉。自1993年以來，博物館的正門位置位於拿破崙廣場金字塔底下的地下空間，遊客可以從金字塔本身、旋轉階梯處連接到博物館的通道。
博物館的參觀時間隨著時代的推移而變化。自18世紀開放以來，只有藝術家和來自外國的觀光遊客享有特權參觀，這項特權後在1850年代才消失。當博物館從1793年首次開放時，新曆法法国共和历規定了「十天週」（法語：décades），其中前六天為藝術家和外國人訪問，後三天為將軍訪問，民眾僅能在最後一天參觀，後在在1800年代初期在恢復七天週後，民眾在每週只有4小時的時間能在羅浮宮參觀，週六和周日則是縮減至下午2點至下午4點期間參觀。
從1824年開始的一項新規定允許公眾在星期日和節假日時參觀，然而其他日子只對藝術家和外國遊客開放，這種情況到1855年才發生了變化，博物館更改成除了週一外全天向公眾免費開放，直到1922年才開始收費。:39 :42
當前自1946年開始，羅浮宮除了在週二公休和特殊假日外，通常向遊客全面開放參觀，內部允許使用照相機和錄像機，但禁止使用閃光燈。:43

## 歷史

### 成立博物館前
羅浮宮始建於12世紀末（1190年），由法王菲力二世（「奧古斯都」）下令修建，最初是用作監獄與防禦性的城堡，保護巴黎免受到英格蘭王國的襲擊，邊長約90米，四周有城壕，其面積大致相當於今卢浮宫最東端院落的四分之一。當時的羅浮宮堡並不是法國國王的居所，而是被用來存放王室財寶和武器，目前中世紀羅浮宮堡的遺跡在地下室仍然可見。
“羅浮宮”這個名字的由來有些爭議。根據法國百科全書辭典大拉魯斯百科全書（Grand Larousse encyclopédique）的說法，這個名字來源於與狼狩獵巢穴的聯繫（拉丁語：lupus，下帝國： lupara）。此後好幾個世紀，羅浮宮發生了很大變化。14世紀，法王查理五世覺得羅浮宫堡比位於塞納河當中之城島（西岱島）的西岱宮更適合居住，於是搬遷至此。在他之後的法國國王再度搬出羅浮宫，直至1546年，弗朗索瓦一世才成為居住在羅浮宫的第二位國王。弗朗索瓦一世除了曾从意大利购买了包括油画《蒙娜丽莎》在内的大量艺术品外，還將原始的中世紀建築夷為平地，命令建築師皮埃爾·勒柯按照文藝復興風格對其加以改建，於1546年至1559年修建了今日羅浮宫建築群最東端的方庭。擴建工程一直持續到亨利二世登基。亨利二世去世後，王太后凯瑟琳·德·美第奇集中力量修建杜伊勒里宫及杜樂麗花園，對羅浮宫的擴建工作再度停止。

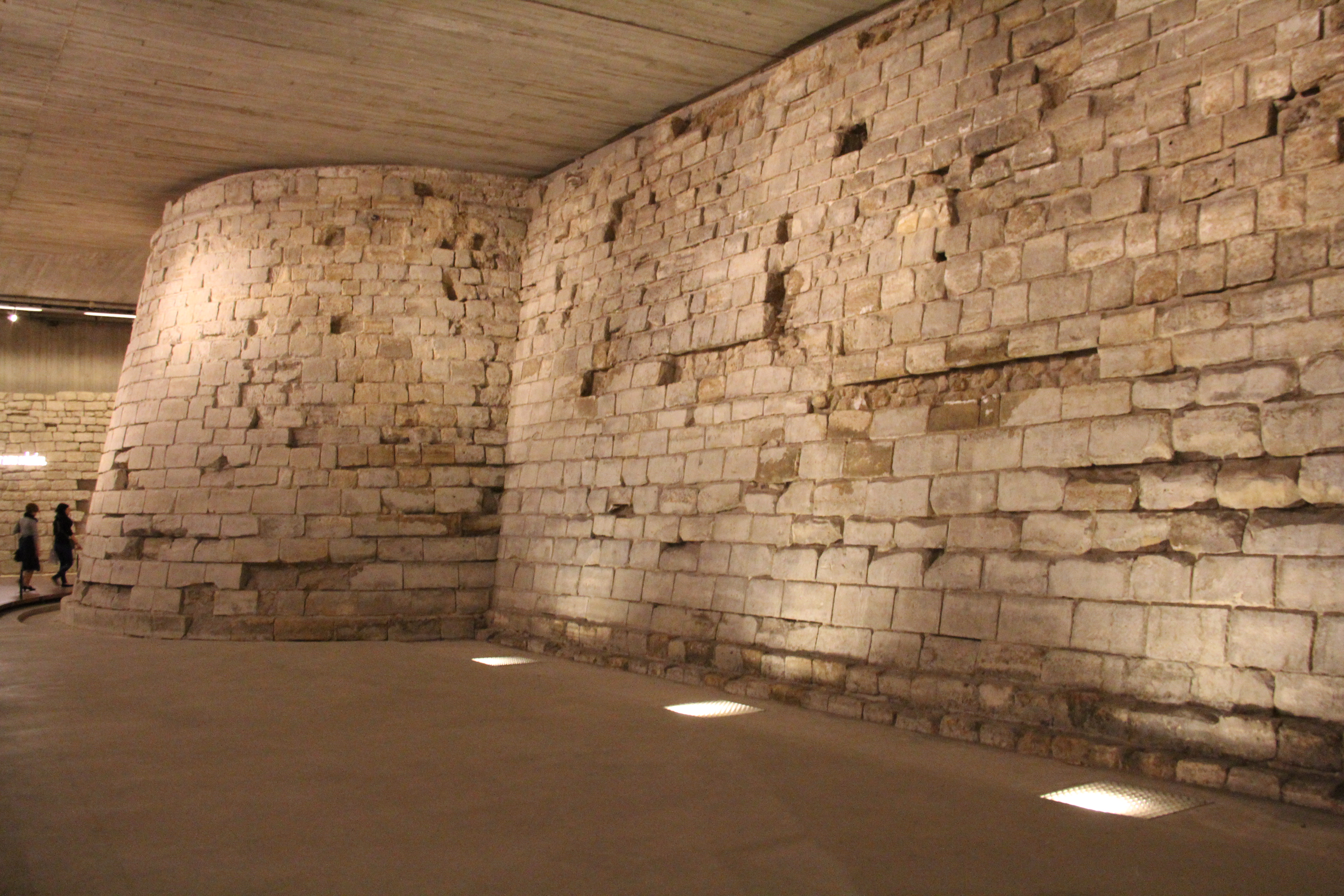
目前僅存的中世紀地下室内的原城堡护城河遗迹。

波旁王朝開始後，亨利四世和路易十三修建了連接羅浮宫與杜伊勒里宮的大長廊，又稱「花廊」（Pavillion de Flore），是當代博物館最著名的展示間。路易十四時期曾令建築師比洛（Claude Perrault）和勒沃（Louis le Vau）對卢浮宫的東立面按照法國文藝復興風格（法國古典主義風格）加以改建，改建工作從1624年持續到1654年。
1682年法蘭西宮廷移往凡爾賽宮後，羅浮宮的擴建再度終止。路易十四曾計劃放棄羅浮宮，並將其拆除，但後來改變了主意，讓法蘭西學院、紋章院、繪畫和雕塑學院、以及科學院搬入羅浮宮的空房，此外還有一些學者和藝術家被國王邀請住在羅浮宮的一層和大長廊的二樓。1750年法王路易十五正式提出了拆除羅浮宮的計劃。但由於宮廷開支過大，缺乏足夠的金錢來僱傭拆除羅浮宮所需的工人，該宮殿得以倖存，在此時期，法国王室已经收集了约2000幅油画、150多座雕刻、700多张素描、以及其他大量美术作品。路易十五和路易十六时期继续从意大利、法蘭德斯和西班牙购入艺术作品。

### 大革命與博物館的開放
1789年10月6日，由於法國大革命影響使巴黎的民婦集群前往凡爾賽宮，將法王路易十六挾至巴黎城內，安置於杜伊勒里宫，該時期對羅浮宮進行了簡單的清理打掃工作，1791年5月，皇家收藏在收归国有後，國民制憲會議宣布羅浮宮將成為“匯集所有科學和藝術紀念的地方”。1792年8月10日，路易十六入獄，羅浮宮的皇家收藏成為國家財產。由於擔心遭到破壞或盜竊，國民議會於8月19日宣布博物館的籌備工作非常緊迫。10月，“保存國家記憶”委員會開始收集各地收藏品進行展示。
1793年8月10日，即君主制滅亡一周年，羅浮宮正式命名为“中央艺术博物馆”開放。公眾每周可以免費進入三天，這在當時被認為是一項重大成就，並受到普遍讚賞，當時博物館展示了537幅畫作和184件藝術品。四分之三來自皇室收藏，其餘來自教堂、贵族和地方政府等处没收来的艺术品。同時為了擴大和組織收藏，共和國每年投入約100,000里弗維持博物館的經營，並在1794年開始開始從北歐和歐洲等地帶來作品，在法國大革命戰爭期間與教宗簽署的《托倫蒂諾條約》（1797 年）之後，來自梵蒂岡的作品，如勞孔群像和观景殿的阿波罗也曾在盧浮宮展出。

### 拿破崙時代

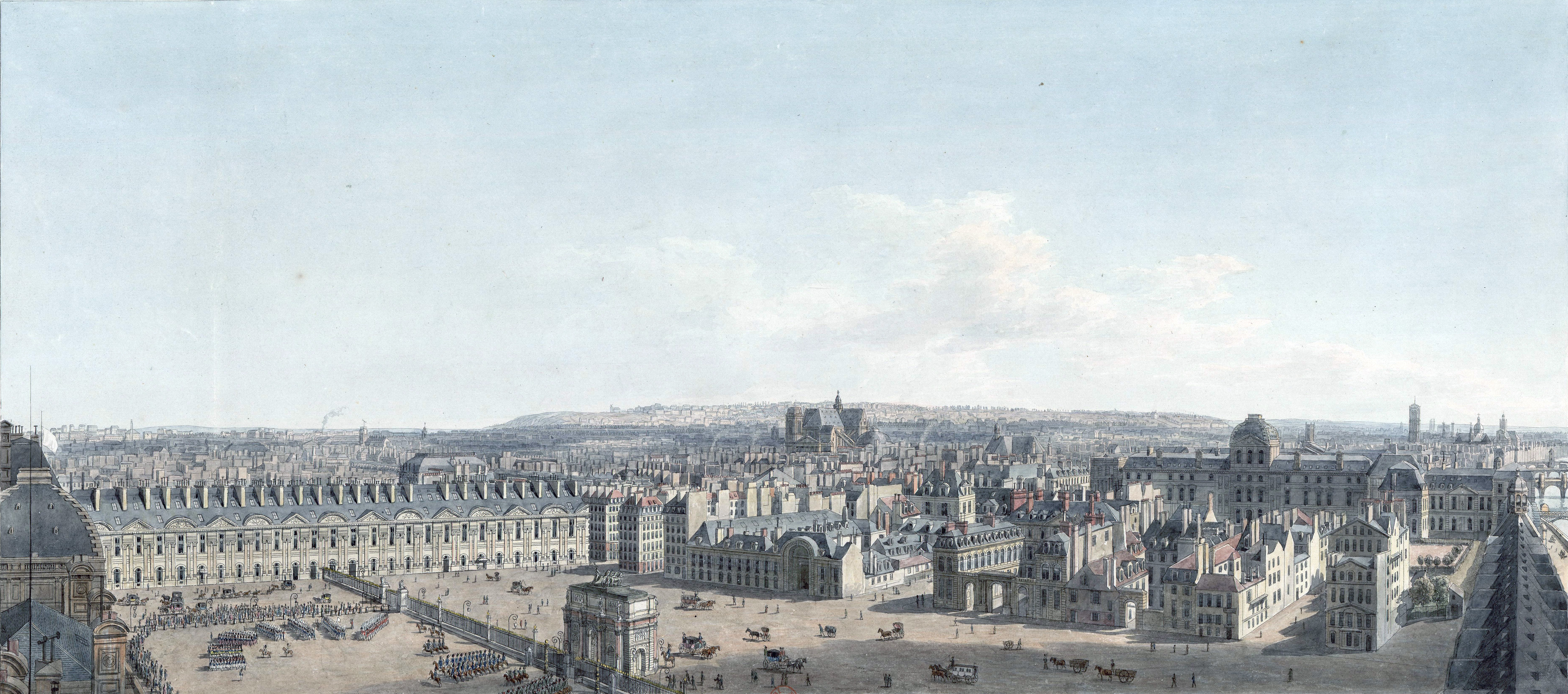
1828年的羅浮宮全景畫作

1802年11月19日開始，拿破崙在即位後開始了對羅浮宮的大規模擴建，建造了面向里沃利林蔭路的北翼建築，並在圍合起來的卡鲁塞尔广场中修建了卡鲁塞尔凯旋门，作為杜伊勒里宮的正門。拿破仑三世時期修建了黎塞留翼楼和德農翼楼，完成了羅浮宫建築群，並將博物館更名為拿破仑博物馆（法文：Musée Napoléon）， 此外在征服欧洲各国的同时，拿破侖與軍隊将被征服国家的戰爭掠奪品大量送至羅浮宫展出，还增加了古罗马和古埃及艺术品展厅。但随着1815年法國在滑铁卢战役的失利，及拿破仑的第二次退位和终生放逐，使得奧地利、西班牙、德國和英國下令歸還所有被移走的藝術品，最終羅浮宫中约有5000多件艺术品被归还给原来所属国，不過部分展品在法國政府的抵制、高昂的運輸成本以及易碎作品受損的風險下仍留在法國，之後路易十八則與奧地利政府簽訂協議，以保留諸如《迦拿的婚禮》等作品。

### 19世紀

達魯廳（Pavillon Daru），羅浮宮最著名的展區。

從拿破崙時代到波旁复辟後，1816年7月22日，拿破崙博物館改組為羅浮宮博物館，並和其他國家博物館都在君主的民事清單下所管理，在收藏范围不断扩大，加入了东方（远东）、亚述、古埃及等时代的藏品。随着藏品数量的增多，展览空间越来越小，期間路易十八和查理十世也對建築進行了拓寬及新建工程，並創建了古埃及和查理十世艺术品展厅，亞述館於1847年5月1日開幕，1848年法國二月革命到1852年的短暫期間，法蘭西第二共和國總統拿破崙三世曾對盧浮宮和杜伊勒里宫和抱有更大的野心，進行更大規模的維修翻建和重新裝修工程，也為現今的宏偉規模奠下了基礎，1861年，拿破崙三世購買了11,835件藝術品，其中包括641幅畫作、希臘和羅馬黃金首飾等收藏。為了展示這些文物，他在羅浮宮規劃名為拿破崙三世博物館的新設施，其中包含了達魯廳（Pavillon Daru），此後1852年至1870年間，博物館再度增加了約20,000件新文物。
1871年5月，巴黎公社短暫地統治巴黎，並且宣布要接管法國全境的政府而引發了混亂，當法國軍隊進軍巴黎時，面臨失敗的公社部隊則在杜伊勒里宮和羅浮宫內放火，試圖將其燒燬（當時公社決定燒燬的還有巴黎市政厅、巴黎皇家宮殿等標誌性建築）。最終在經過48小時的火災後，杜伊勒里宫被完全焚燬，羅浮宫的花廊和馬爾贊長廊被部分焚燬，但巴黎消防員和博物館員工的努力下，最終博物館主體建築得以倖免，君主制結束後，第三共和國時期拆除了廢墟，形成了羅浮宫今日的格局，從19世紀後期開始，羅浮宮成為一個更集中法國、西方和近東文物的藝術博物館，涵蓋從伊朗到大西洋的展示品，此時獲得的多數文物主要是通過各地貴族的士紳所捐贈、來自各國的禮物和在海外的考古發掘所獲得，包含著名的萨莫色雷斯的胜利女神。也因館藏物過度龐大，部分展品後來間連轉移到夏樂宮的特羅卡德羅民族志博物館（Muséed'Ethnographie duTrocadéro）、巴黎國立海洋博物館、聖日耳曼昂萊城堡的國家考古博物館、楓丹白露宮的中國館、吉美國立亞洲藝術博物館等地展示。

### 20世紀
由於受到第一次世界大戰的影響，羅浮宮將擴張藏品的計畫開始放緩。1920年代後期，羅浮宮館長亨利·凡爾納 (Henri Verne)制定了為博物館展覽革命性的總體規劃，並在1932-1934年將北翼與南翼的部分建築物進行重新設計與擴展，在第二次世界大戰中，時任國家博物館主任的雅克·喬賈德（Jacques Jaujard）對羅浮宮的藝術收藏進行精心策劃的疏散計畫。當納粹德國已經占領蘇台德地區時，羅浮宮提前將許多重要的藝術品暫時轉移到香波爾城堡，雕塑則送置瓦朗塞城堡，1939年8月27日，在經過兩天的包裝後，載有藝術品的卡車車隊開始離開巴黎，最終博物館大部分的作品都成功疏散，除了一些笨重和“留在地下室的不重要畫作”。這個措施使羅浮宮的館藏在二戰期間免受戰火的波及，待1945年法國解放後，這些藝術品才重返羅浮宮展示。
1981年，法国政府决定将羅浮宮建筑群的全部建筑划拨博物馆，并对羅浮宫实施了大规模的整修。由華裔美籍设计师贝聿铭设计的位于羅浮宫中央广场上的透明金字塔建筑。整修后的羅浮宫于1989年重新开放。其展览区域划分为：
- 黎塞留翼楼（Richelieu Wing）：远东、近东、伊斯兰文物；雕塑；14世纪至17世纪的法国油画；德国、尼德兰和佛兰德斯油画；其他绘画和形象艺术。
- 苏利翼楼（Sully Wing）：古埃及文物；近东文物；古希腊、伊特鲁里亚、古罗马文物及雕塑。
- 德农翼楼（Denon Wing）：古希腊、伊特鲁里亚、古罗马雕塑；17世纪至19世纪的法国油画；意大利及西班牙油画。

黃昏時分的拿破崙廣場(Cour Napoleon)和金字塔
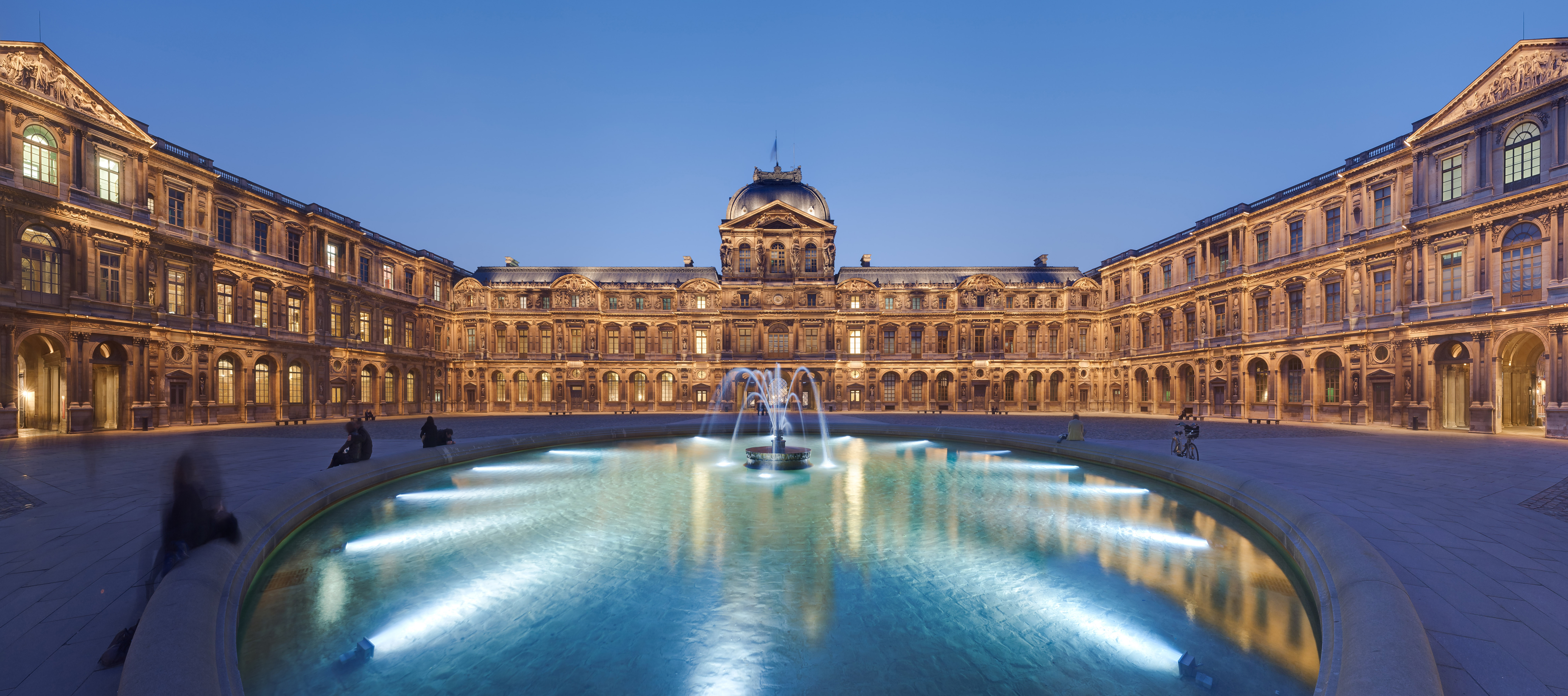
從中央廣場噴泉望向中庭

### 21世紀
1995年，法國總統賈克·席哈克在其朋友、藝術品收藏家和經銷商雅克·克恰什(Jacques Kerchache)的推薦下，有鑑在歷史上許多國家與法國的深厚淵源。因此開始倡議全面保存、典藏及推廣非洲、亞洲、美洲及大洋洲的原創藝術文物的計畫，除了策劃布朗利河岸博物館外，還在羅浮宮規劃1,400平方公尺的長期展廳（Pavillon des Sessions），並在2000年對外開放。
2016年6月，因歐洲水災連日大雨導致巴黎塞納河水位暴漲，波及市區道路與電車軌道，羅浮宮緊急將珍貴的藝術品搬到地勢較高的樓層。這是羅浮宮1993年經整修並重新開放以來，館方首次採取這項預防措施，2019年，巴黎聖母院遭遇大火後，聖母院的藝術品荊棘聖冠及聖路易祭袍等，將暫時轉移到本館保管。
目前，羅浮宮是世界参观人数最多的艺术博物馆，不過自2019年末開始，由於嚴重特殊傳染性肺炎疫情施加的限制，包含羅浮宮在內的巴黎博物館在法國封鎖期間關閉了六個月。遊客人數從2019年的960萬人和驟降至2020年的270萬人，為了不放棄龐大的觀眾群，羅浮宮在2021年則推出線上平台，令觀眾能夠線上閱覽館藏品，包括未展出的作品。

#### 分館
法國境內外的幾家博物館都在羅浮宮的行政管理之下，或通過獨家合作夥伴關係而建立聯繫，2003年，法国文化及通信部為解決文化機構過度集中巴黎的現況，首度提出羅浮宮設置分館的計劃，當時有亞眠、阿拉斯、滨海布洛涅、加萊、朗斯、瓦朗謝訥等6個城市入選，最後在2004年11月29日由朗斯出線。羅浮宮朗斯分館（Louvre-Lens）由日本SANAA建築事務所設計，2009年12月4日動工，2012年12月4日開館。
另外，阿拉伯聯合大公國在2004年斥資10億歐元，買下「羅浮宮」這個招牌30年的使用權，還包括法國博物館運作知識，阿布達比羅浮宮於2017年11月11日開館。

## 建築和結構
罗浮宮最古老的建築結構面向巴黎市中心的廣場西南角。這個角落部分由萊斯科特翼（1）與南翼西側（2）組成，取代了中世紀盧浮宮的相應建築，在後期增加了小畫廊（4），將盧浮宮與查理五世的城牆部分所連接起來，並沿著塞納河北岸延伸至杜樂麗宮（3、5、8、11、14；1871年被大火燒毀）。大約1600年亨利四世統治期間，沿河的城牆則被大畫廊（6、7）所取代，並建造一條能從盧浮宮到達杜樂麗宮的通道，目前是盧浮宮博物館的一部分。
萊斯科特翼在路易十三時期時隨著擴建萊默西爾翼（9）而向北擴展，在路易十四統治期間則擴大了小畫廊（10、13），其餘的翼棟則圍繞方閣（12、16）所建成，直到19世紀在拿破崙的統治下才完全完工。拿破崙在卡魯索廣場規劃了卡鲁塞尔凯旋门（17）和增建北翼（17），後來路易十八則再度擴展了北翼棟（18），在1852 年到 1857年期間，拿破崙三世則建造了黎塞留翼（19）好將北翼與廣場法院周圍的建築連接起來，並將天龍翼（19，南側）與大畫廊進行擴大。1861年至1870年，建築師埃克托尔·勒菲埃尔進行花神館和大畫廊（7）的改建工程，並設置了會議館（20），最終在1874-1880年完工從馬森館（15）到相鄰的馬森翼（21）的南立面工程。
|    |  | 興建時間   | 君主                           | 設計師                            |
| 1  |  | 1545–1549  | 法蘭索瓦一世 亨利二世          | 皮埃尔·莱斯科                     |
| 2  |  | 1559–1574  | 法蘭索瓦二世 查理九世 亨利三世 | 皮埃尔·莱斯科                     |
| 3  |  | 1564–1570  | 凯瑟琳·德·美第奇               | 菲利贝尔·德洛姆                   |
| 4  |  | 1566 –1999 | 凯瑟琳·德·美第奇               | 皮埃尔·莱斯科                     |
| 5  |  | 1570–1572  | 凯瑟琳·德·美第奇               | 让·比朗                           |
| 6  |  | 1595–1610  | 亨利四世                       | 路易·梅特佐                       |
| 7  |  | 1595–1610  | 亨利四世                       | 雅克二世·安德鲁埃·迪塞尔索        |
| 8  |  | 1595–1610  | 亨利四世                       | 雅克二世·安德魯埃·迪塞爾索        |
| 9  |  | 1624–1654  | 路易十三 路易十四              | 雅克·勒梅西埃                     |
| 10 |  | 1653–1655  | 路易十四                       | 路易·勒沃                         |
| 11 |  | 1659–1662  | 路易十四                       | 路易·勒沃 卡洛·维加拉尼           |
| 12 |  | 1659–1664  | 路易十四                       | 路易·勒沃                         |
| 13 |  | 1661–1664  | 路易十四                       | 路易·勒沃                         |
| 14 |  | 1664–1666  | 路易十四                       | 路易·勒沃                         |
| 15 |  | 1664–1666  | 路易十四                       | 路易·勒沃                         |
| 16 |  | 1667–1670  | 路易十四                       | 路易·勒沃 克洛德·佩羅 夏尔·勒布伦 |
| 17 |  | 1806–1811  | 拿破崙一世                     | 夏尔·佩西耶 皮埃尔·方丹           |
| 18 |  | 1816–1824  | 路易十八                       | 皮埃爾·方丹                       |
| 19 |  | 1852–1857  | 拿破崙三世                     | 路易·维斯孔蒂 埃克托尔·勒菲埃尔   |
| 20 |  | 1861–1870  | 拿破崙三世                     | 埃克托尔·勒菲埃尔                 |
| 21 |  | 1874–1880  | 法蘭西第三共和國               | 埃克托尔·勒菲埃尔                 |

### 金字塔
羅浮宮擴建工程，是1989年法國大革命200周年紀念巴黎十大工程之一，也是唯一一個不是經過投標競賽而由法國總統密特朗親自委託的工程。此工程由美籍華人建築師貝聿銘設計，玻璃金字塔成為羅浮宮的入口處。該金字塔完工後，成為了羅浮宮前最美的景點之一。
圖片

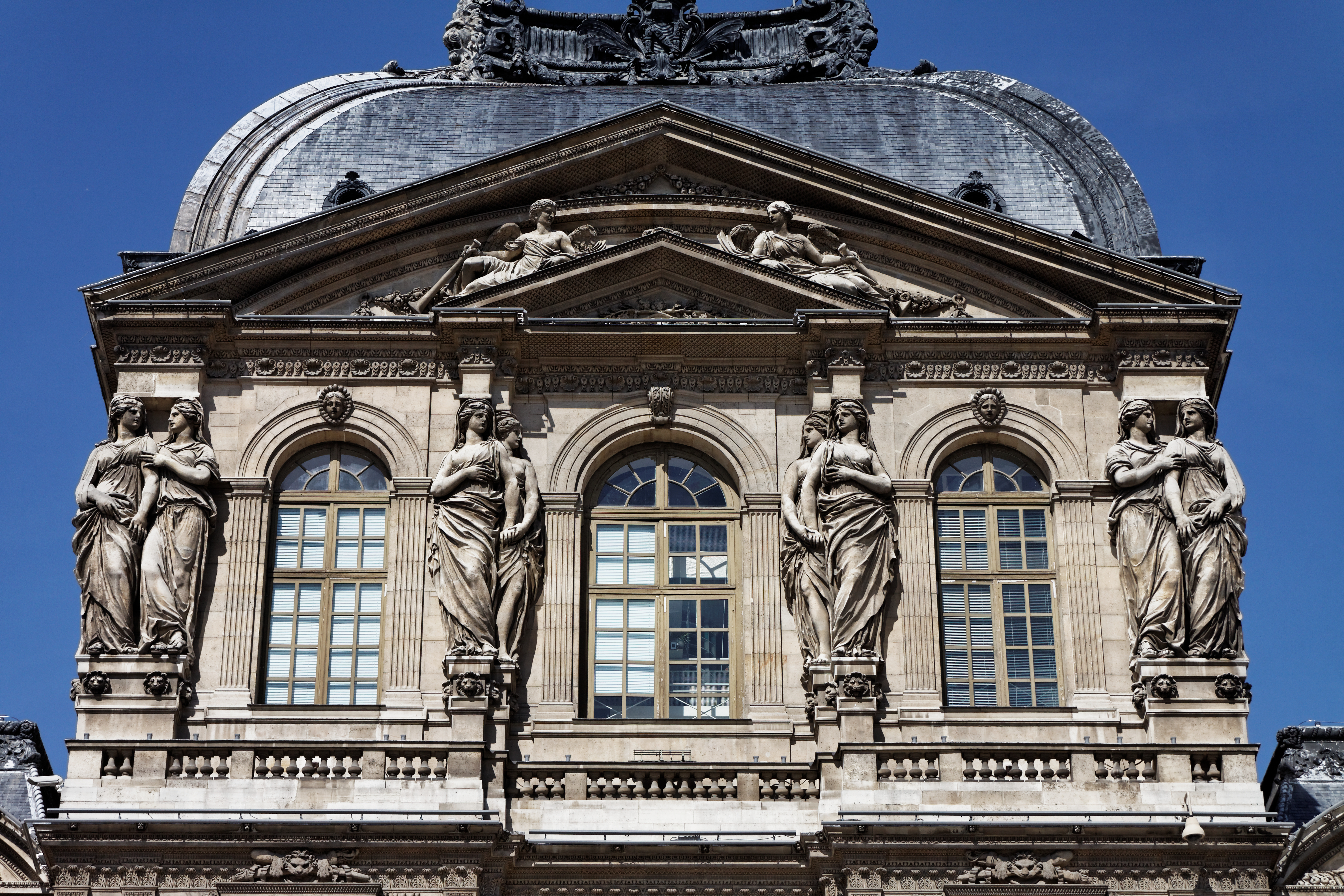
鐘亭（Pavillon de l'Horloge）的建築細節
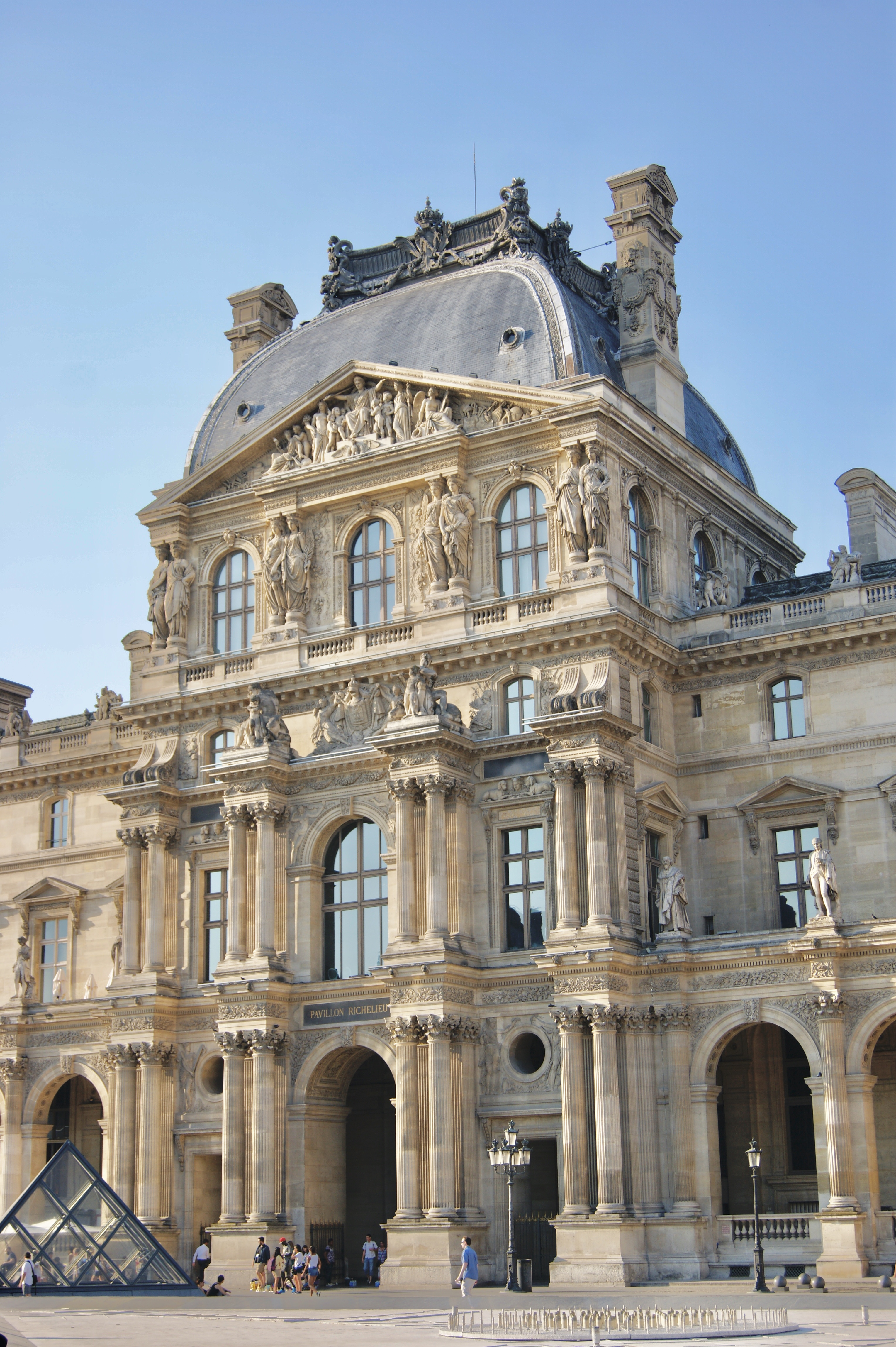
黎塞留館（Pavillon Richelieu）
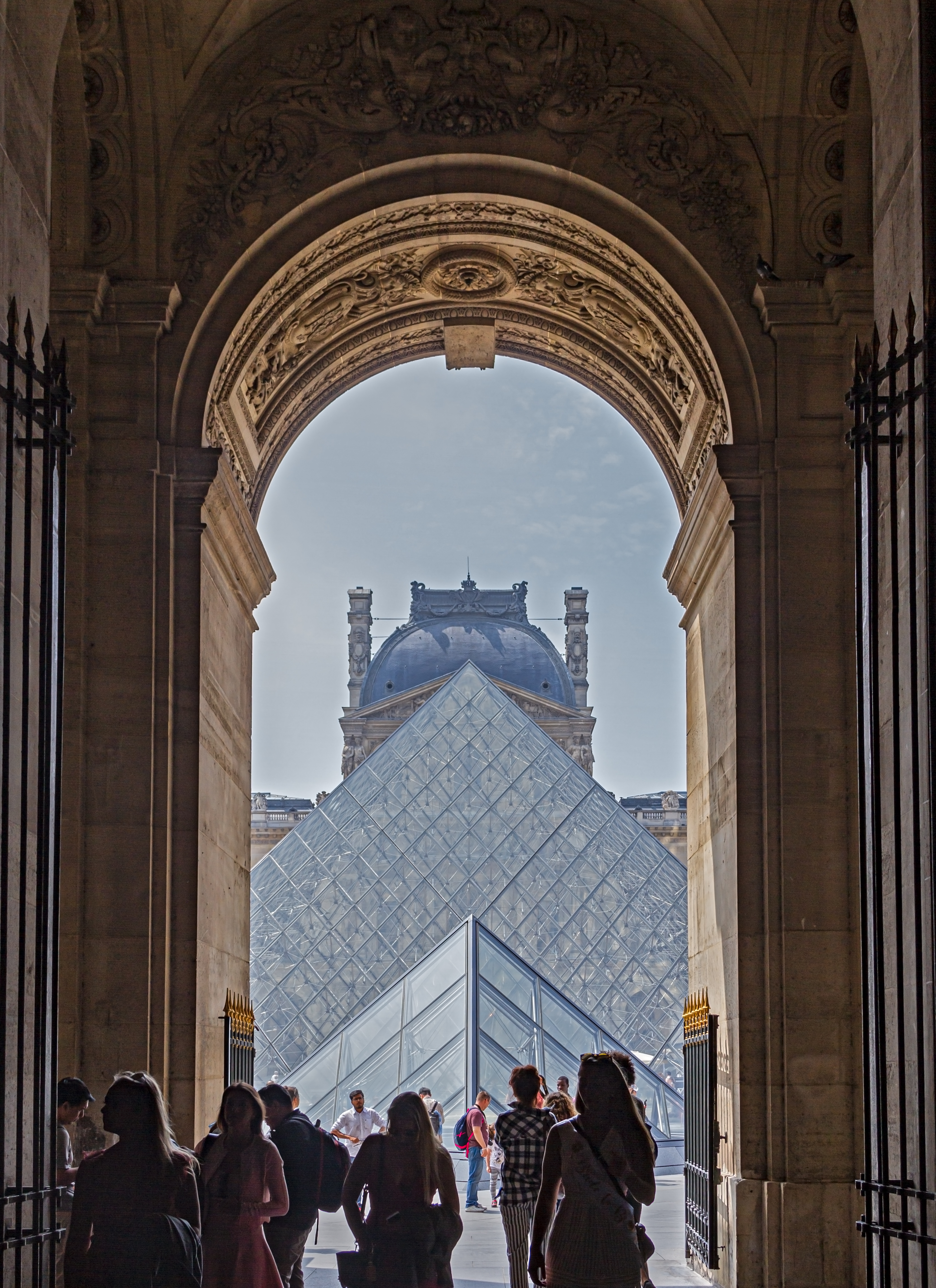
遙望金字塔與鐘亭
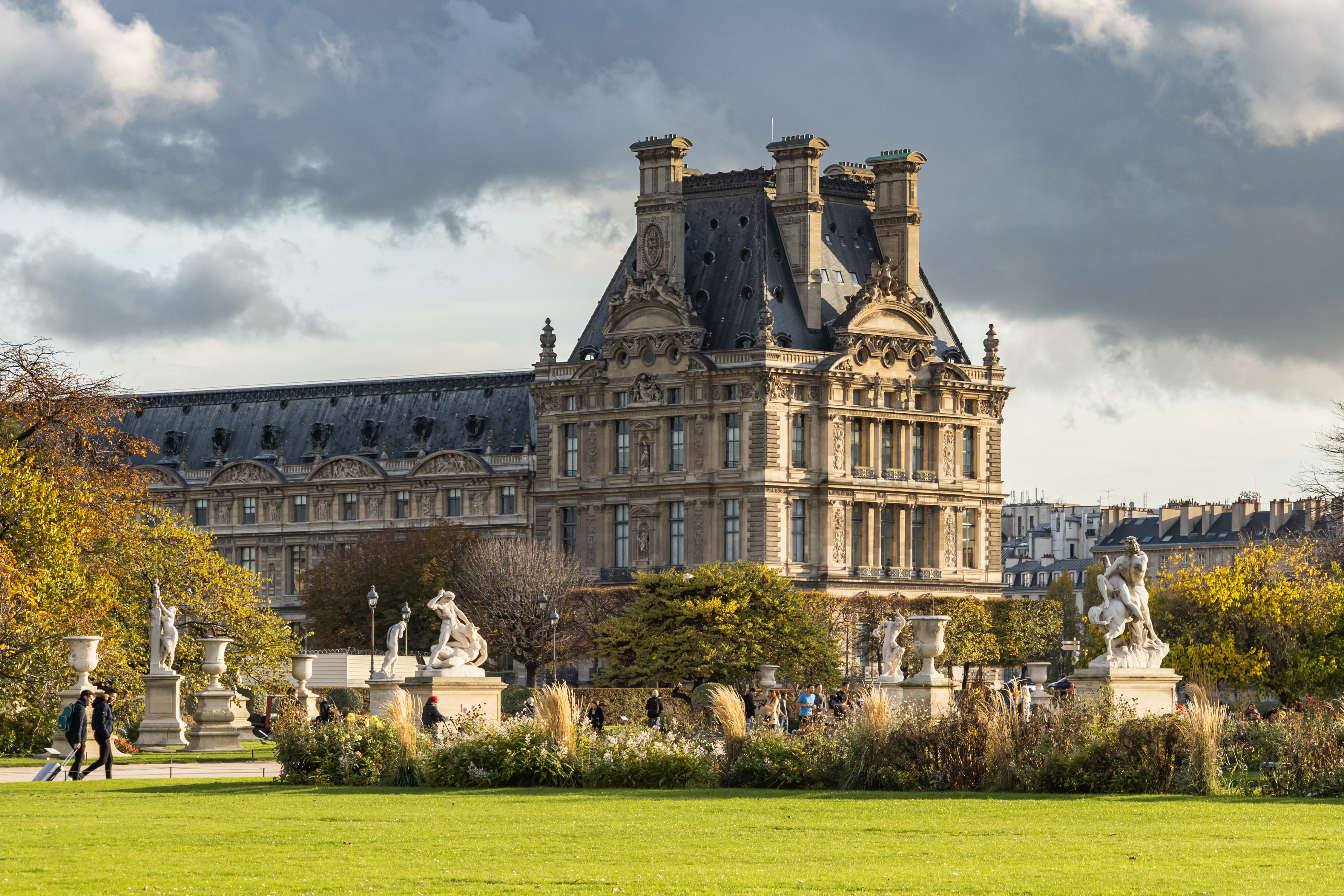
花神館（Pavillon de Flore）

室內

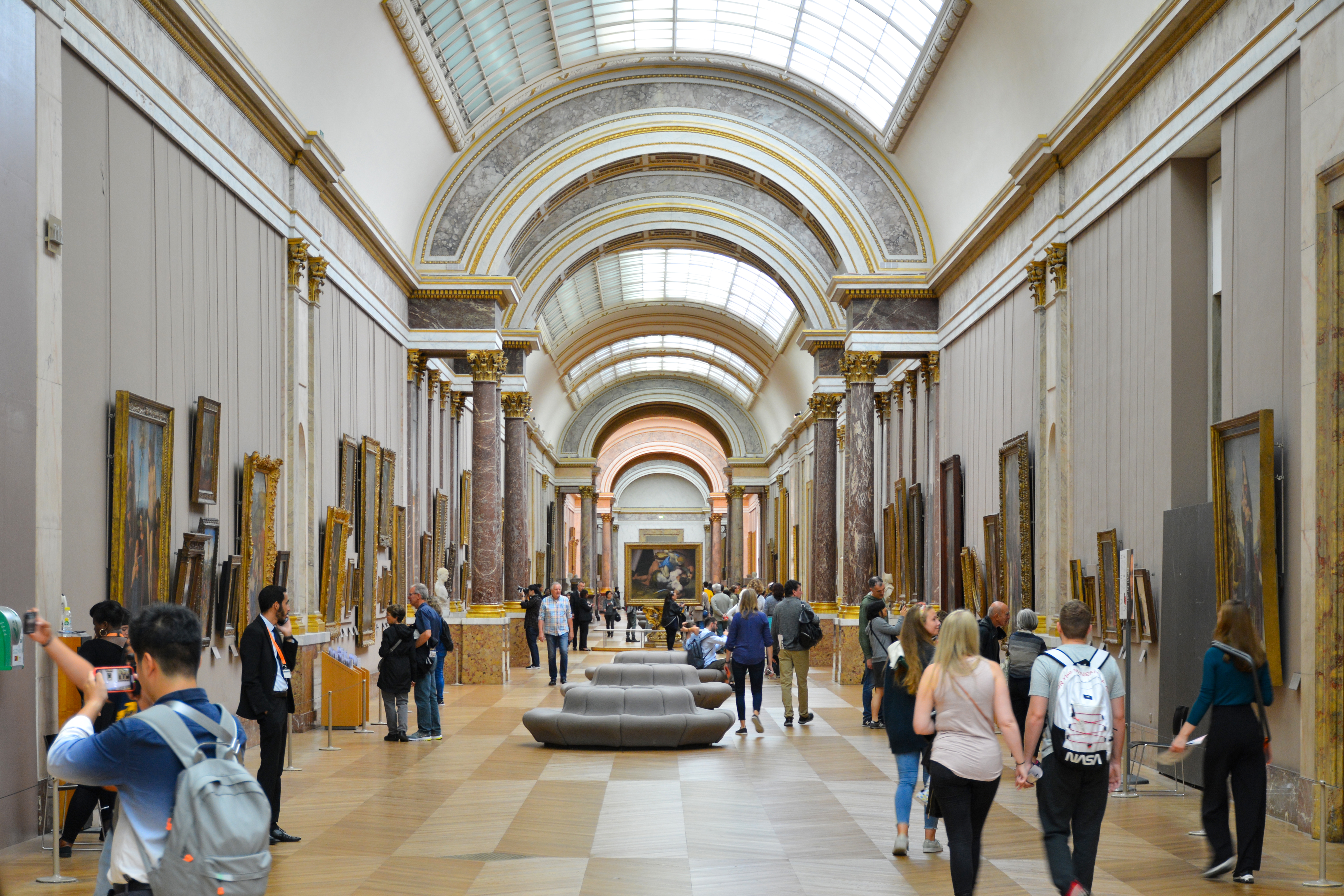
大畫廊（Grande Galerie）
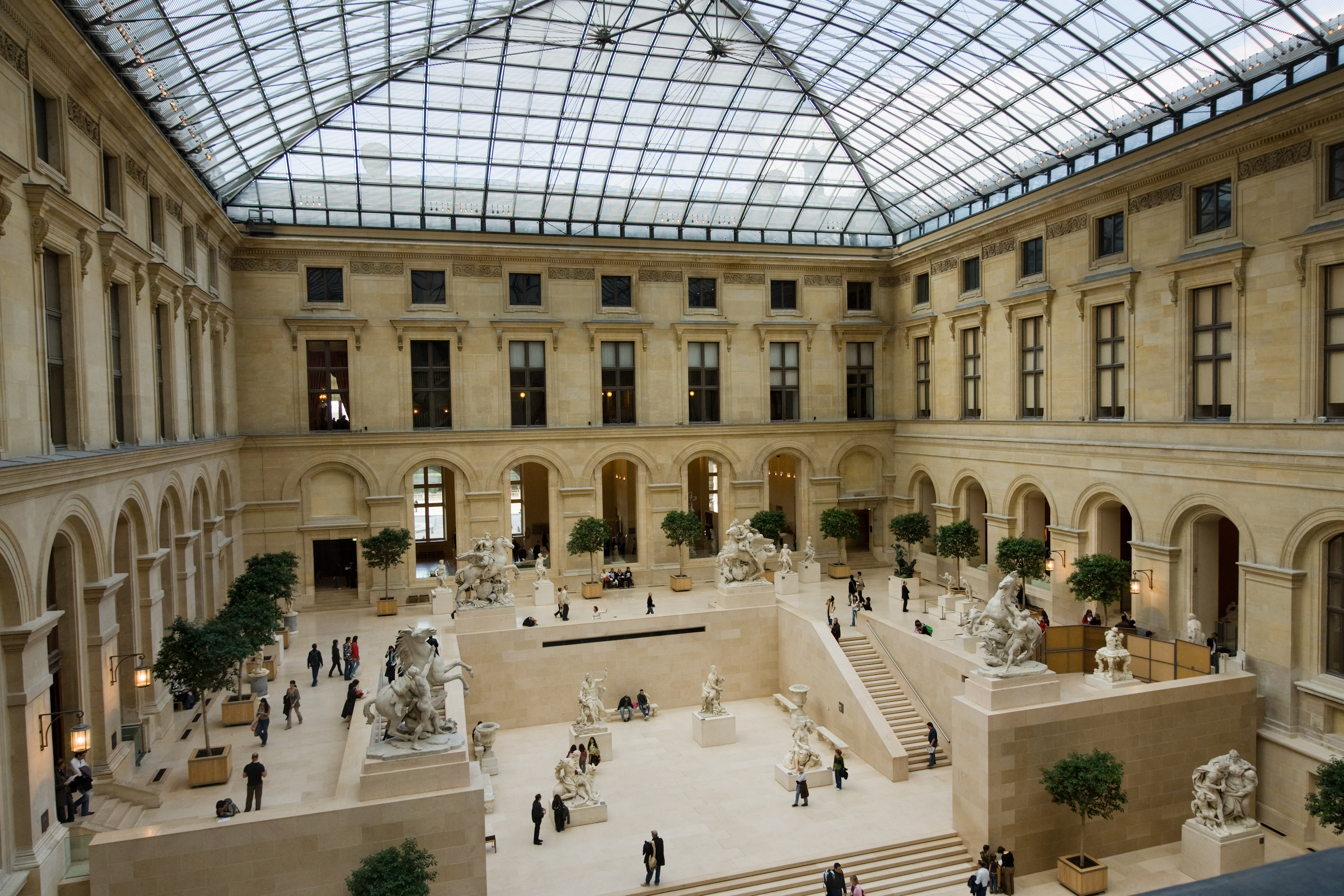
內馬利中庭（Cour Marly）
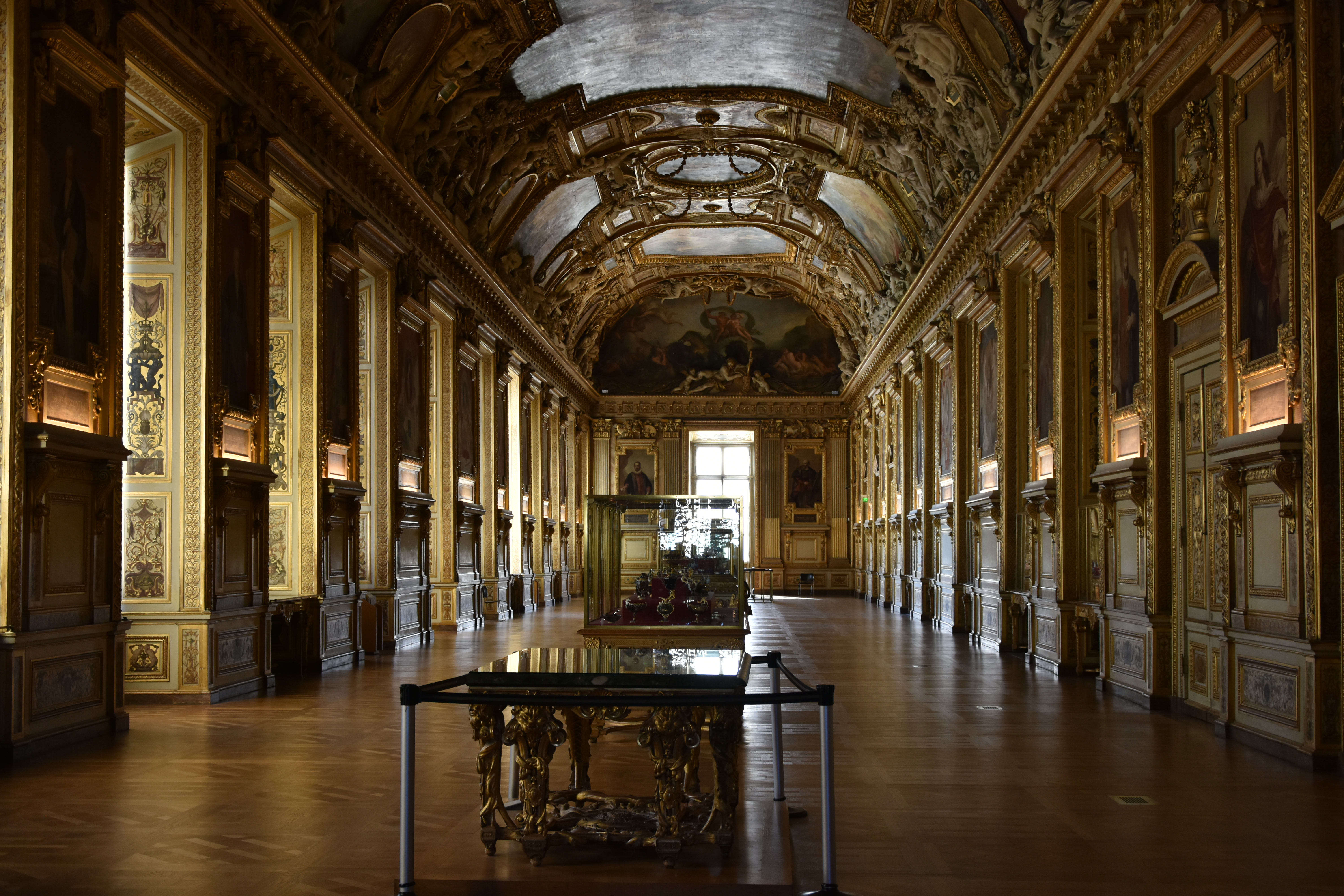
阿波羅畫廊（Galerie d'Apollon）
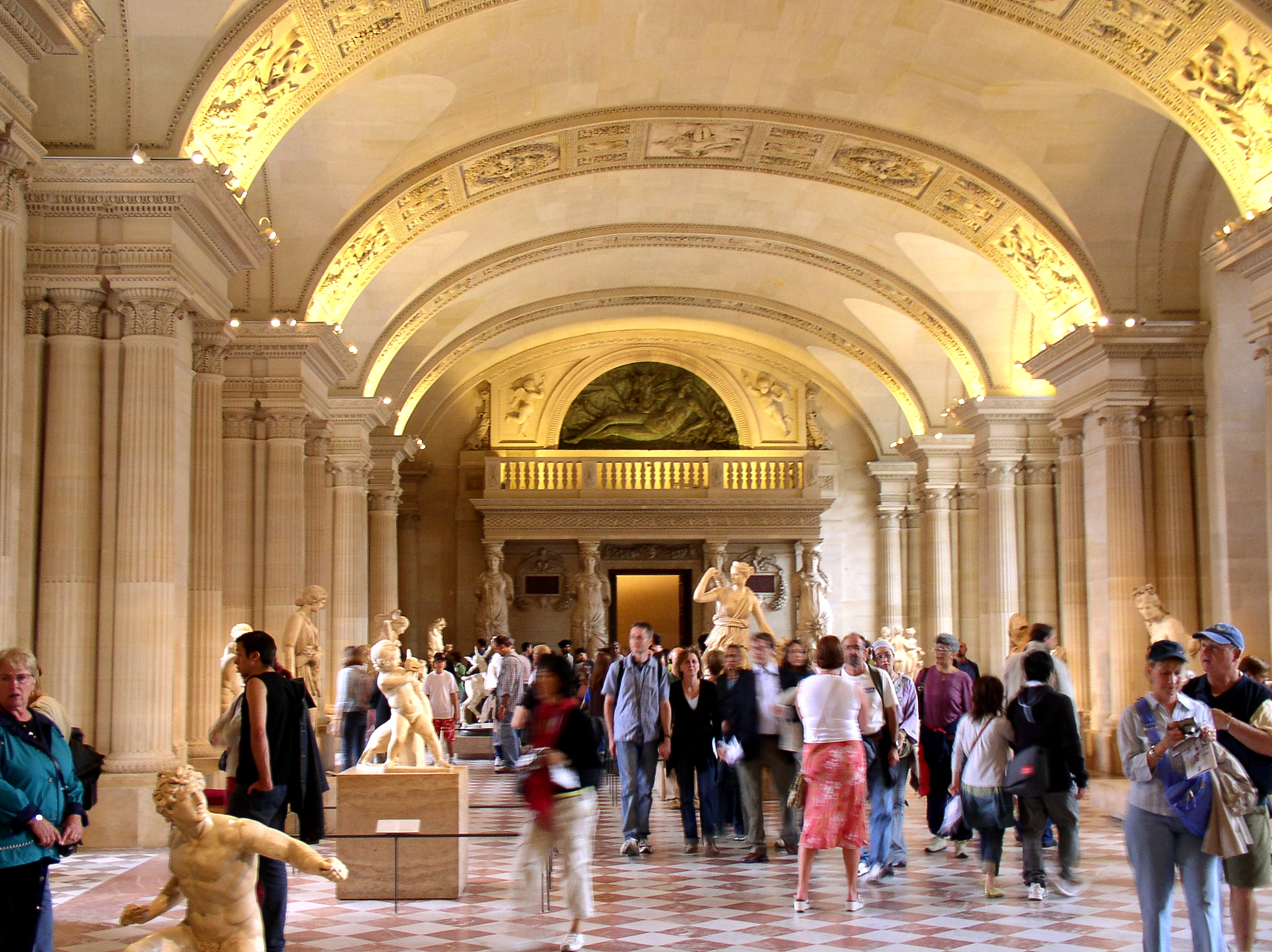
女像柱大廳（Salle des Caryatides）
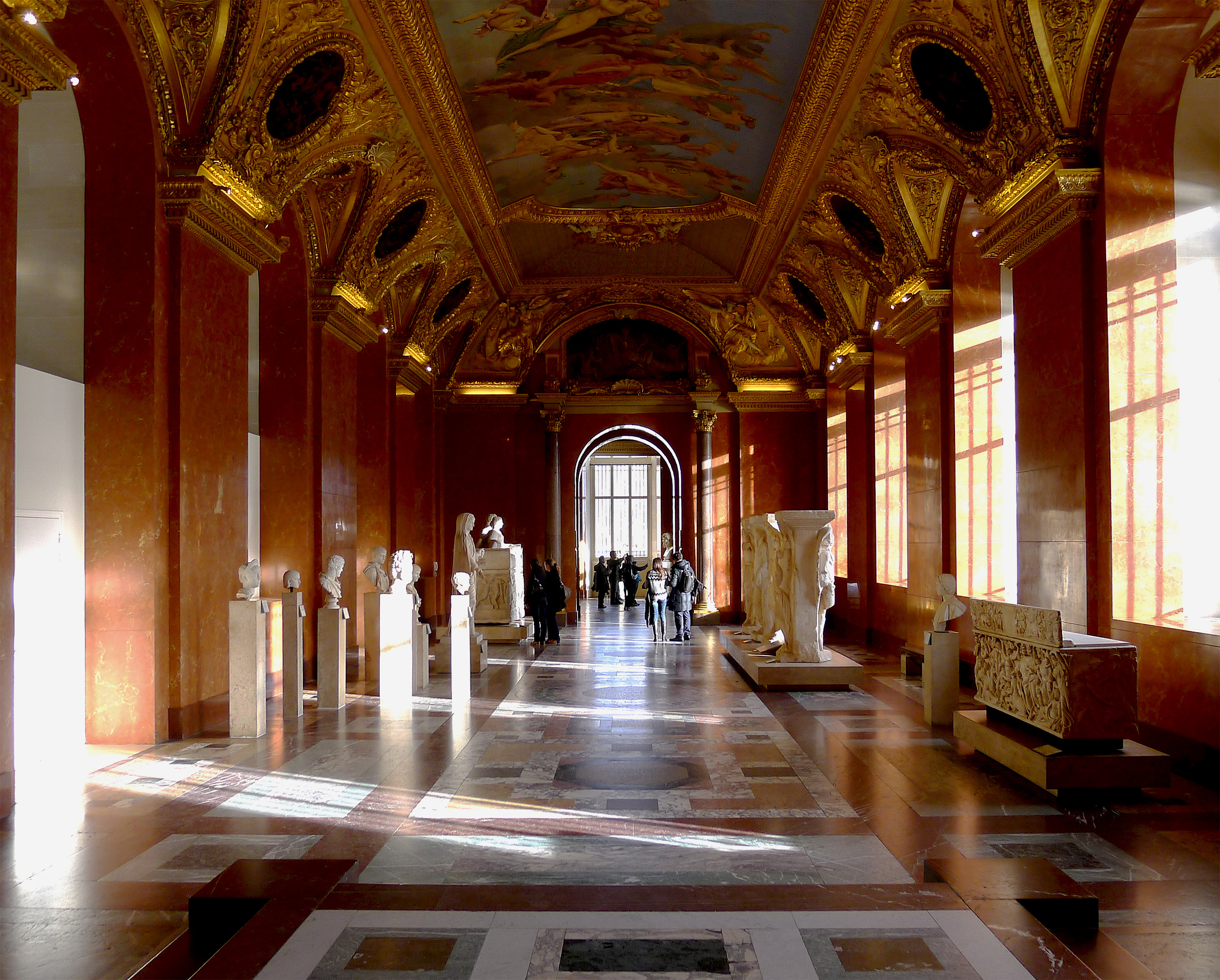
皇帝宮（Salle des Empereurs）

## 著名的藏品
羅浮宮目前擁有約615,797件藏品，其中482,943件自2021年3月24日起能夠透過網路平台collections.louvre.fr所遊覽，—佔其總館藏的 75%，至於館內八個文物部門中，則展示了35,000件藝術品。

### 古埃及文物部

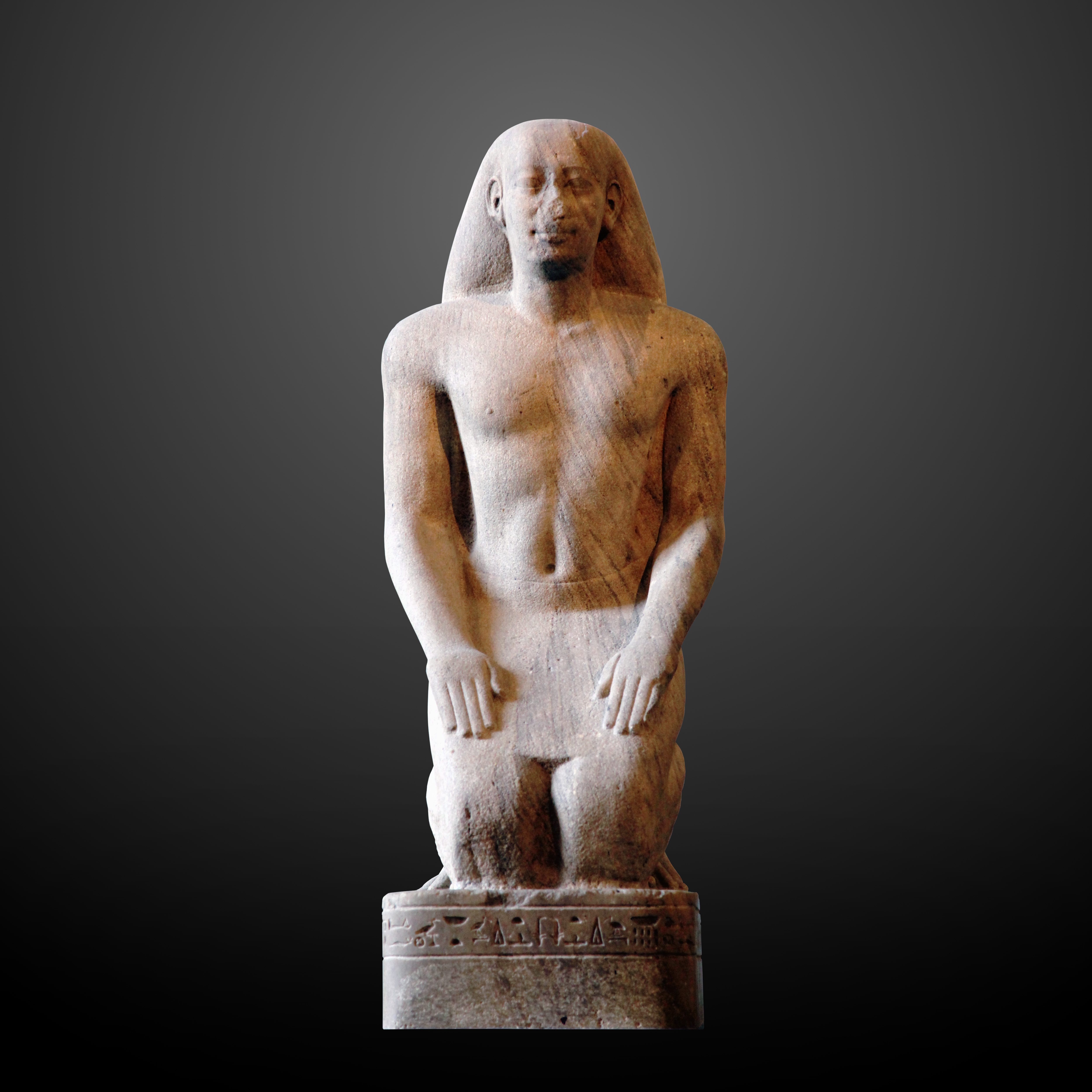
Nakhthorheb跪拜祈禱的雕像，埃及，公元前595至589年。
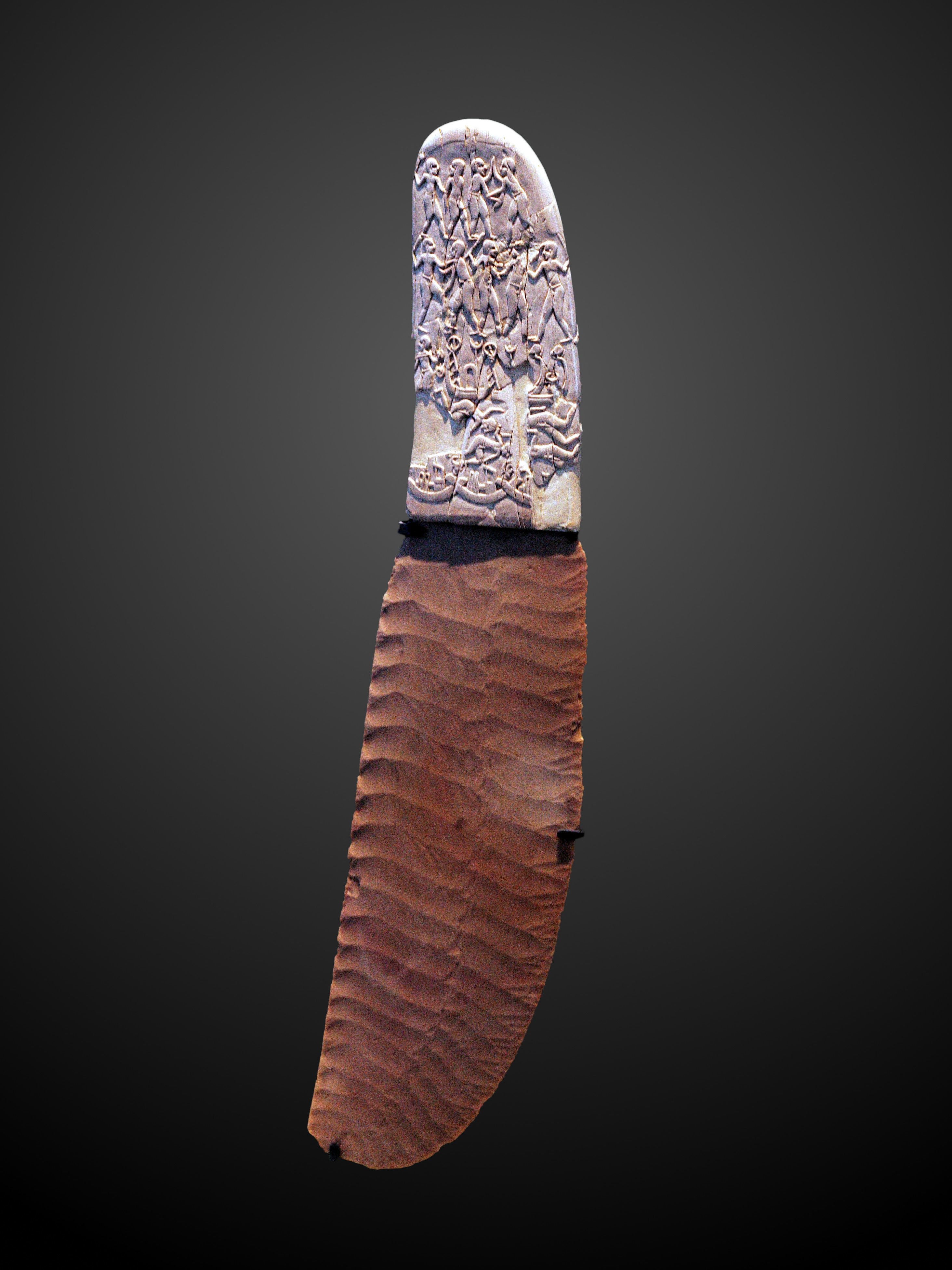
阿拉克山燧石刀，埃及，公元前 3300-3200年。
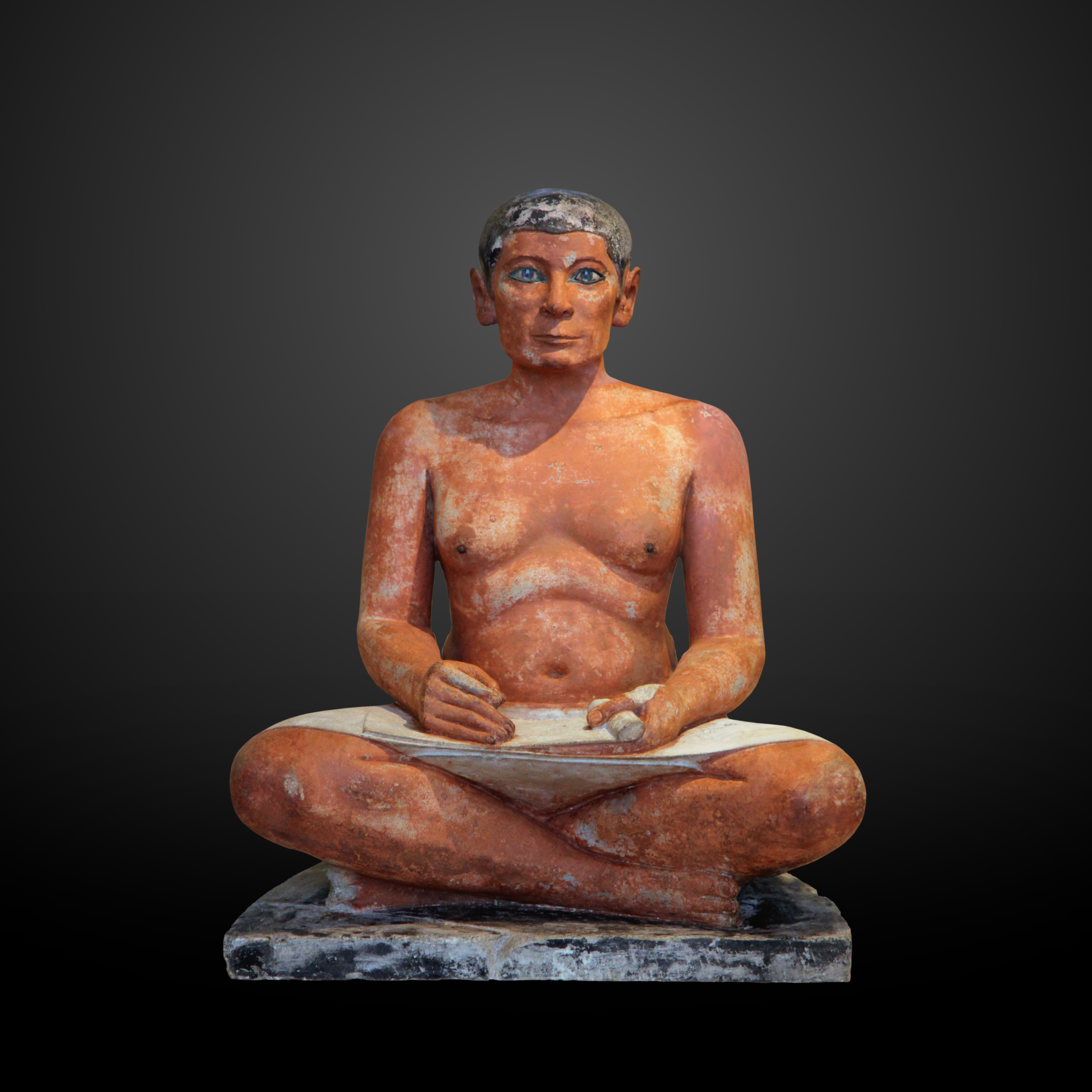
書記坐像，埃及，公元前2613–2494年。
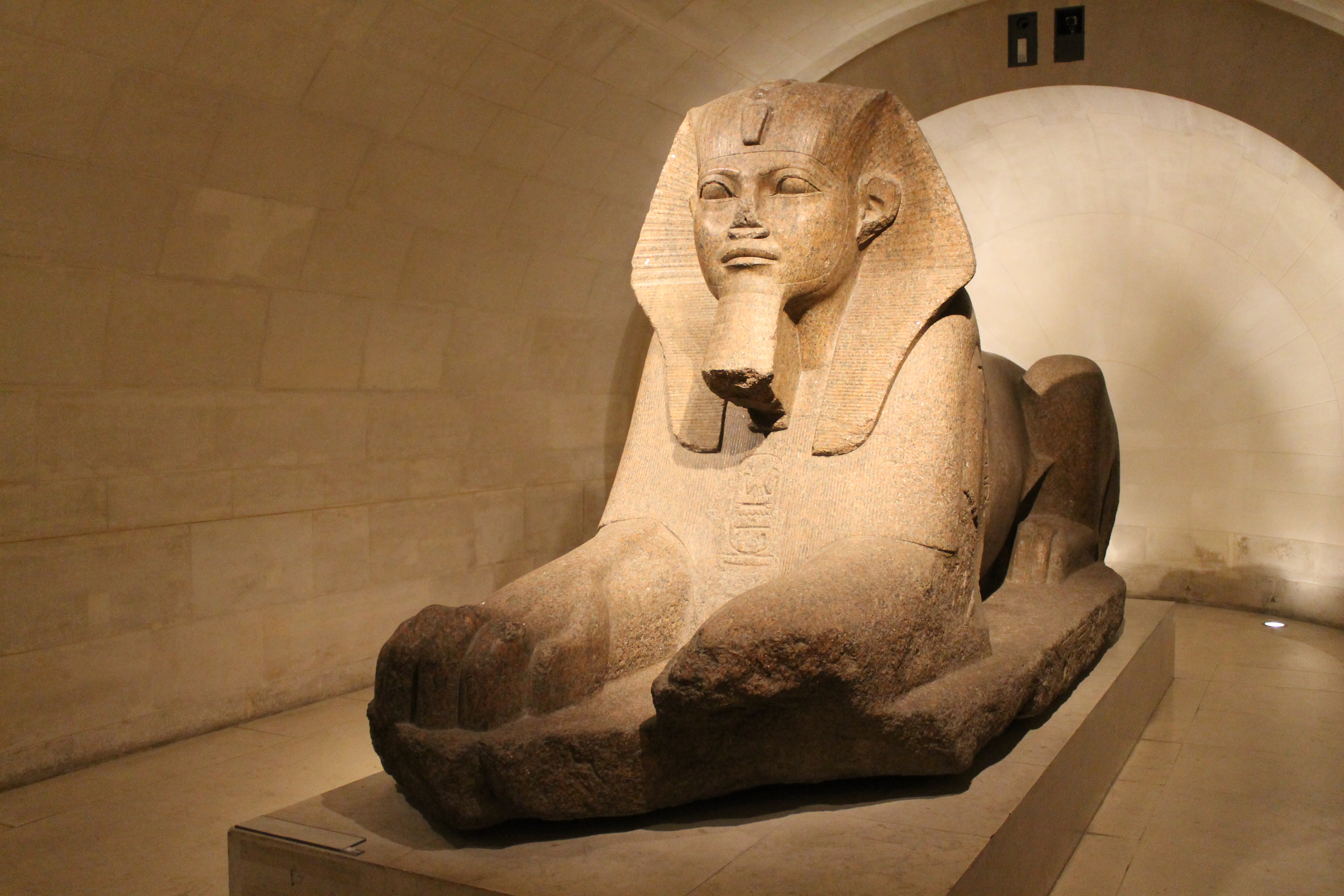
來自塔尼斯的大獅身人面臥像，埃及，公元前2600年。
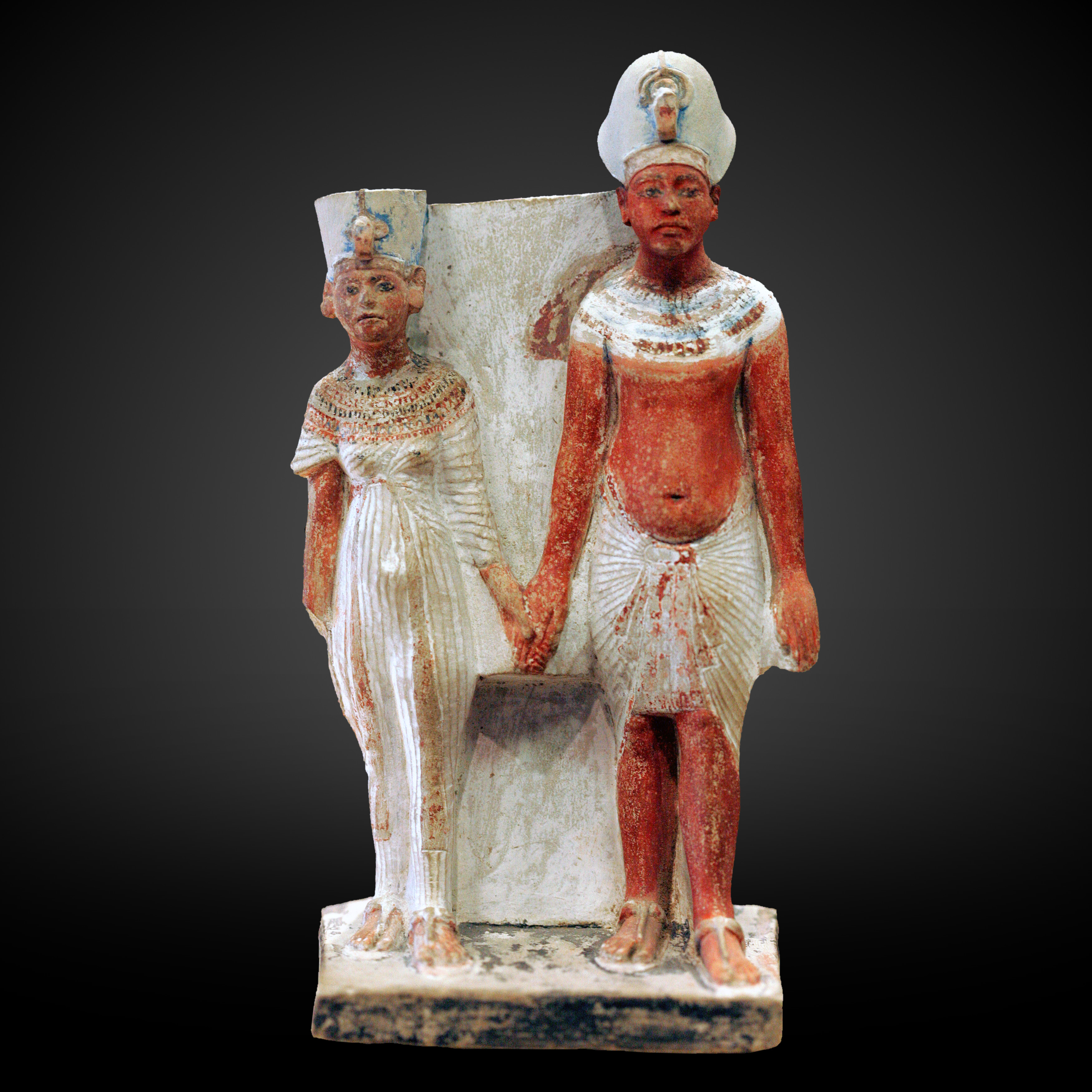
阿肯那頓與娜芙蒂蒂，埃及，公元前1345年。
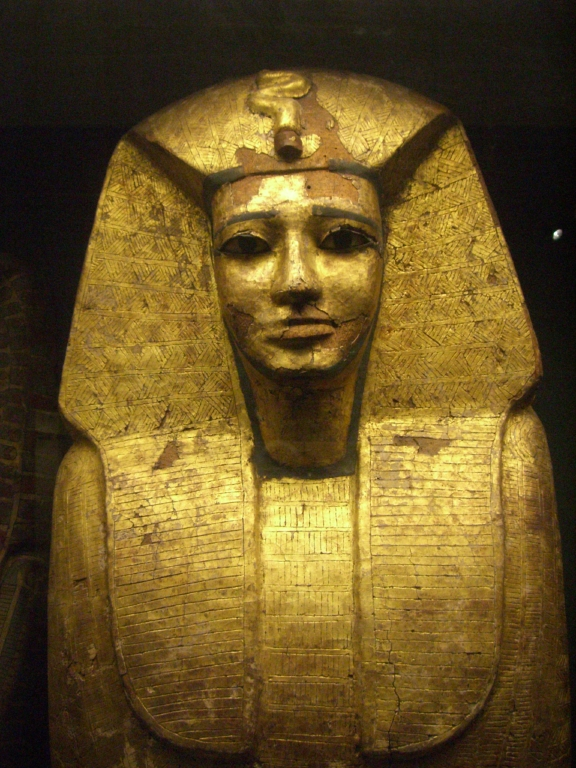
法老伊里奥特弗六世的石棺，第17 王朝，
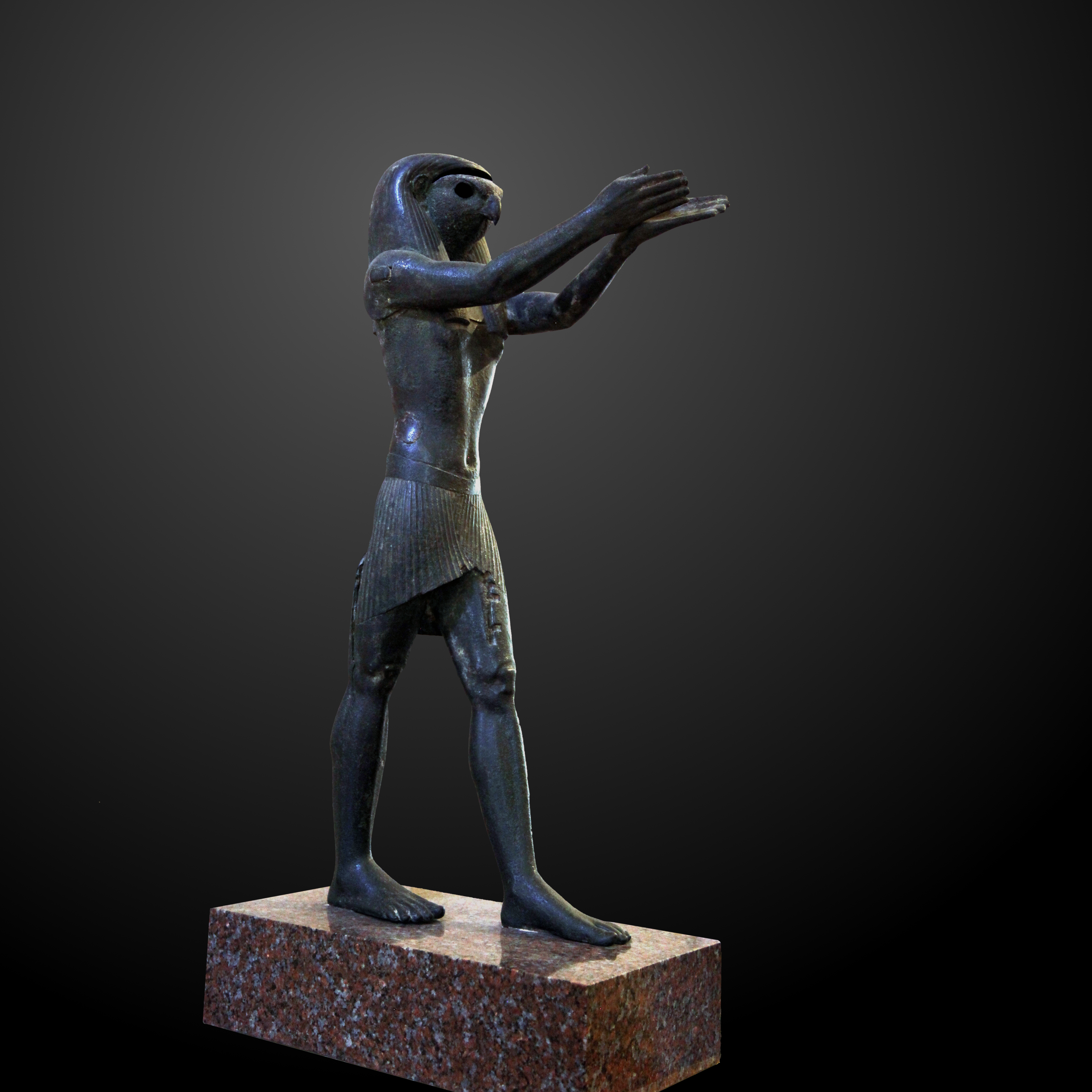
荷魯斯雕像
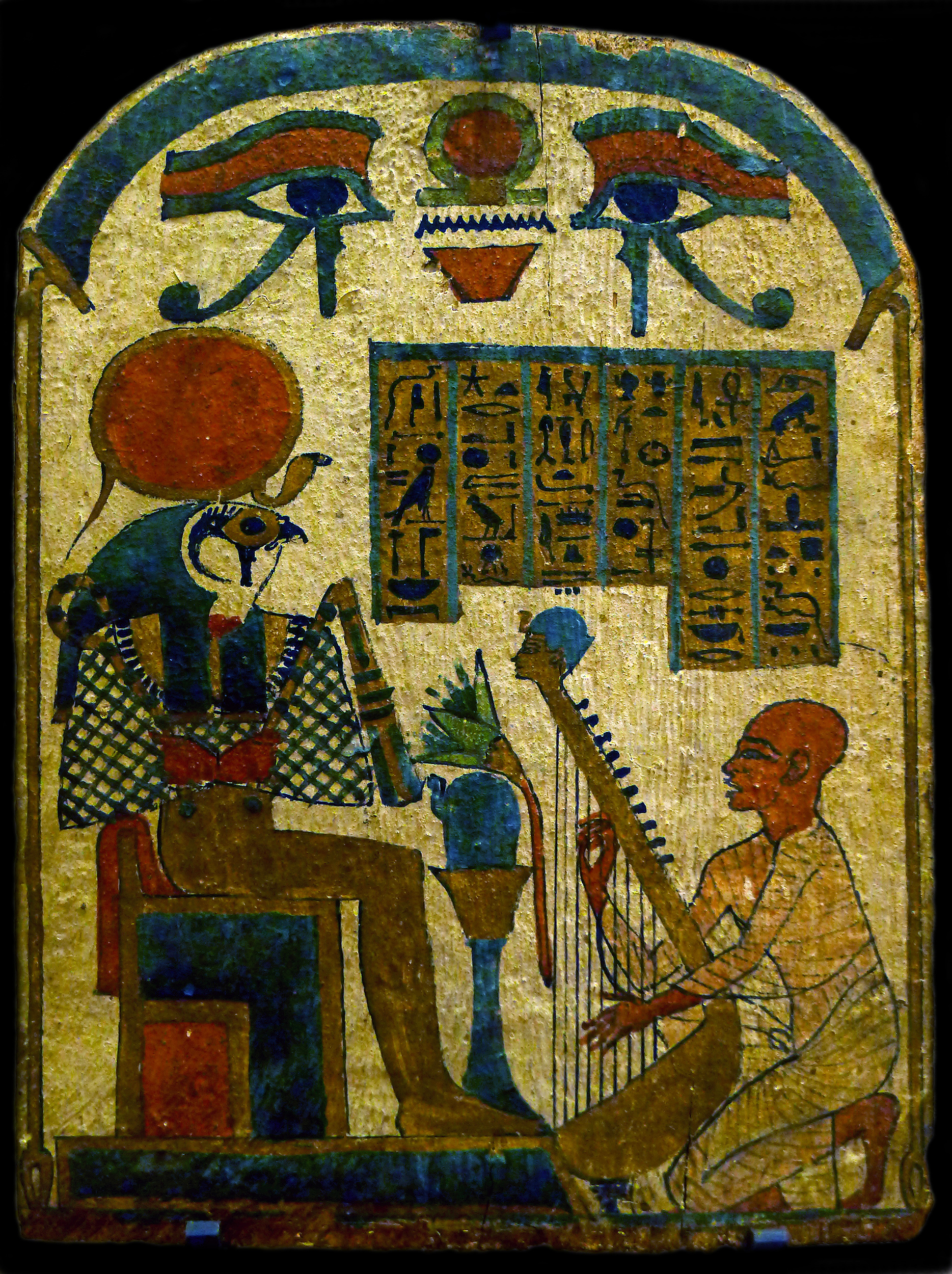
豎琴師的彩色石碑
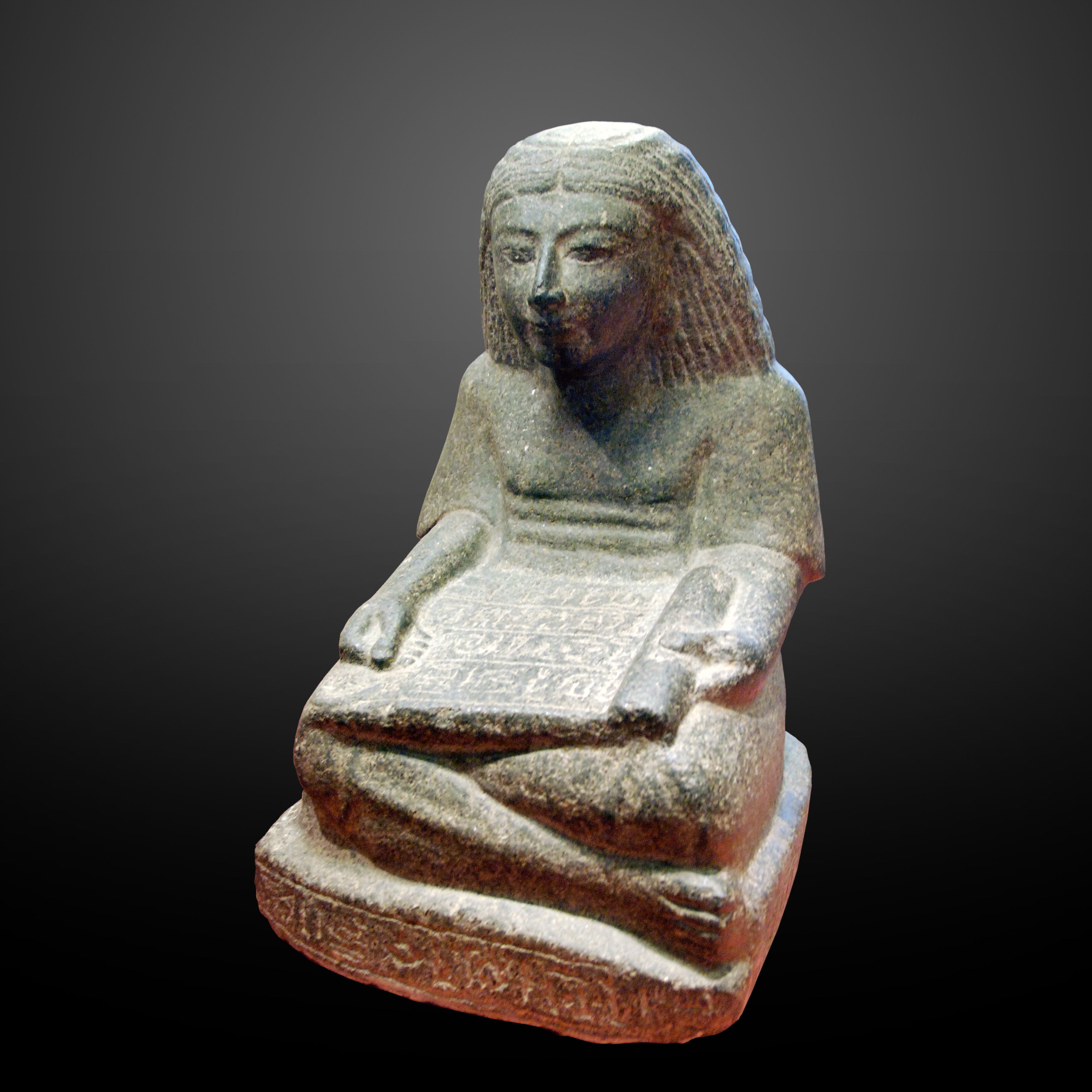
拿著紙莎草紙捲軸的抄寫員石像
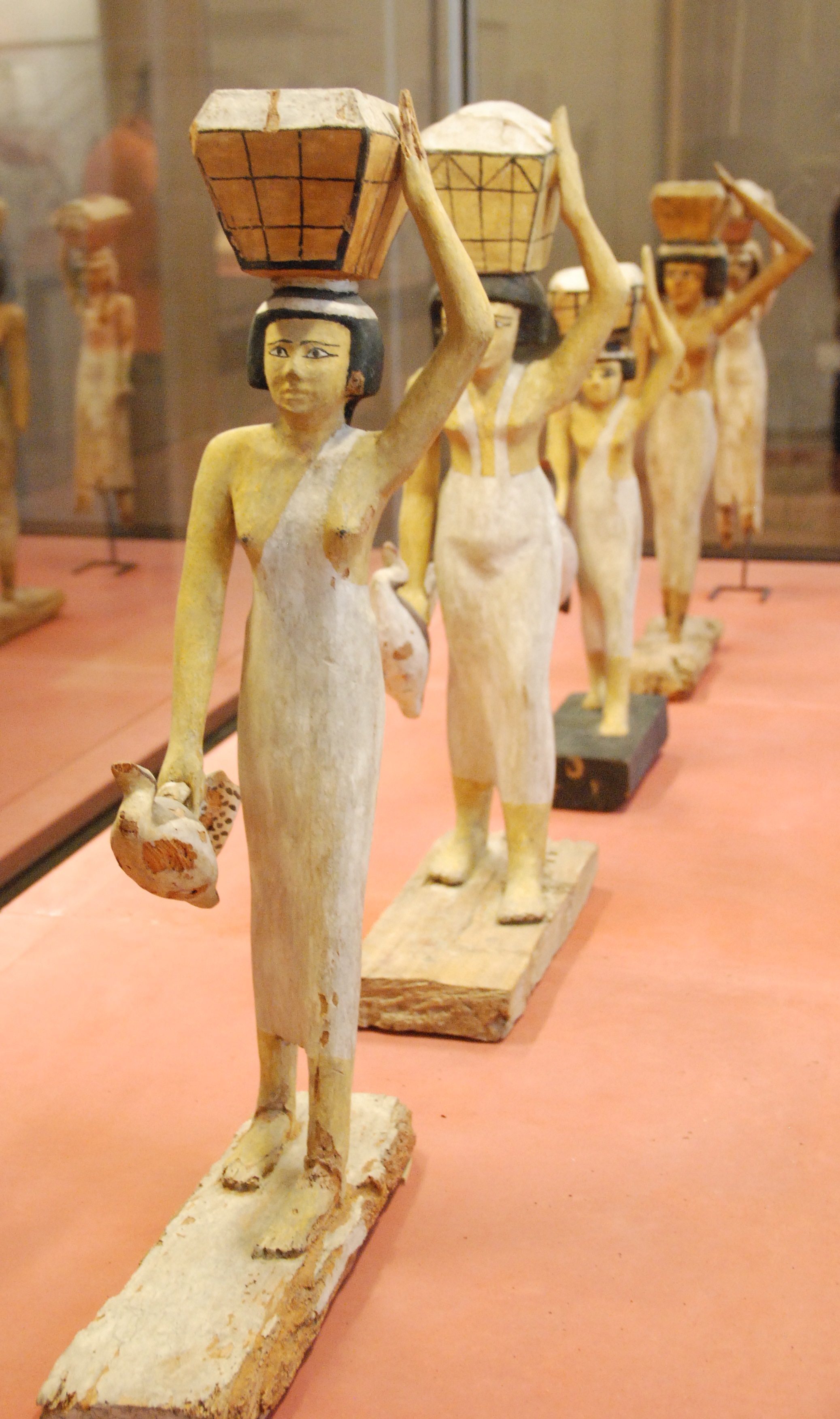
供奉者雕像，第12王朝
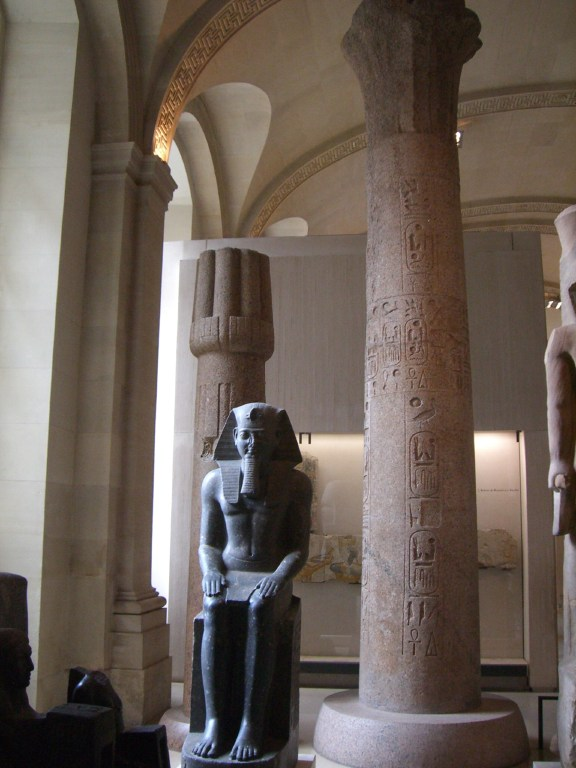
拉美西斯二世的巨大雕像

### 近東文物部

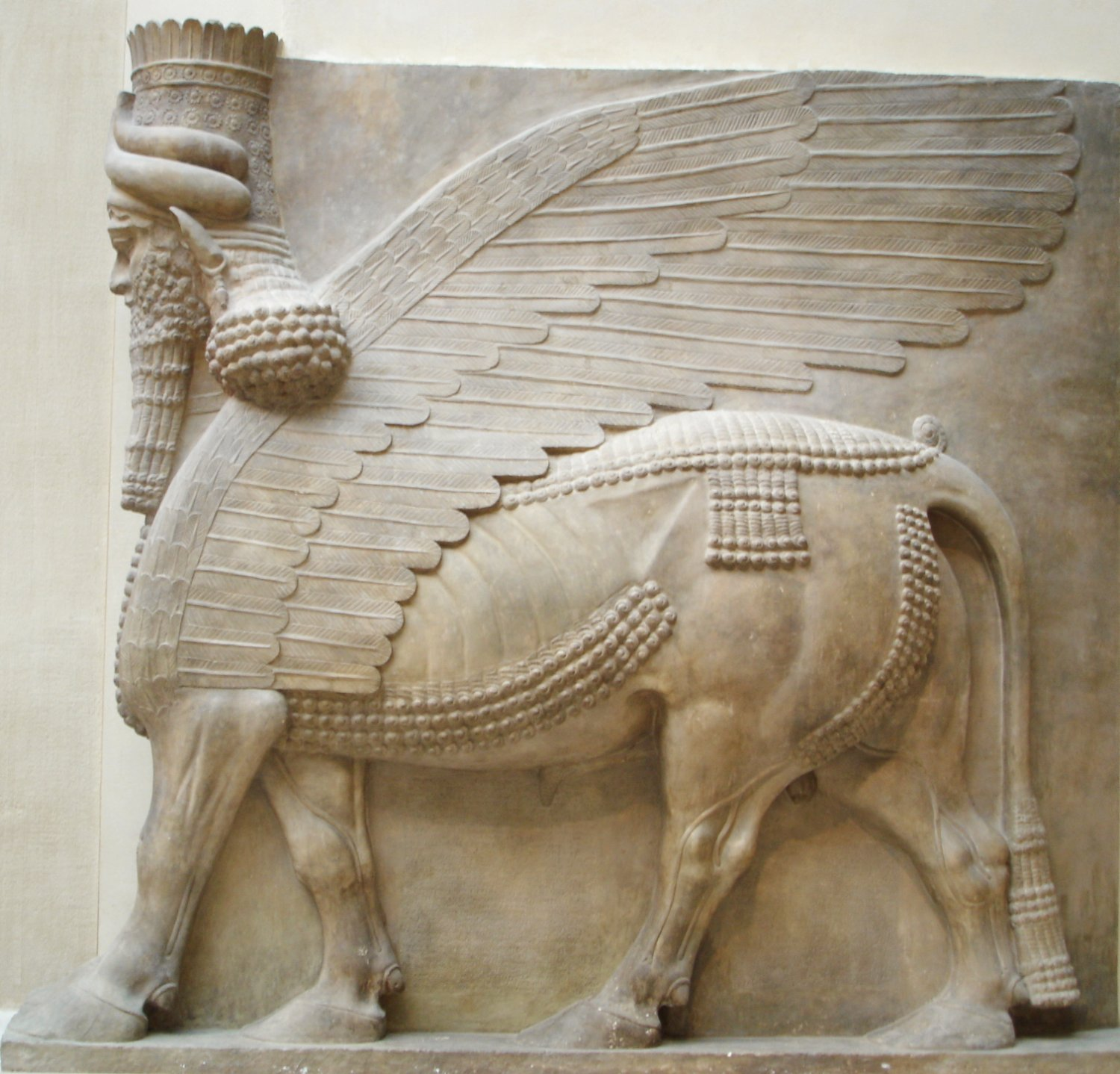
拉瑪蘇雕像，亞述，公元前713-716年
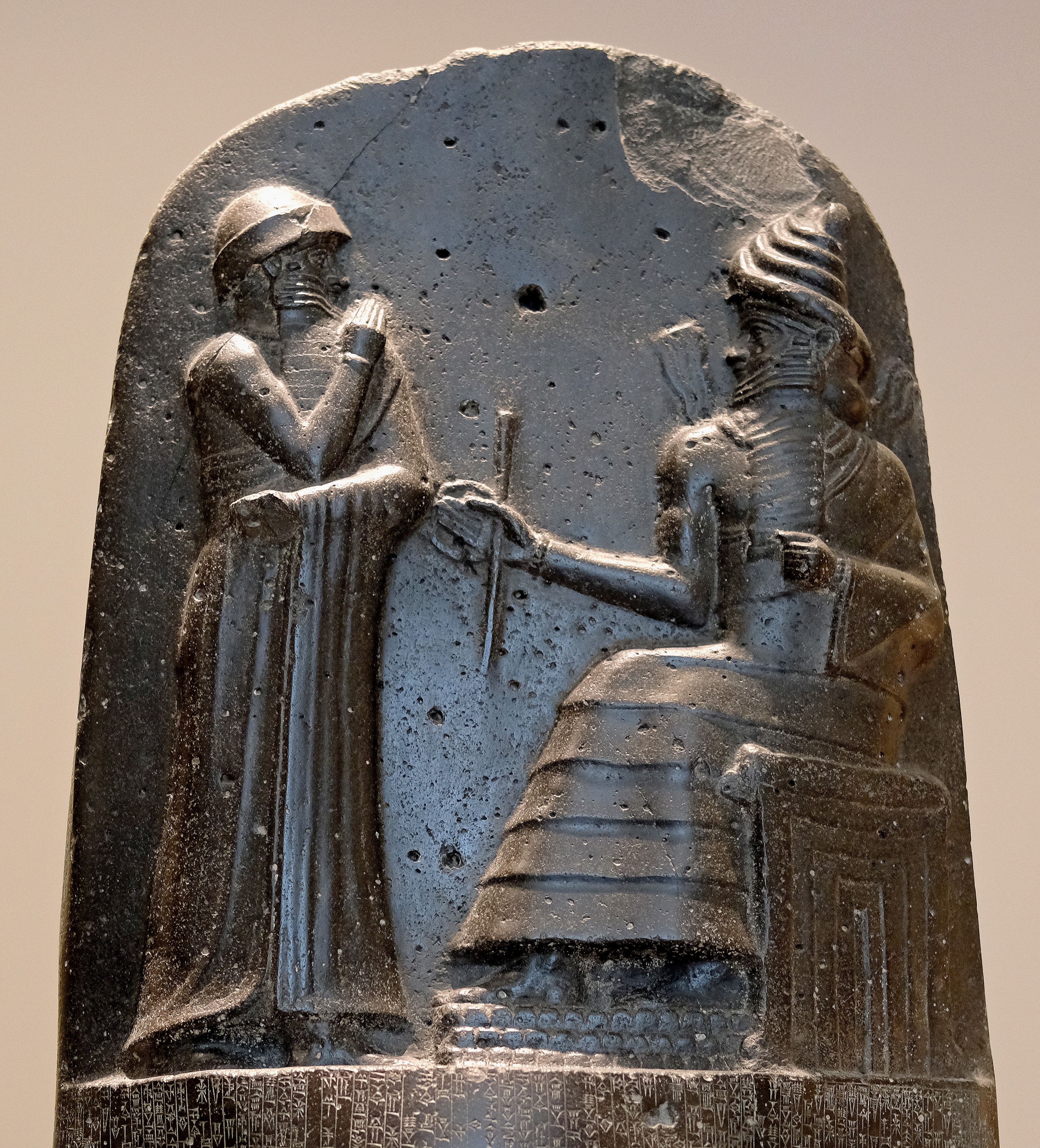
汉谟拉比法典近景，古巴比倫，公元前1754年
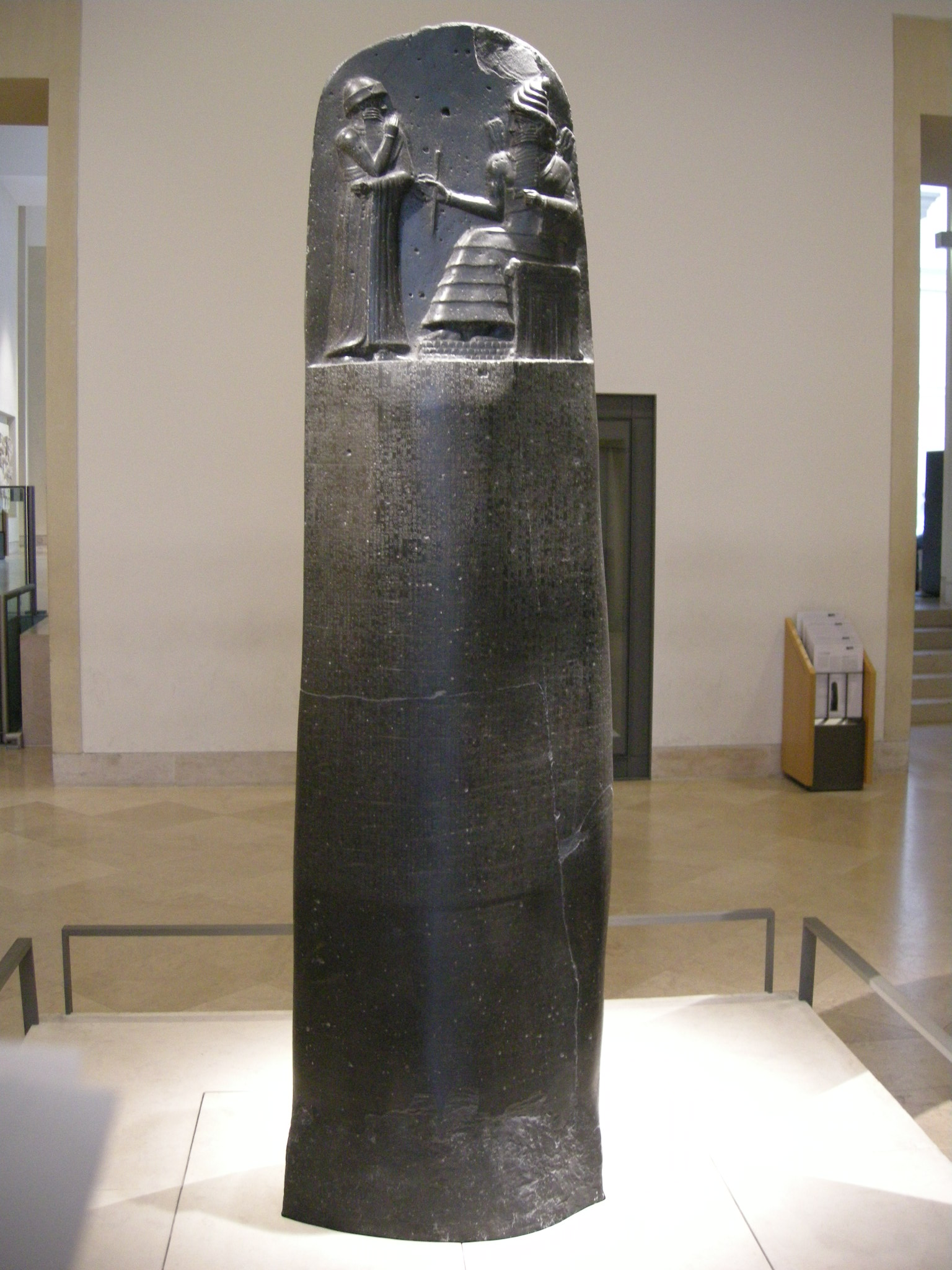
汉谟拉比法典，古巴比倫，公元前1754年
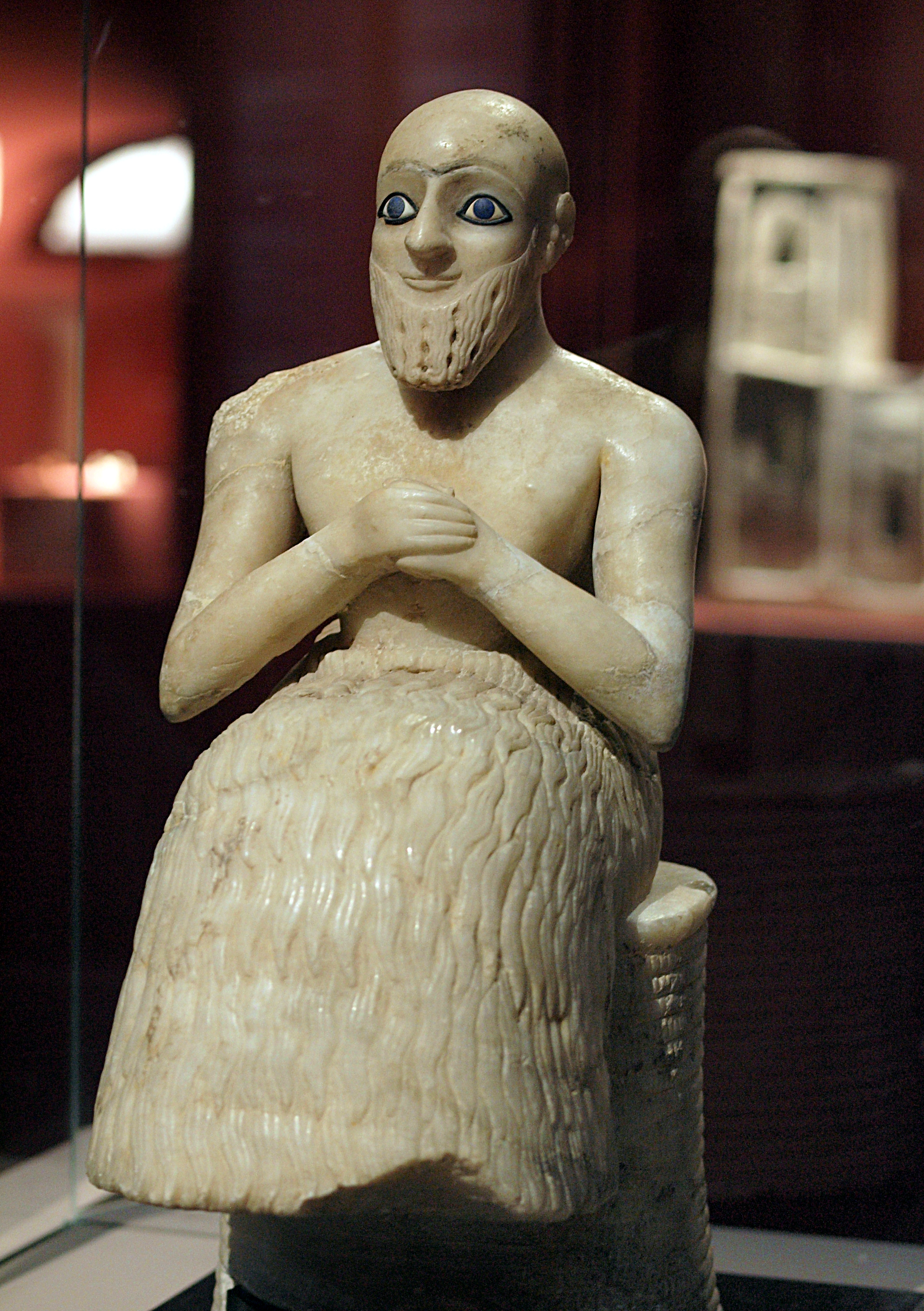
伊比赫雕像，蘇美，公元前2400年
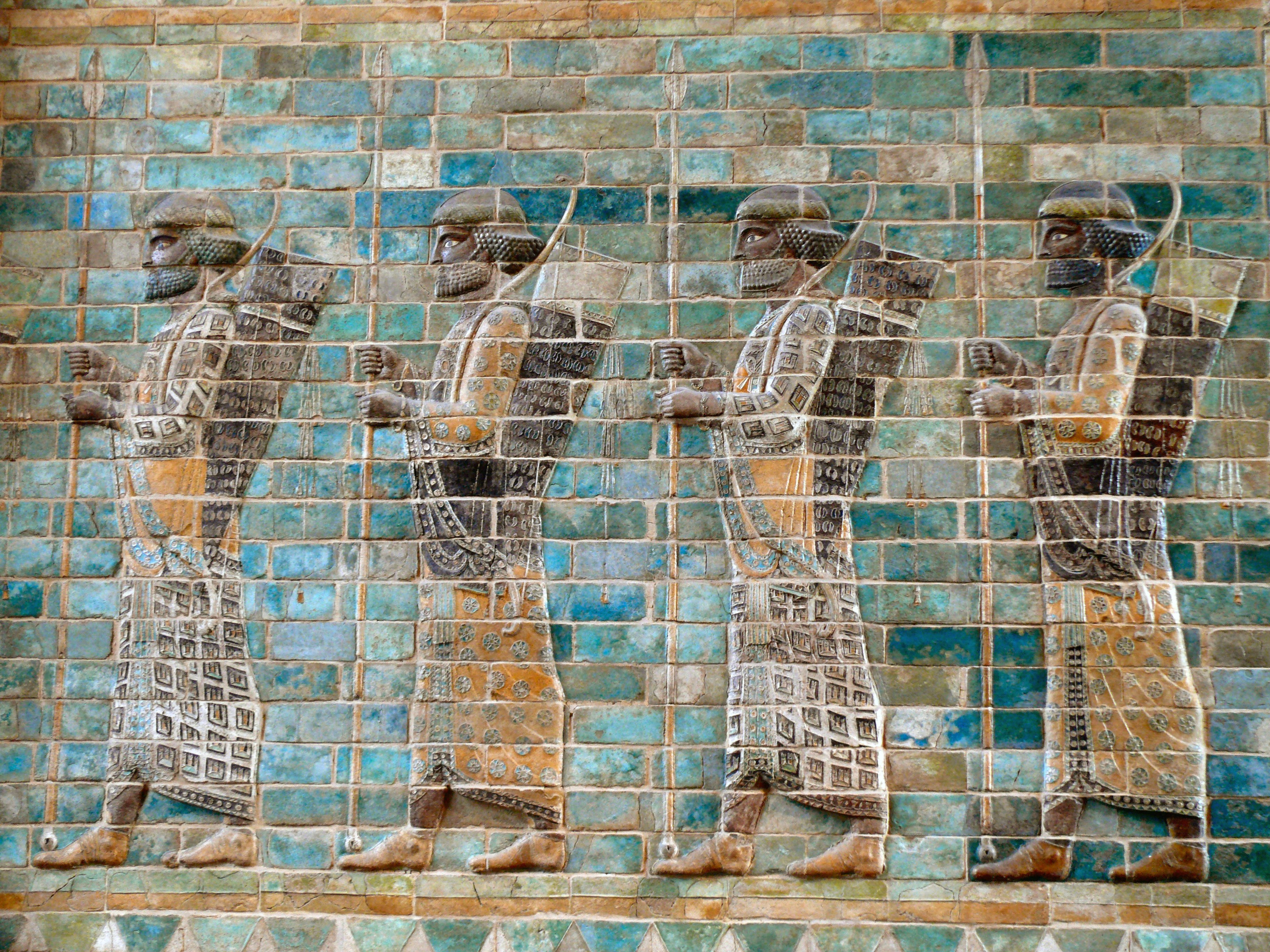
塔查拉遺跡的簷弓箭手壁畫，阿契美尼德王朝，公元前510年
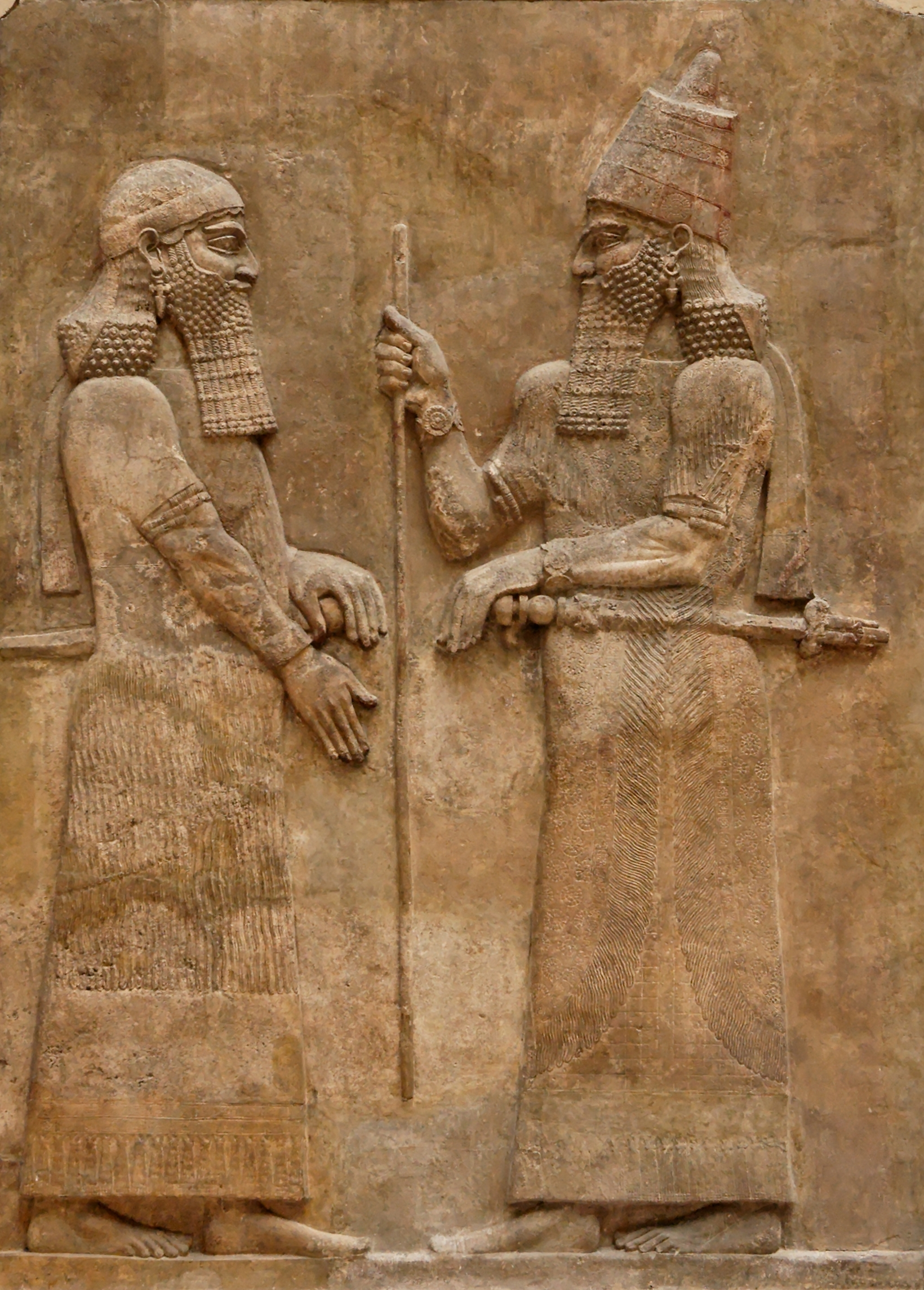
薩爾貢二世和一位政要的浮雕，亞述杜爾舍魯金，公元前716–713年
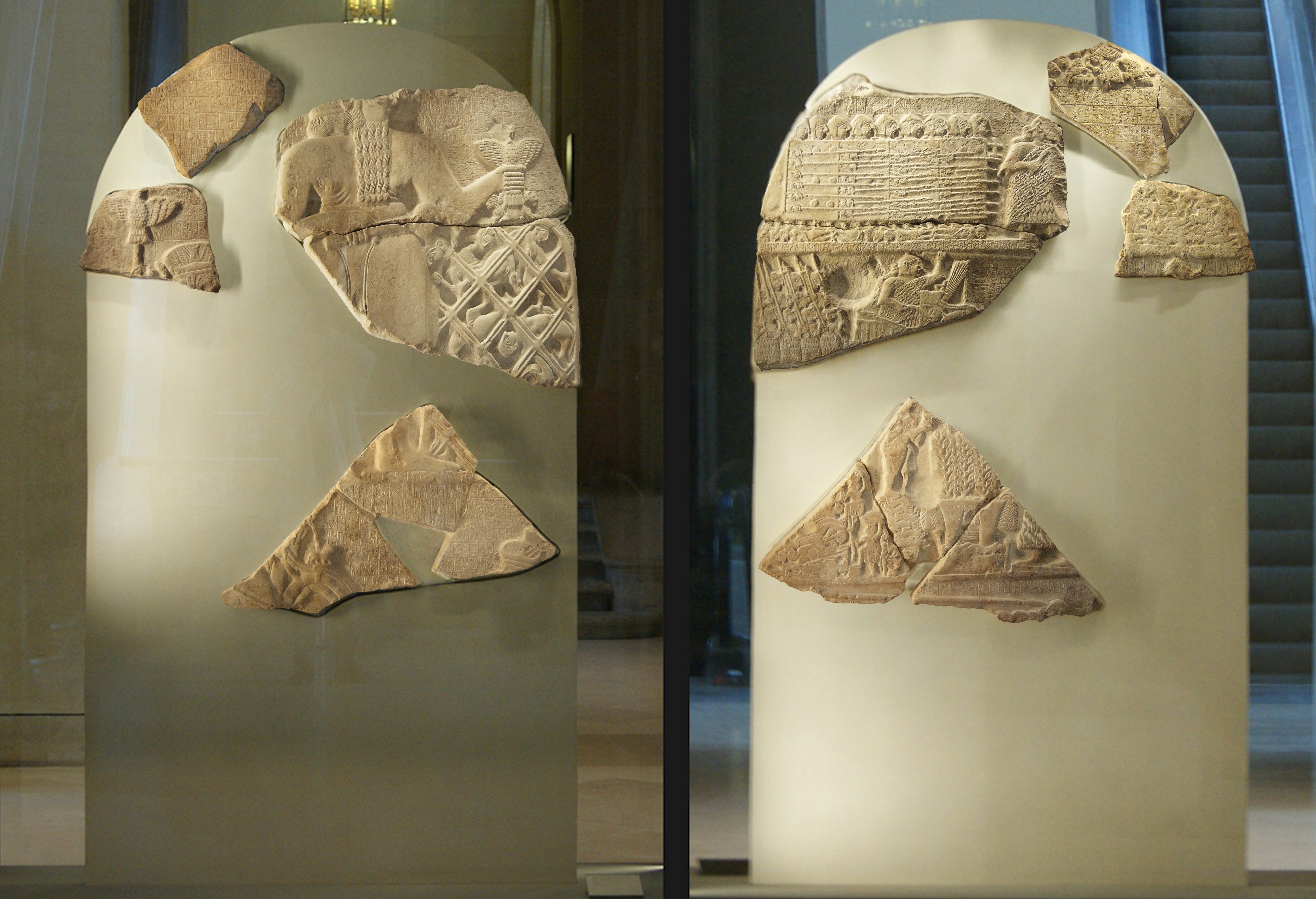
禿鷲碑，拉加什，公元前2600年至2350年
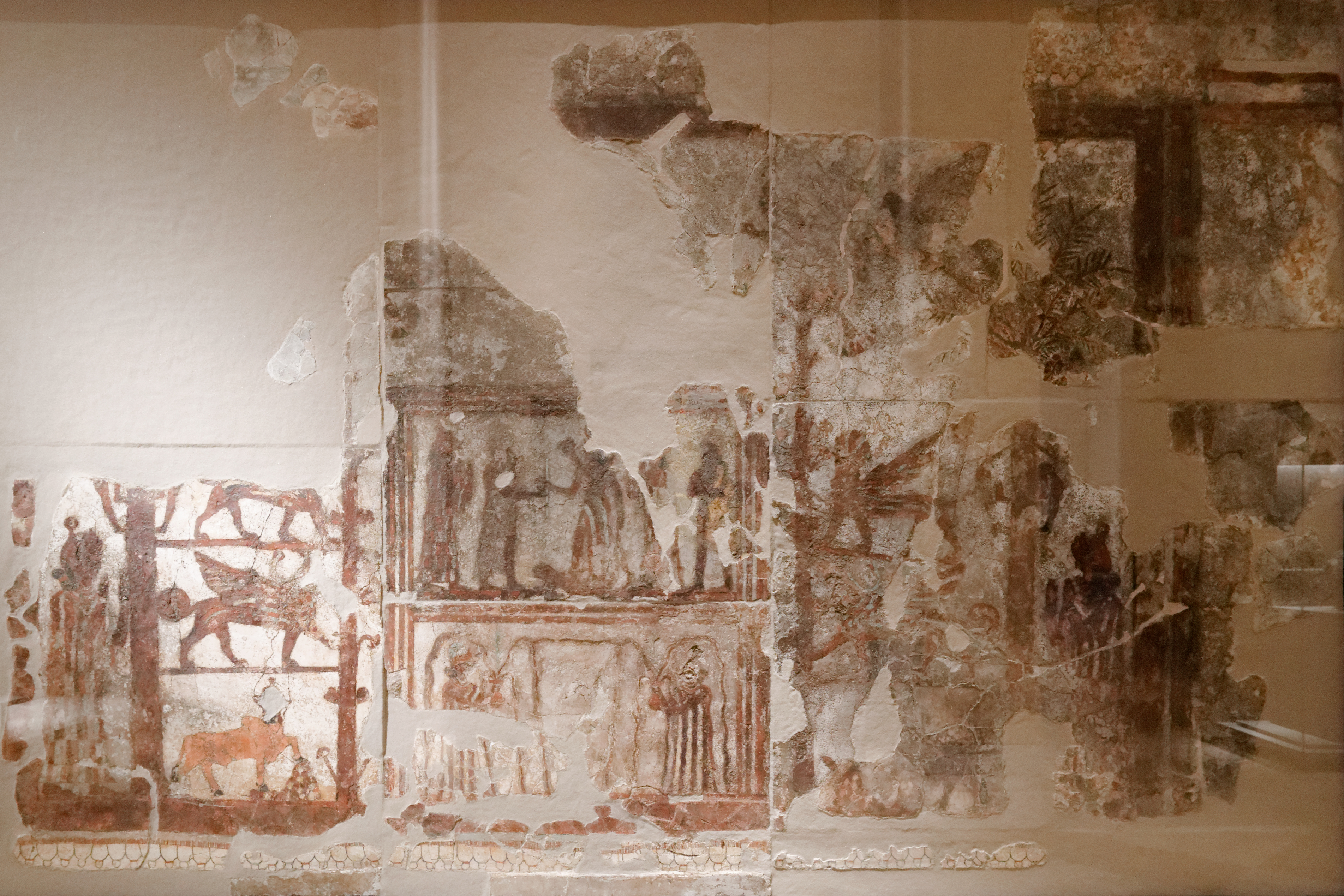
古巴比伦首饰

### 古希臘、伊特魯里亞和古羅馬文物部

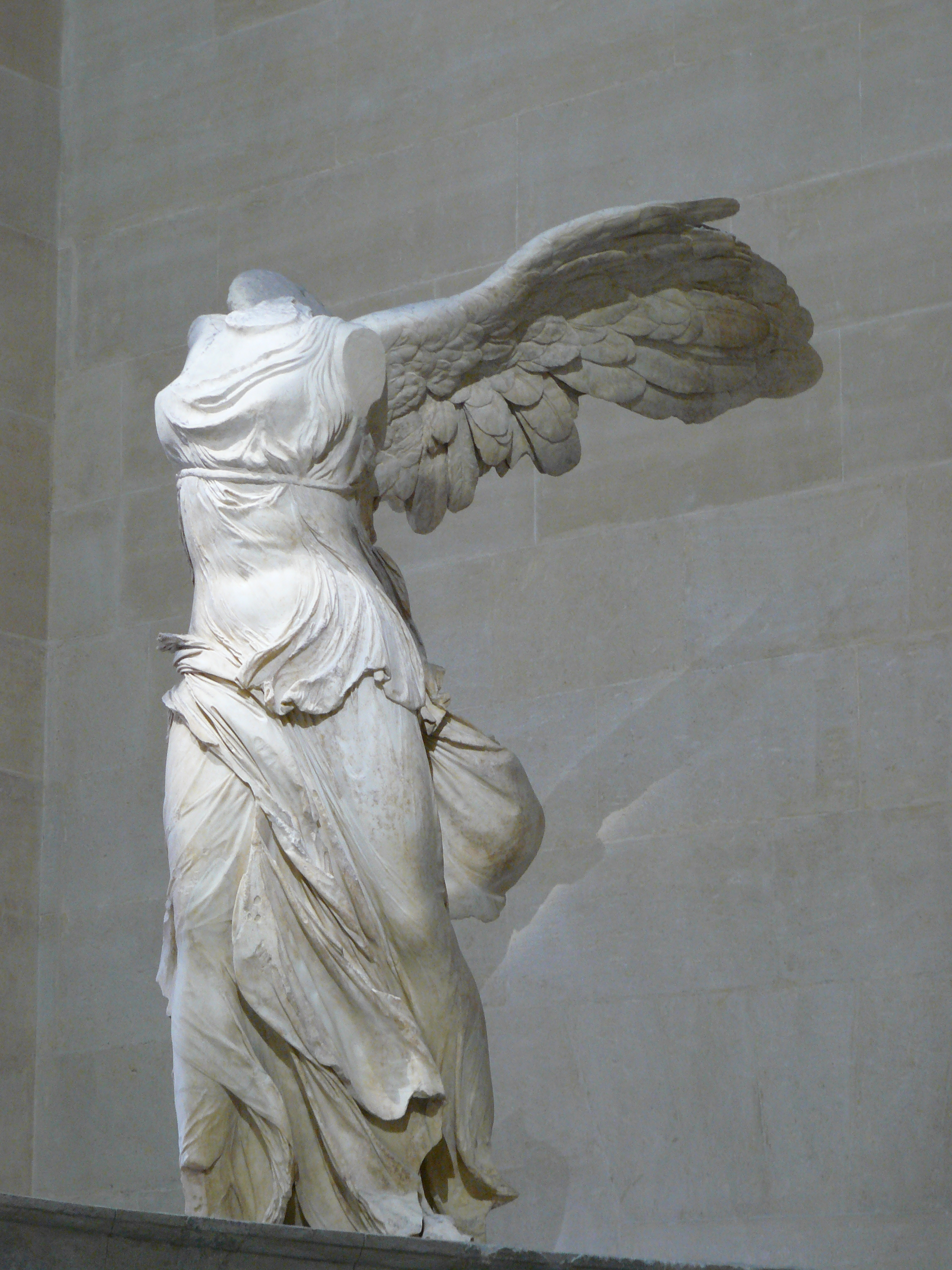
薩莫色雷斯的勝利女神，公元前2世紀
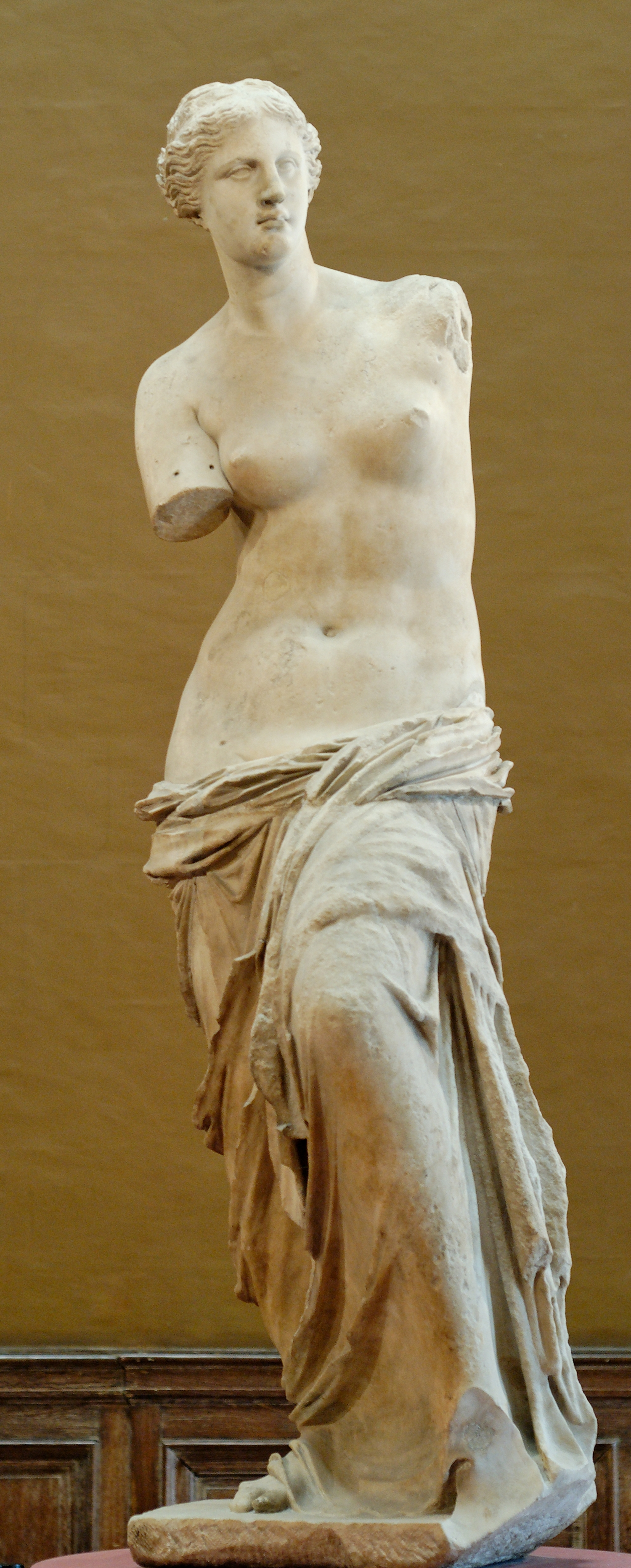
米洛的维纳斯，西元前130到100年
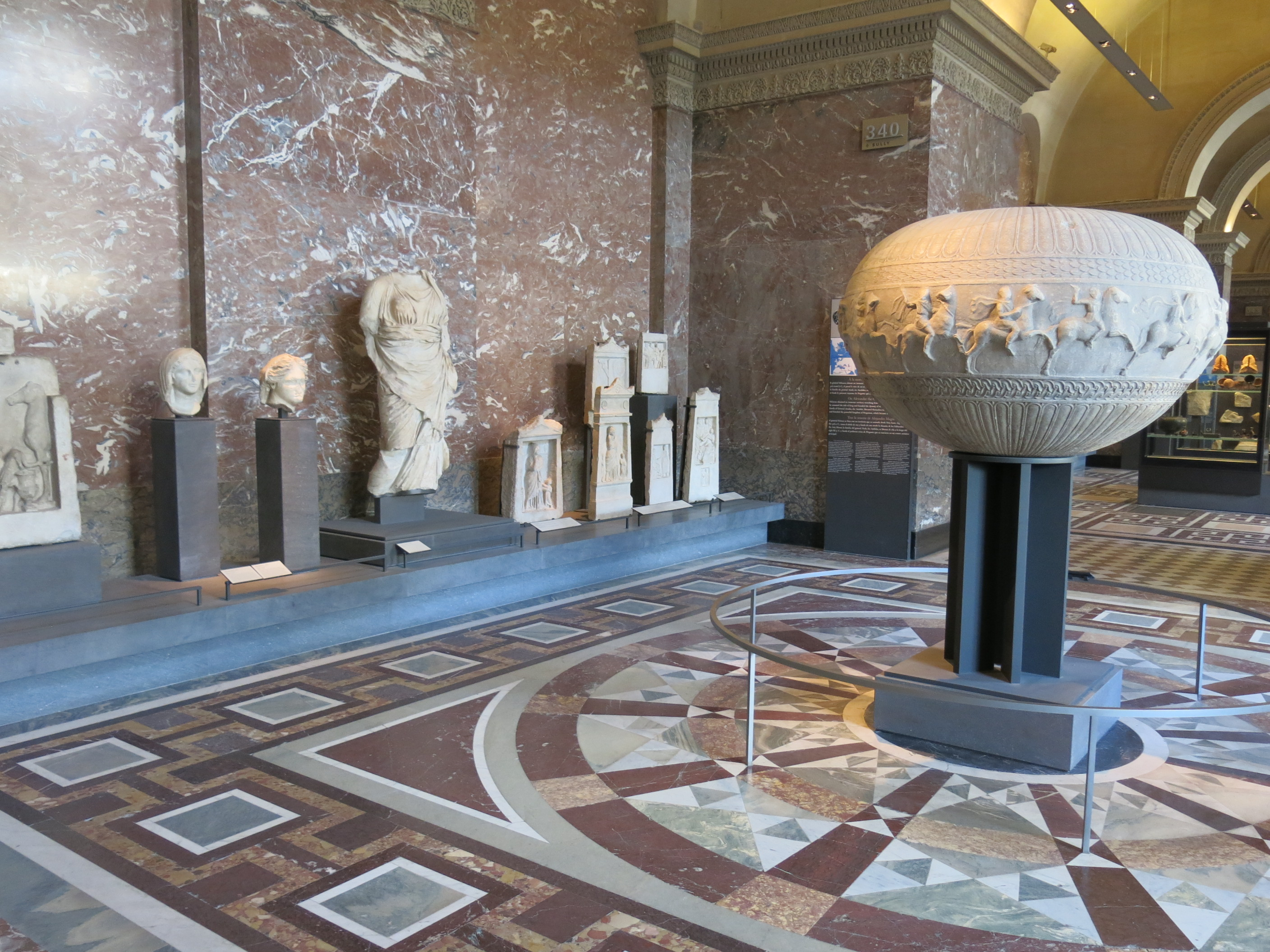
古希臘文物
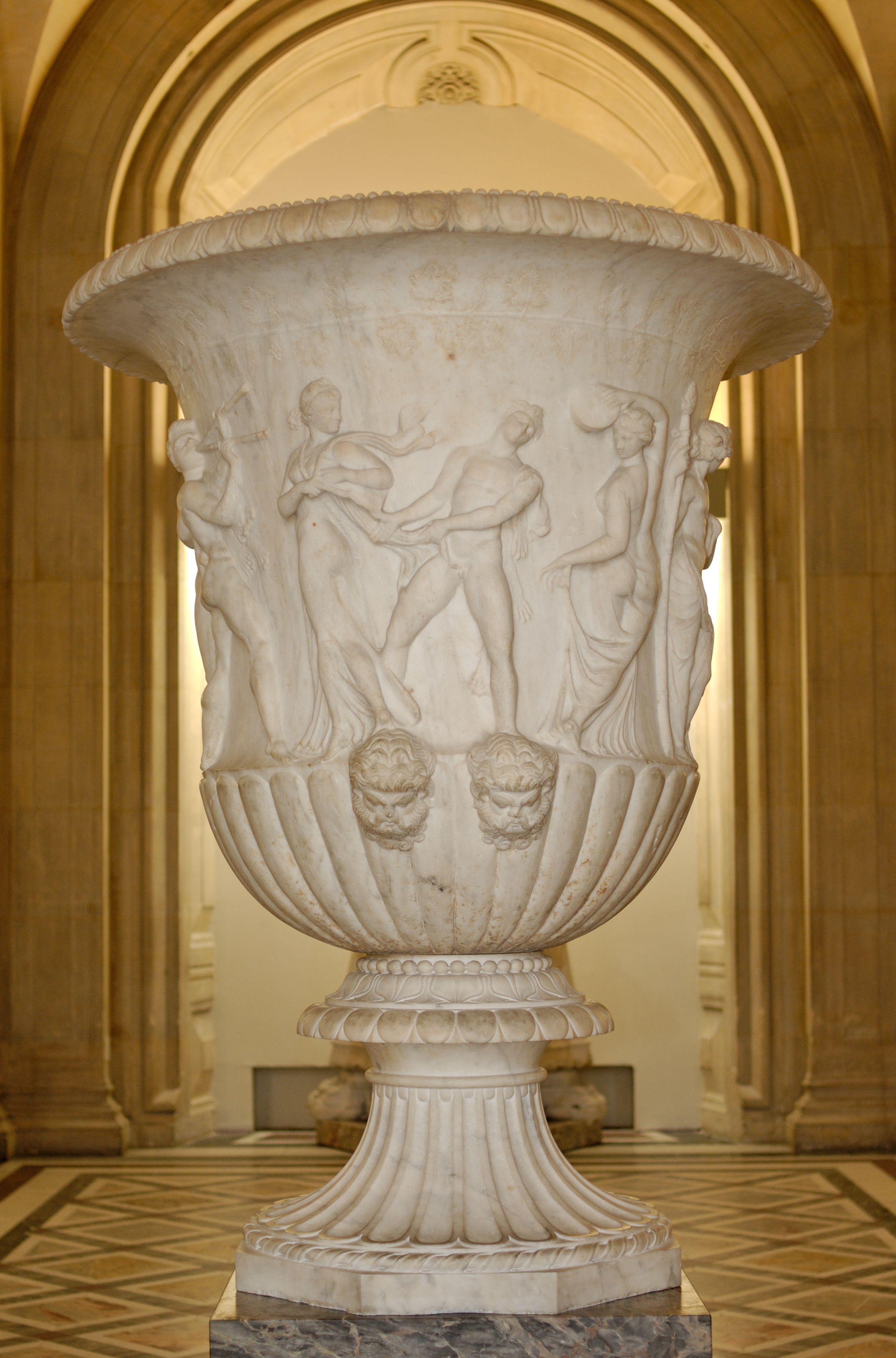
古羅馬的博爾蓋塞花瓶，公元前1世紀
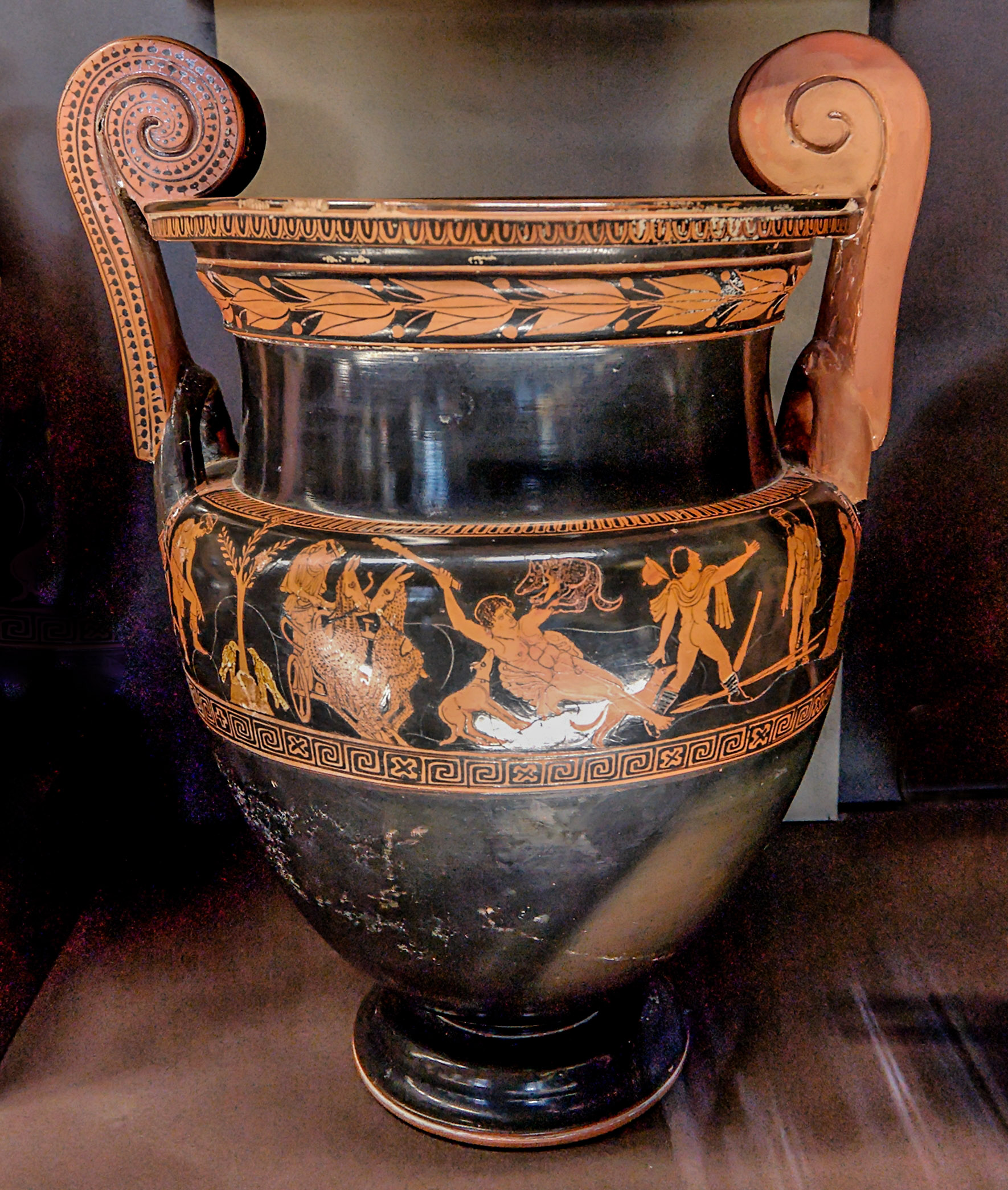
描繪阿克特翁之死的蝸殼克拉特，公元前 450-440 年
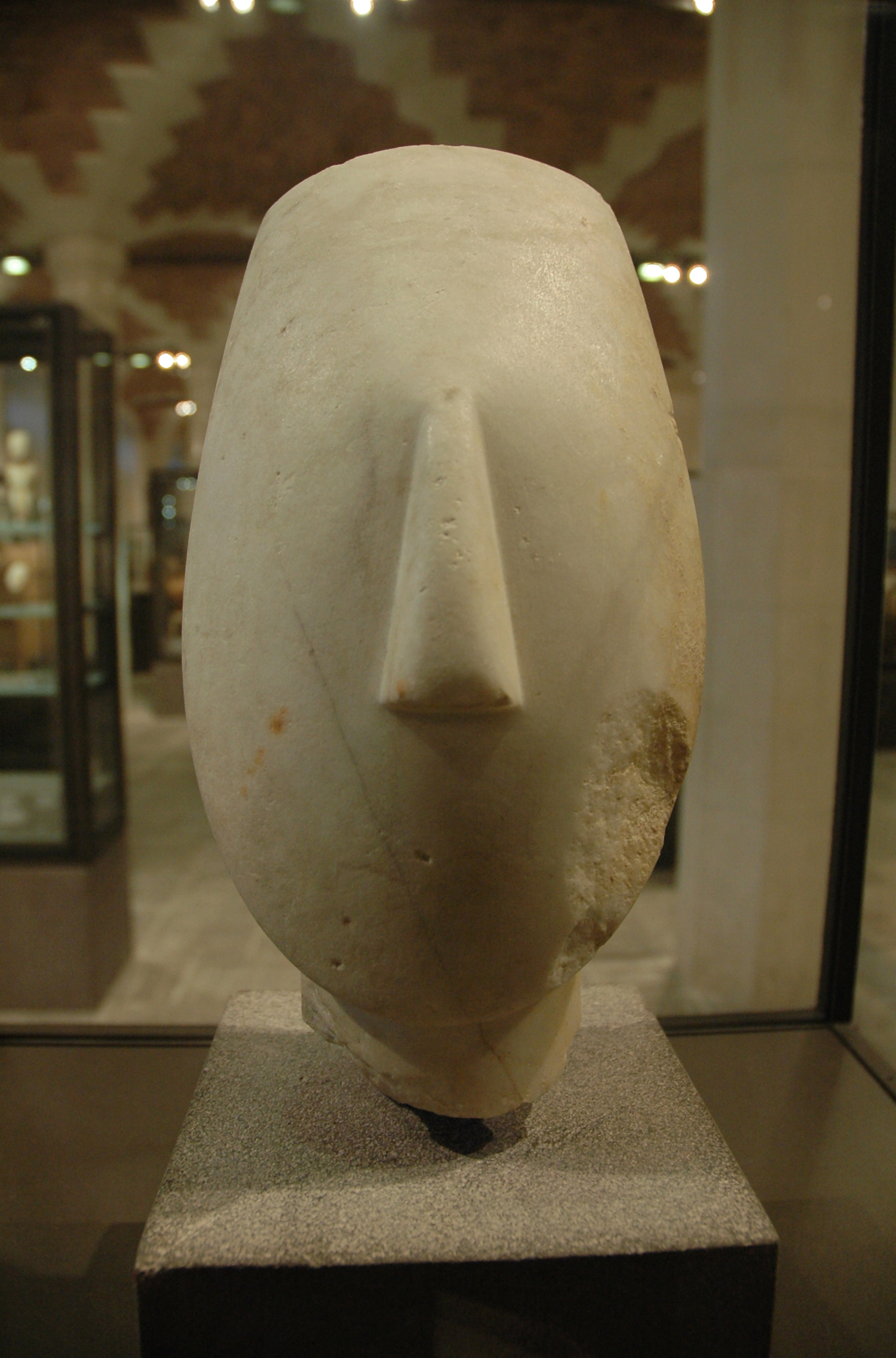
一個女性形象的基克拉迪藝術，公元前 27 世紀
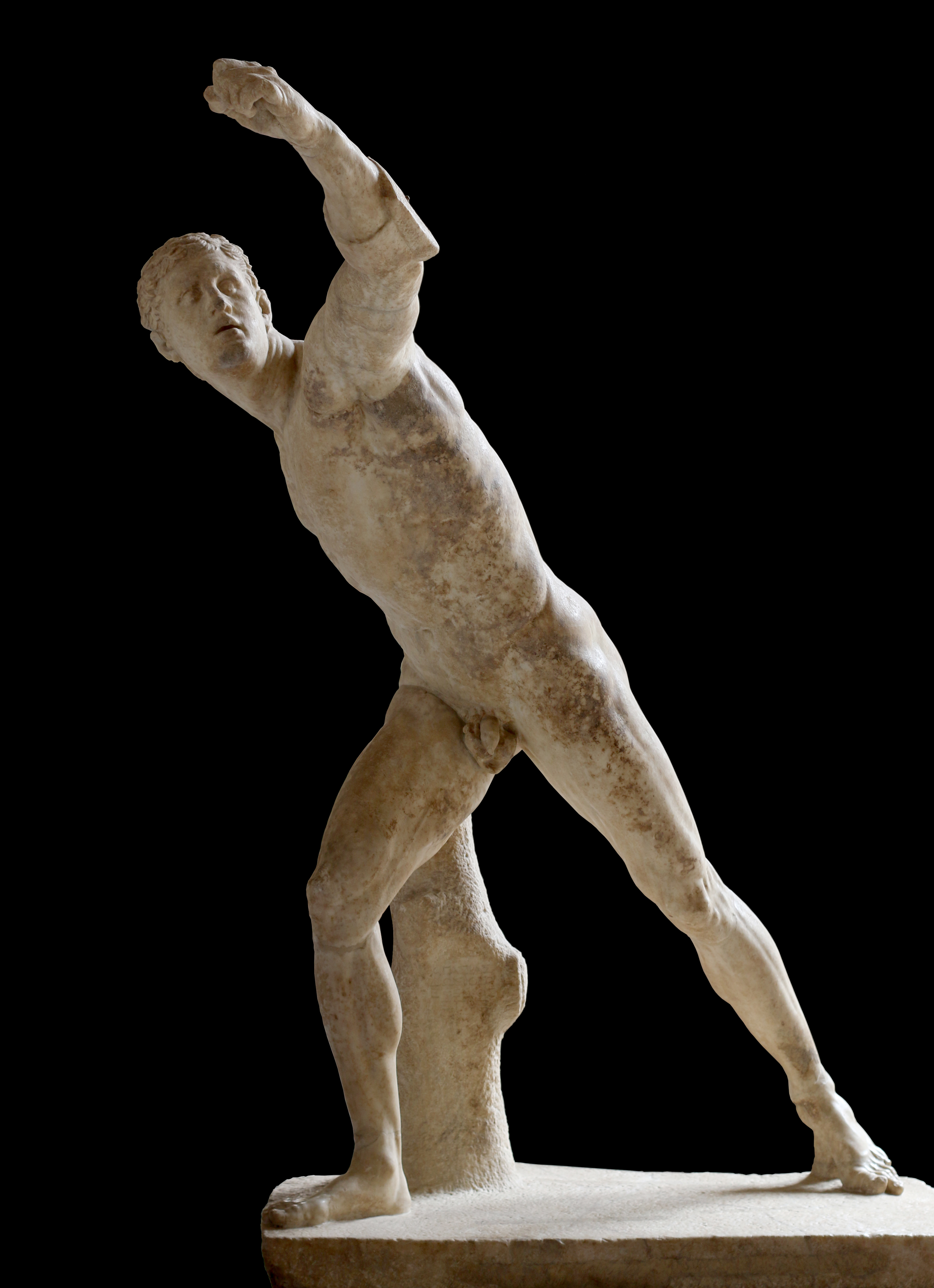
博爾蓋塞角鬥士，公元前100年
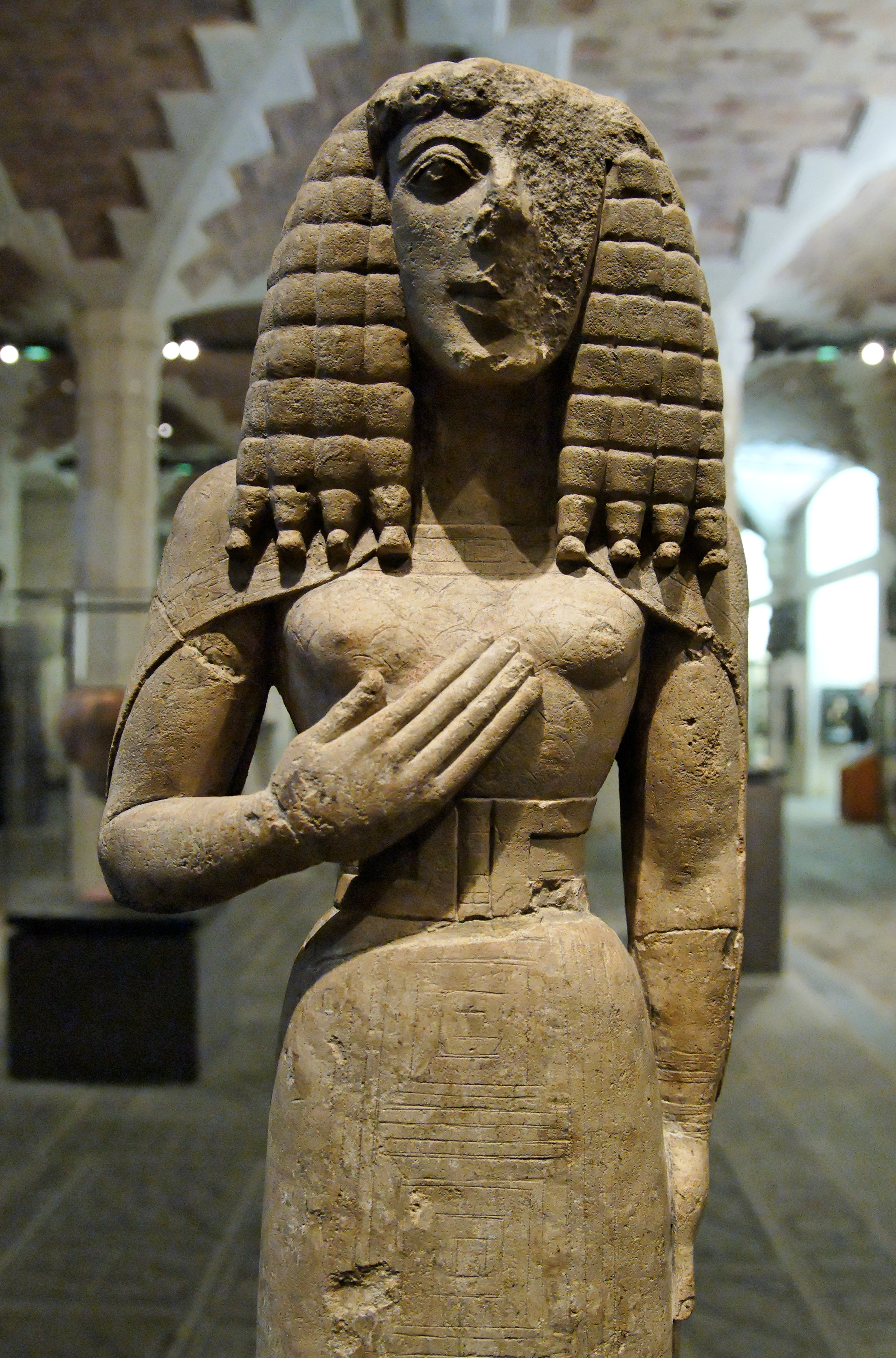
克里特島的歐塞爾夫人，公元前650 - 625 年
罗马雕像
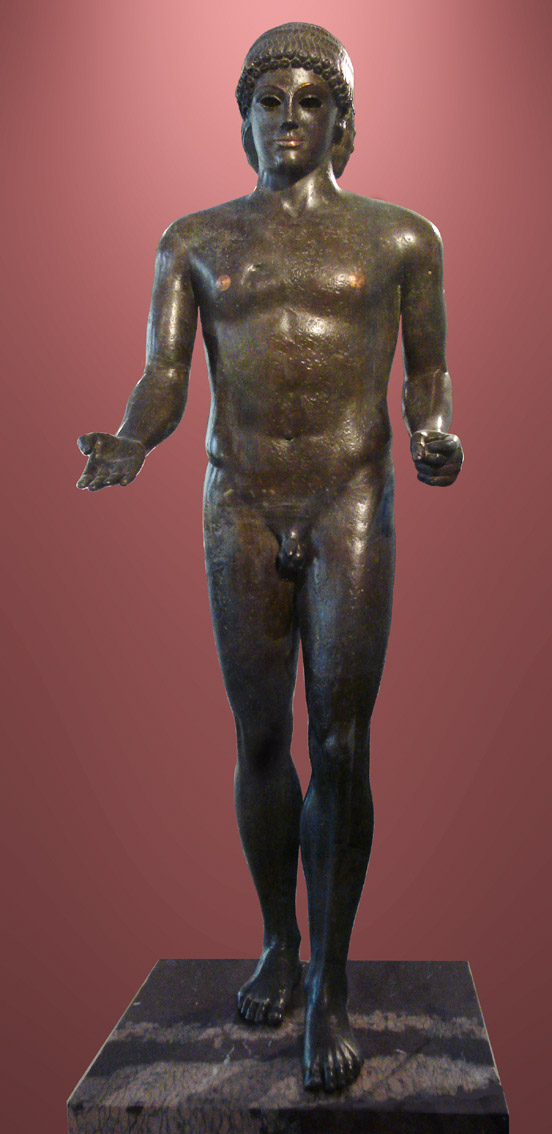
皮翁比諾的阿波羅
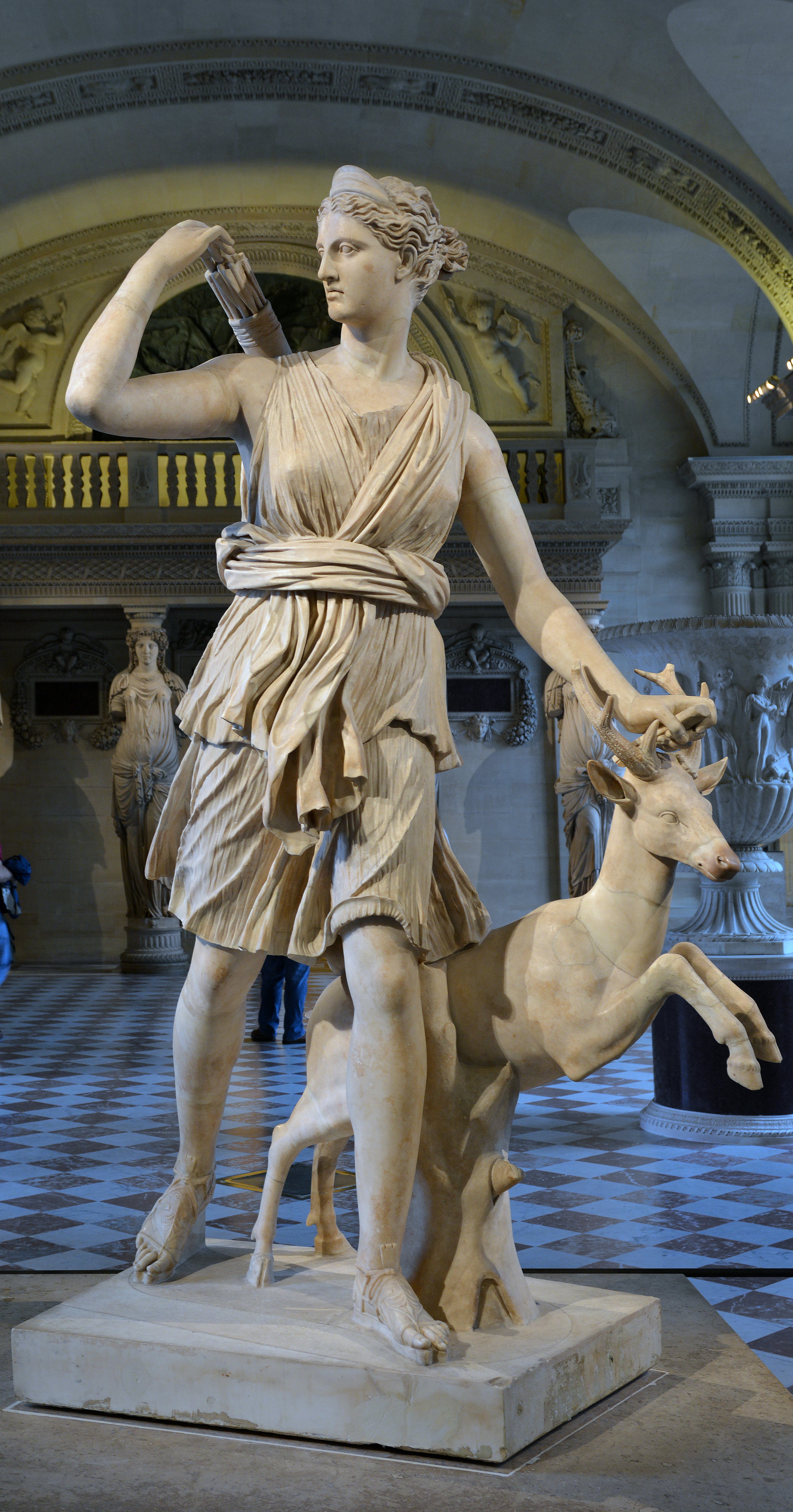
凡爾賽宮的戴安娜，羅馬複製品，公元1世紀或2世紀

### 雕塑

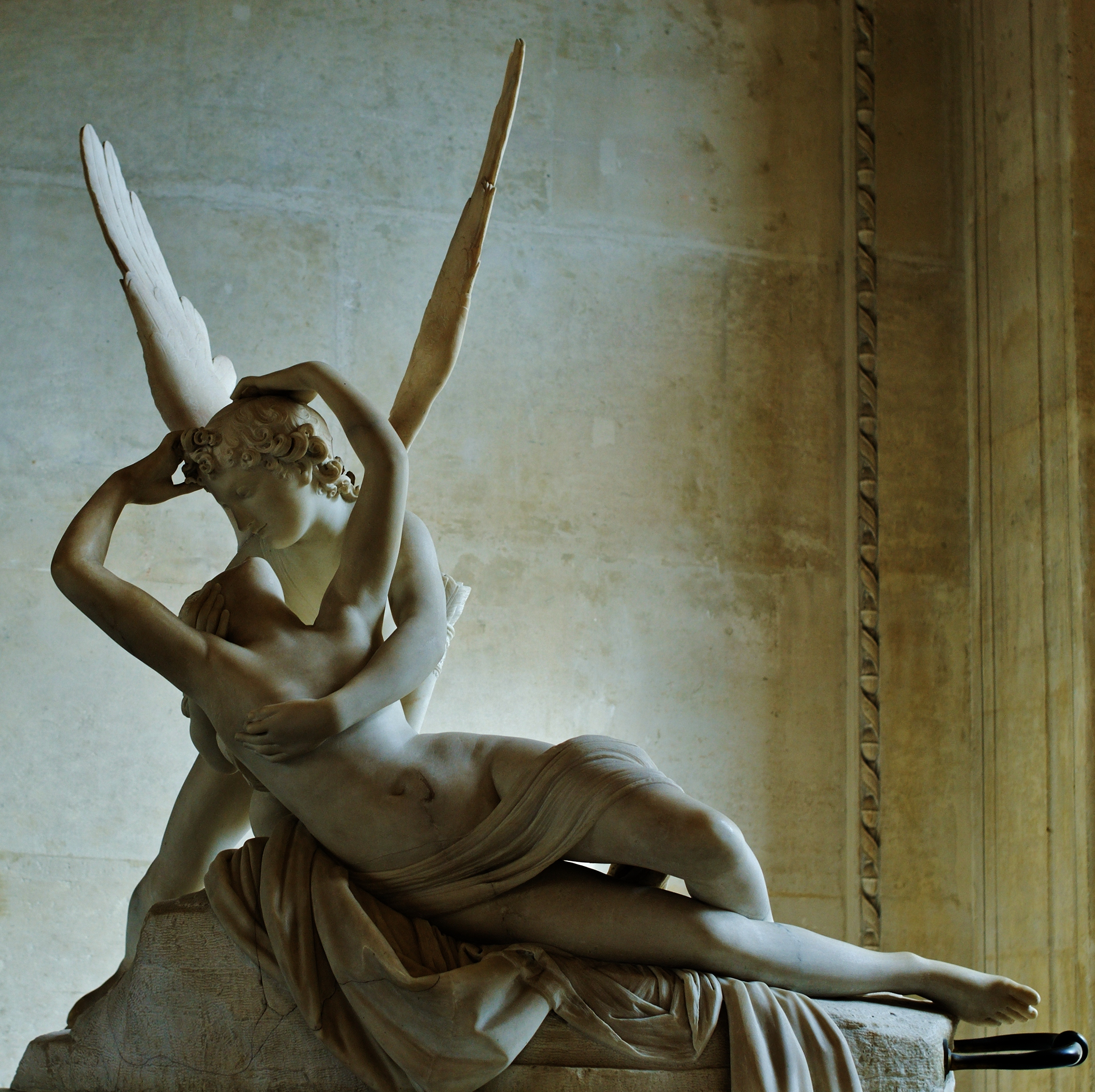
《普西莎與愛神》·安東尼·卡諾瓦
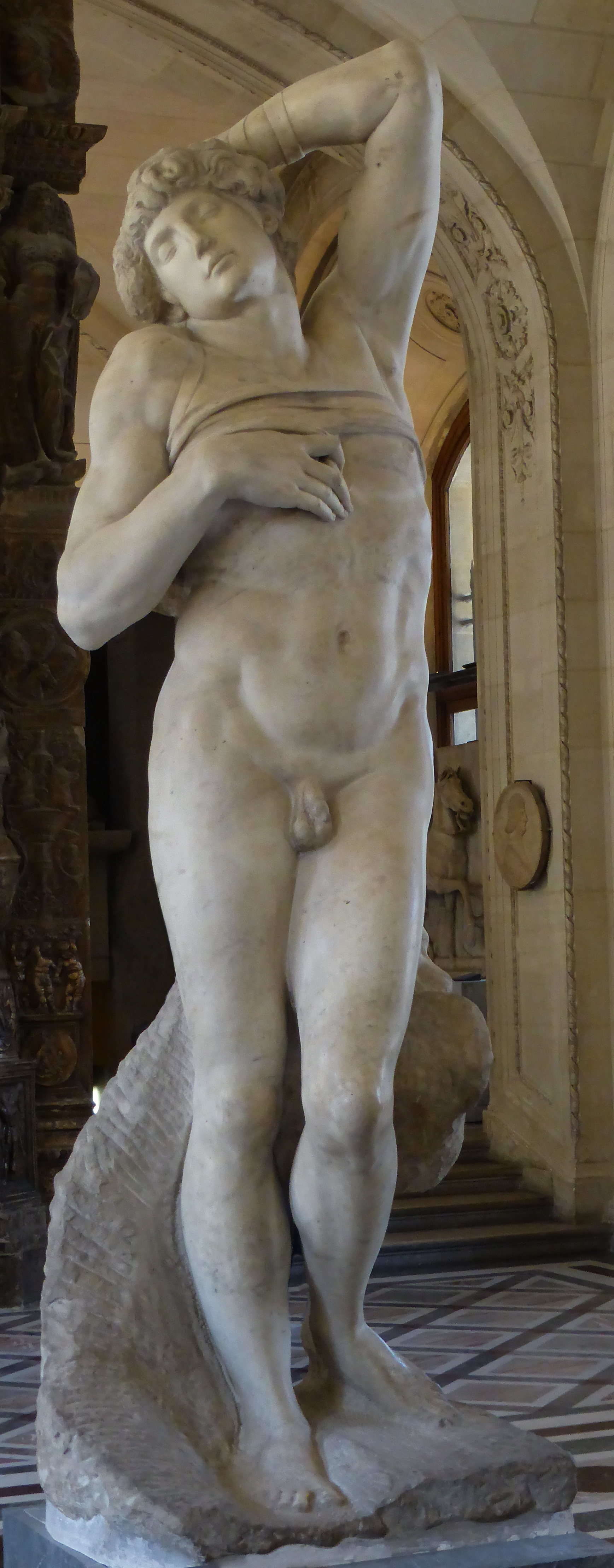
《垂死的奴隸》· 米開朗基羅
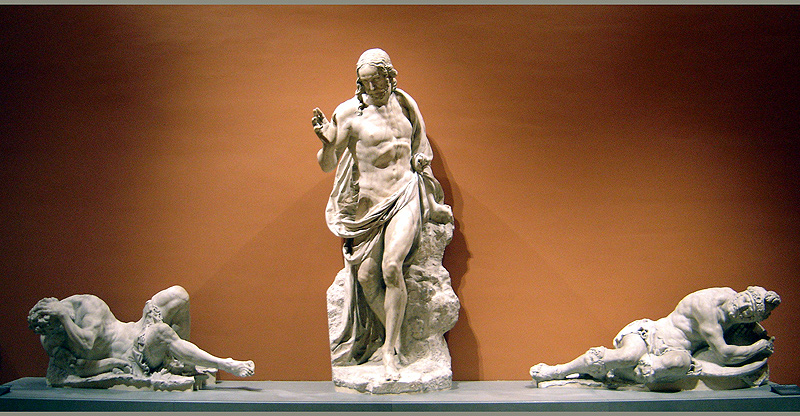
《基督的複活》· 熱爾曼·皮隆
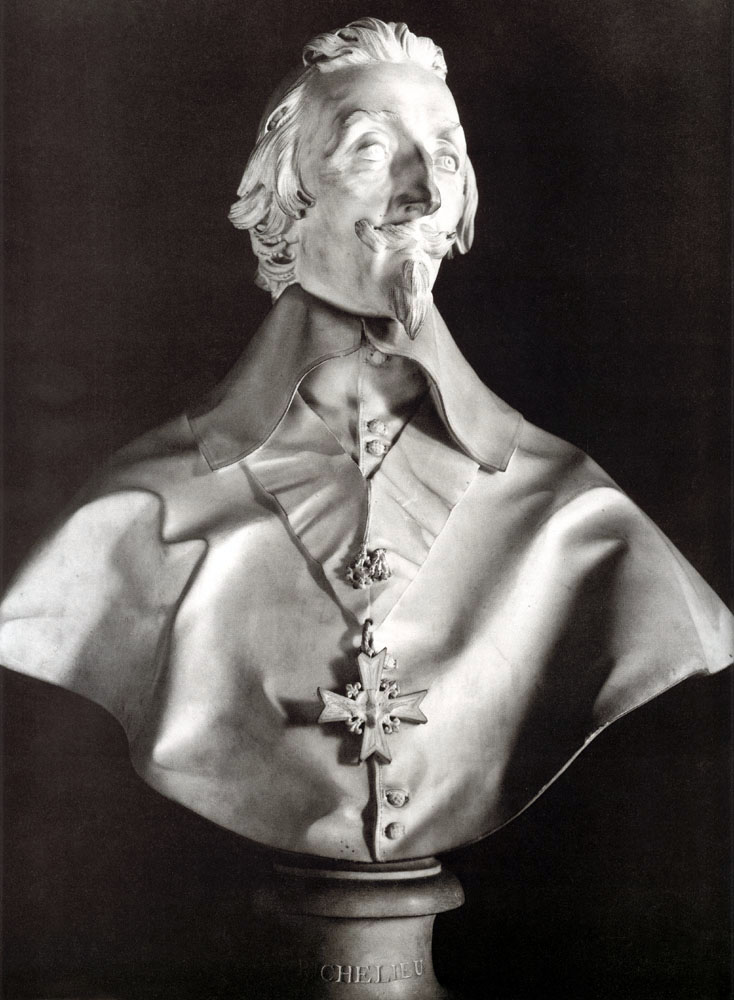
《樞機黎塞留胸像》· 吉安·洛倫佐·貝尼尼
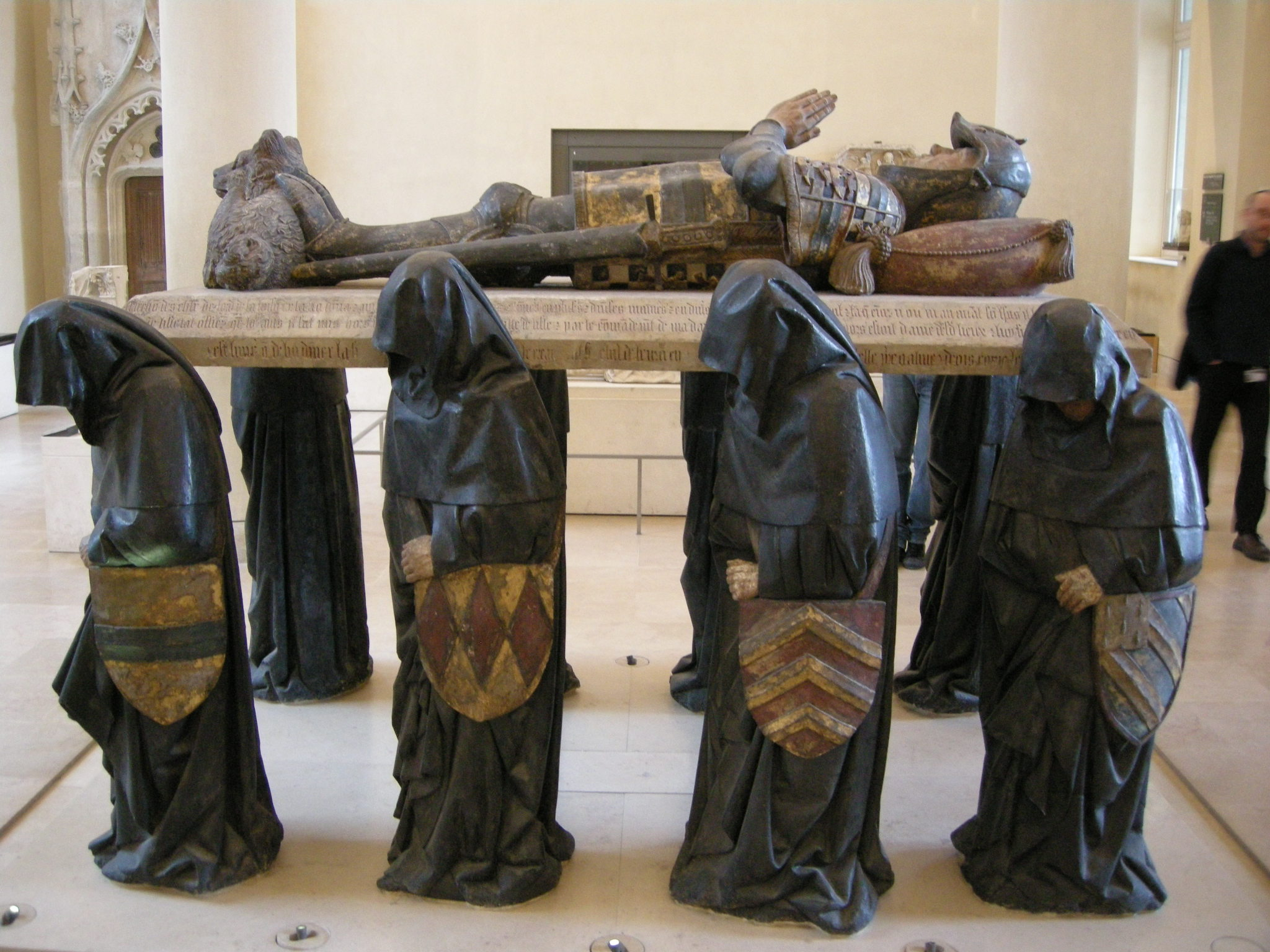
菲利普·波特之墓· 1477至1483年之間
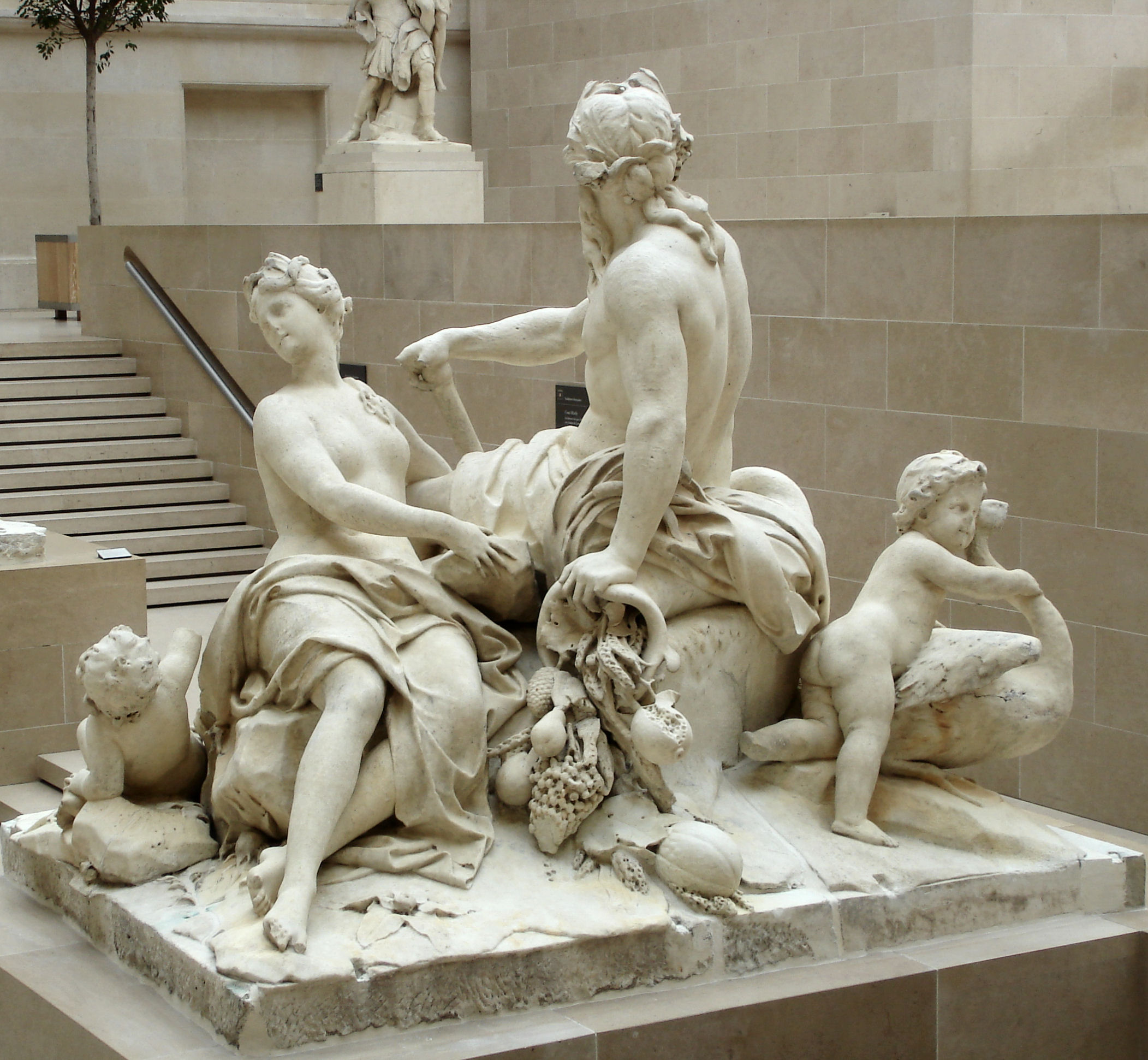
《群雕》·尼古拉・庫斯圖
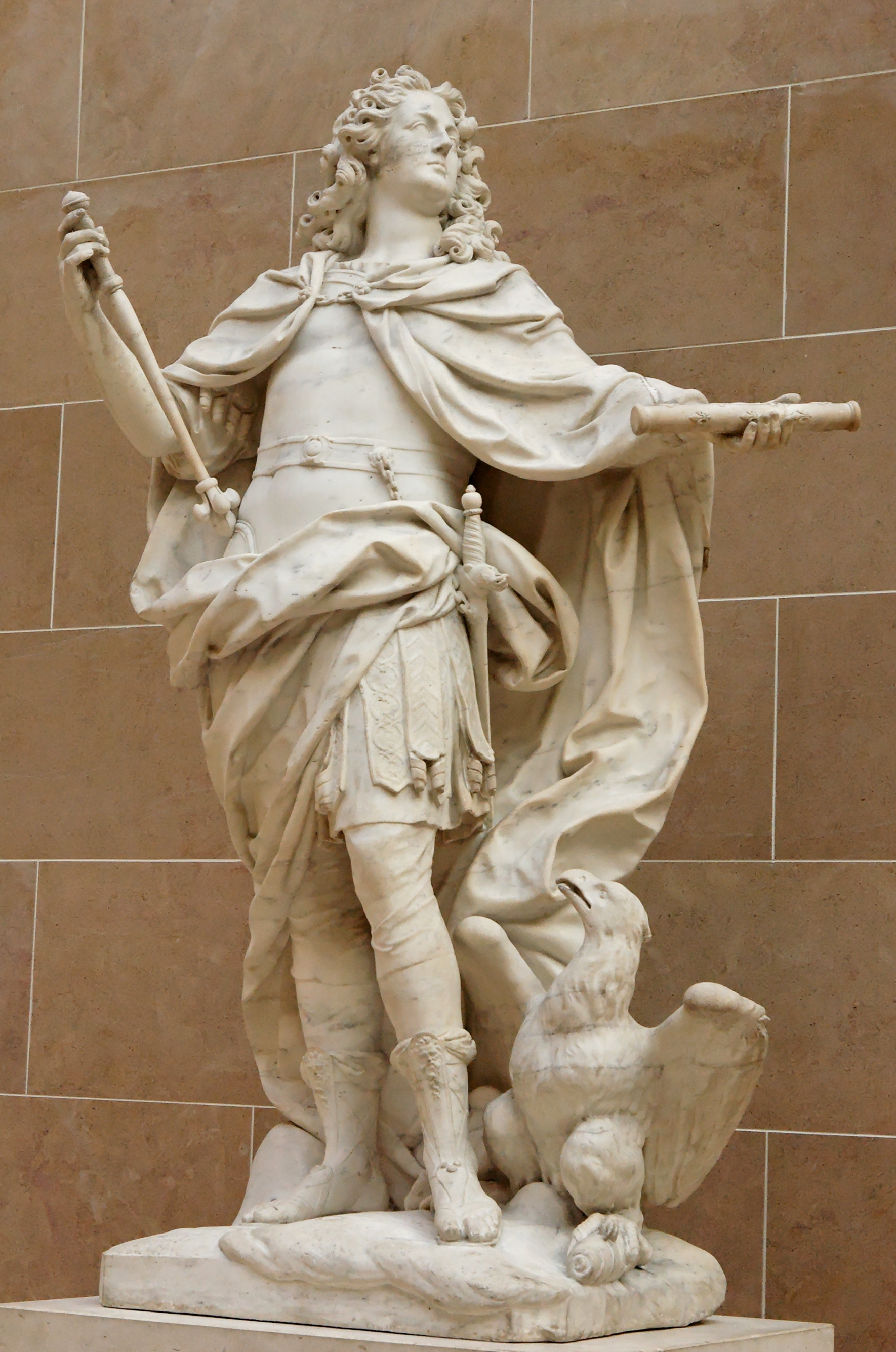
路易十五飾演朱庇特，1731年

### 繪畫

《蒙娜麗莎》· 李奧納多·達文西
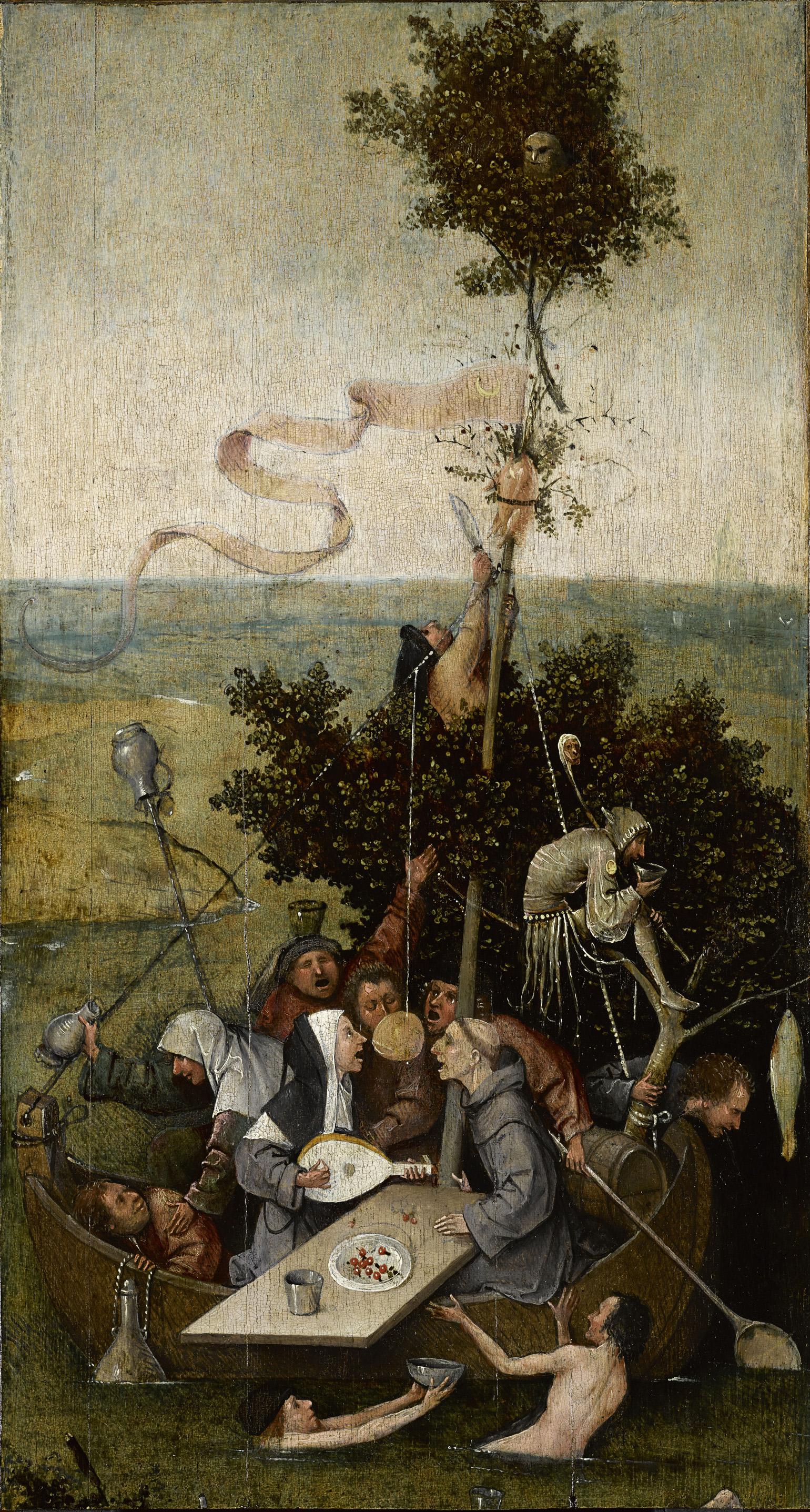
《愚人船》· 耶罗尼米斯·博斯
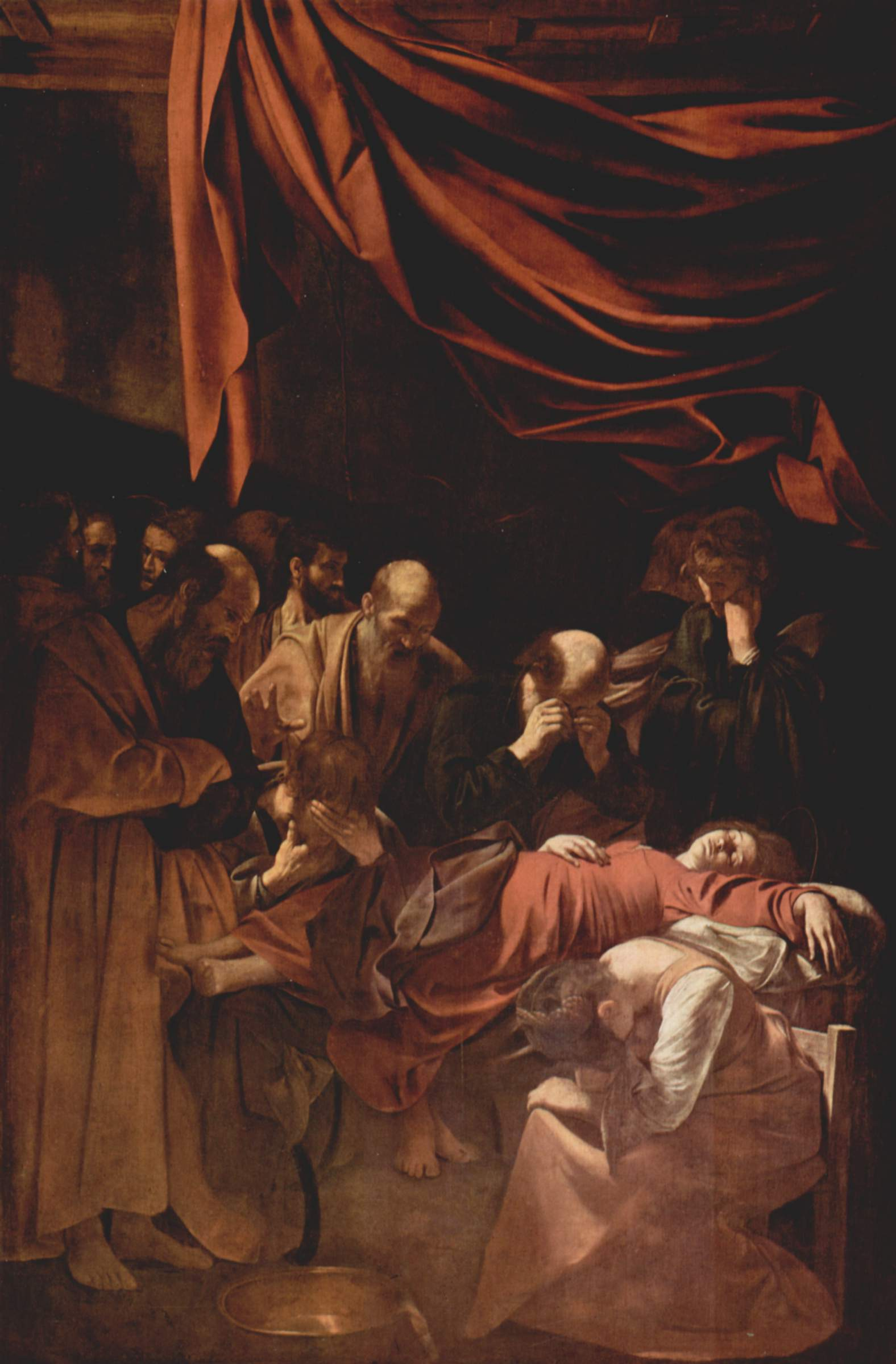
《聖母之死》· 卡拉瓦喬
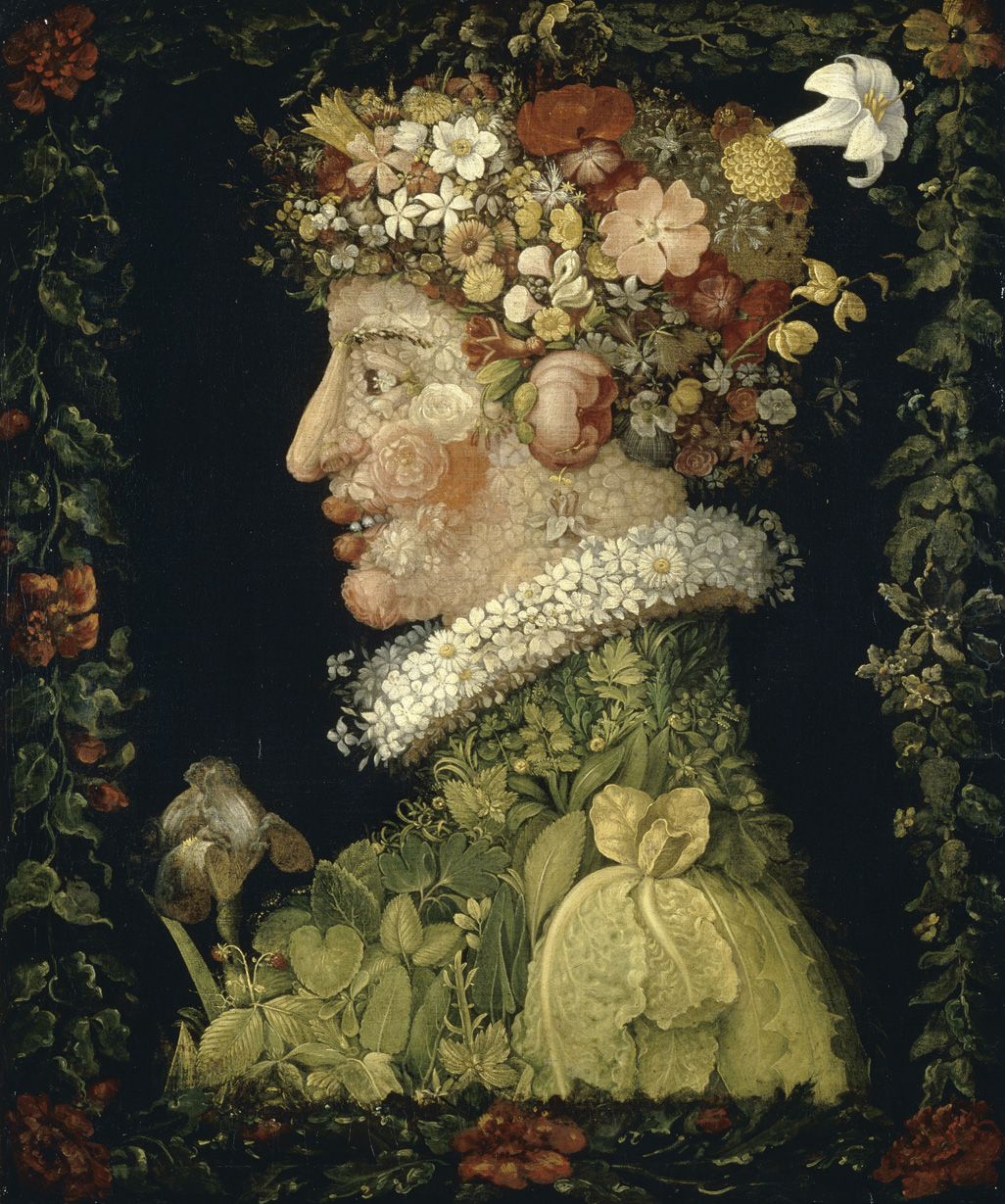
《春季》·朱塞佩·阿爾欽博托
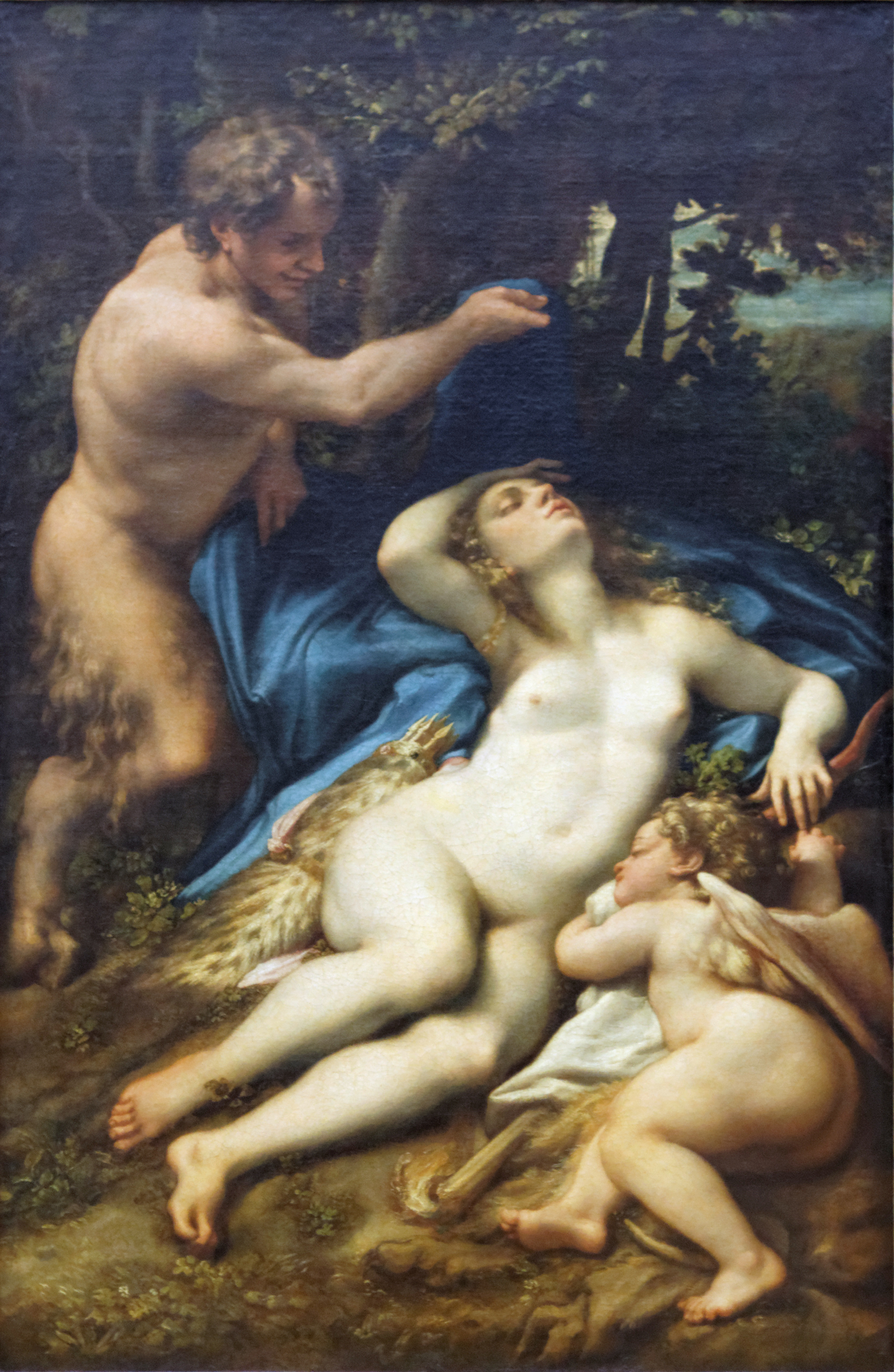
《維納斯與丘比特與撒特爾》·科雷吉歐
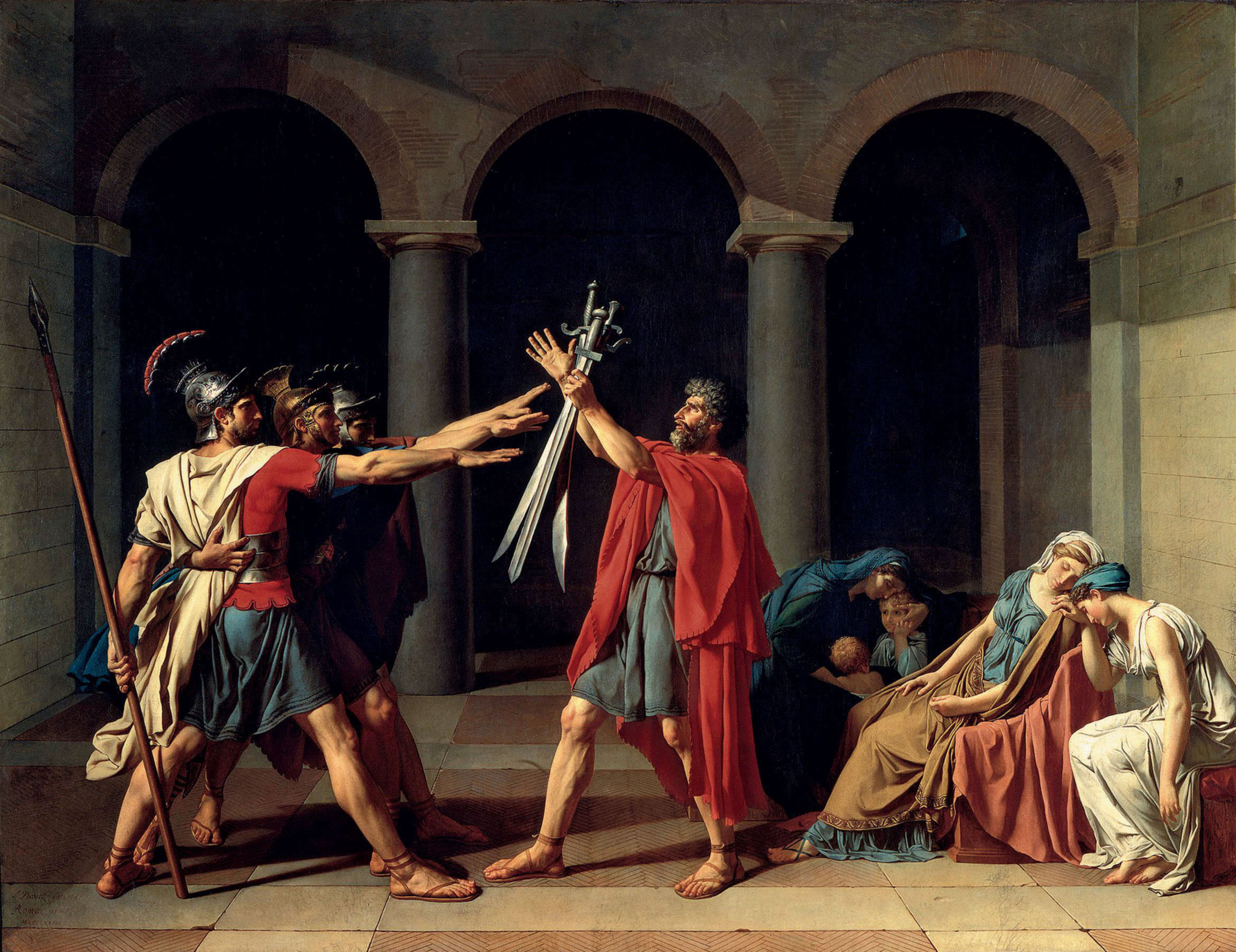
《荷拉斯兄弟之誓》·雅克-路易·大衛
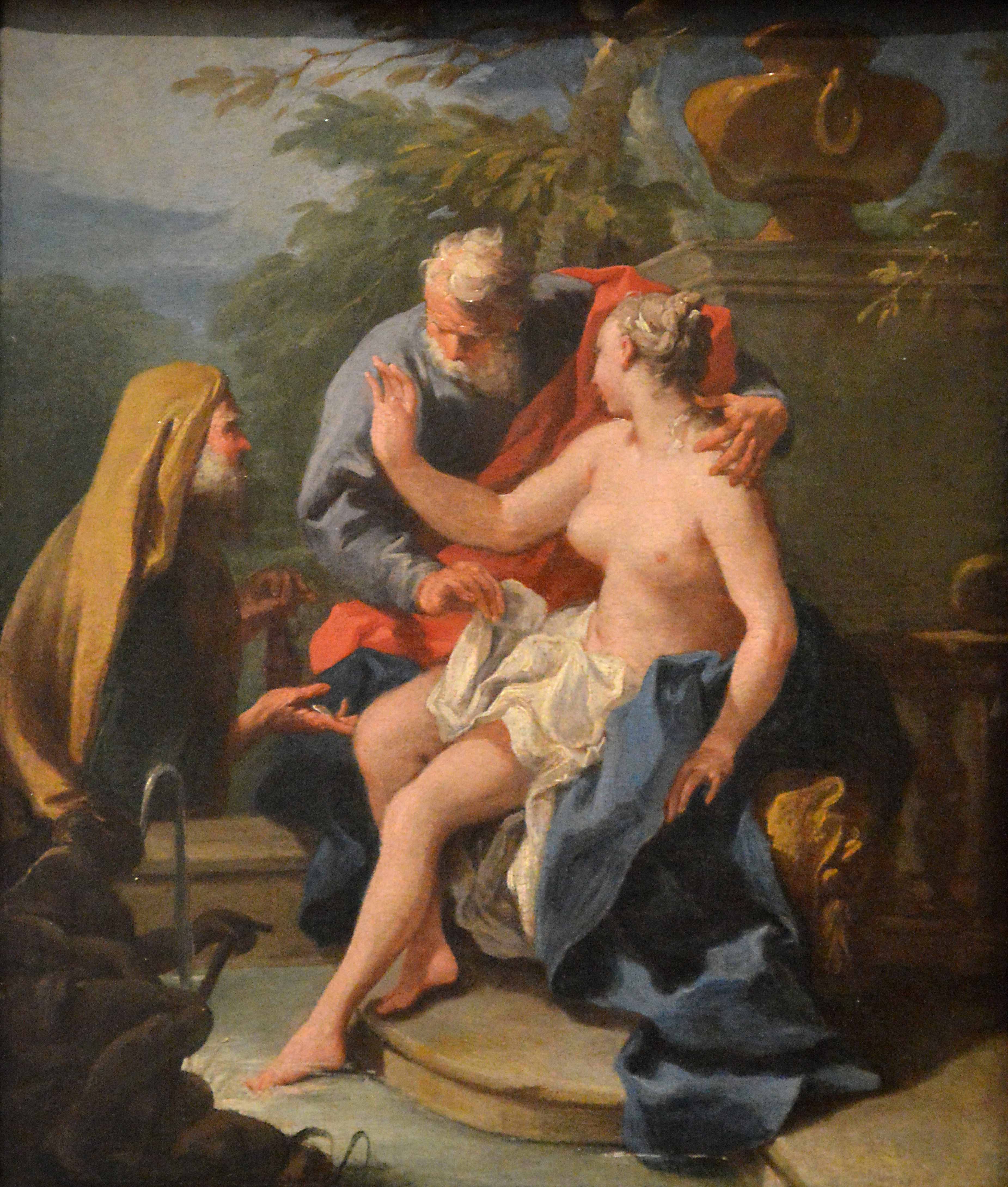
《蘇撒拿和長老》·詹巴蒂斯塔·皮托尼
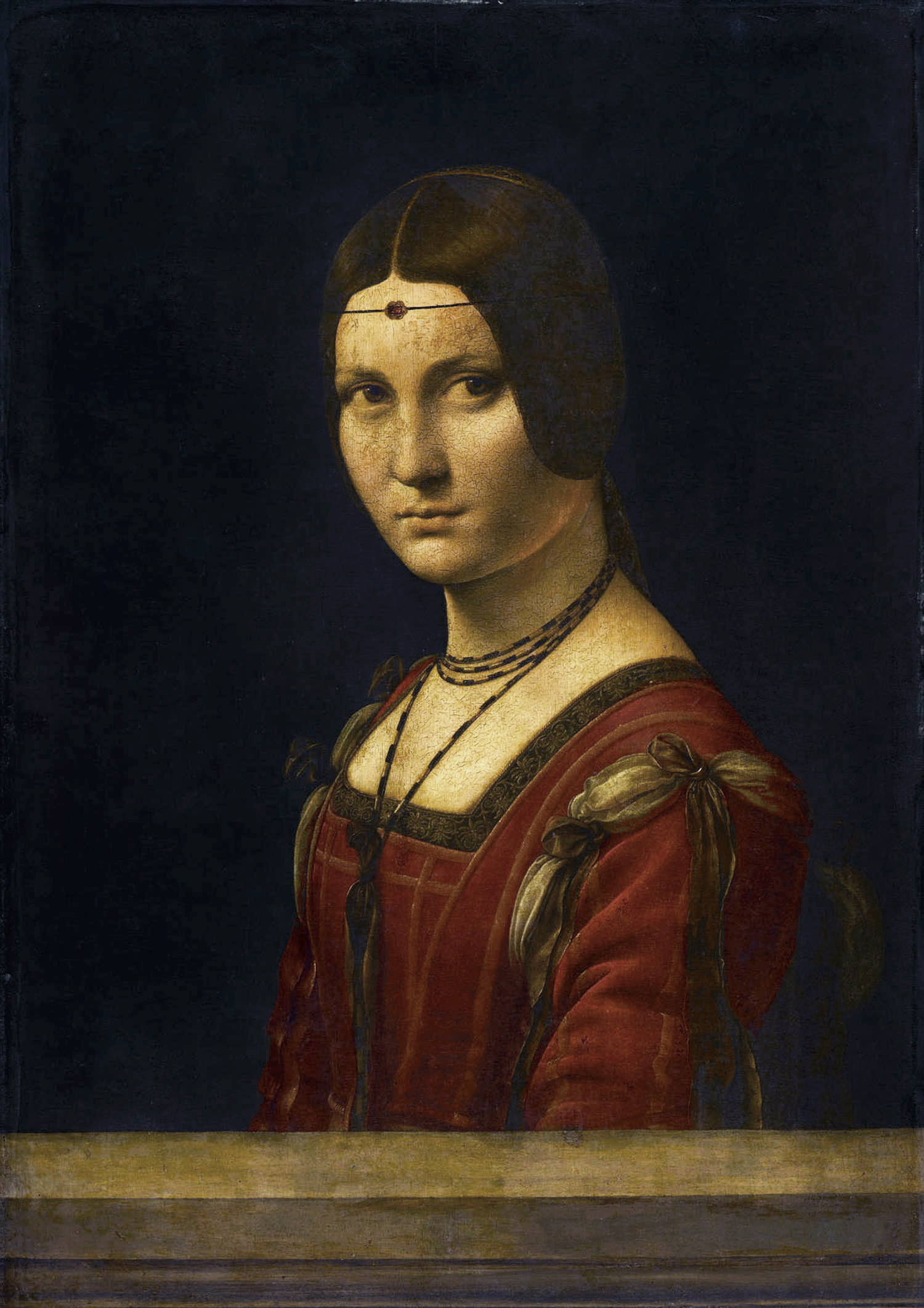
《美麗的費隆妮葉夫人》·李奧納多·達文西
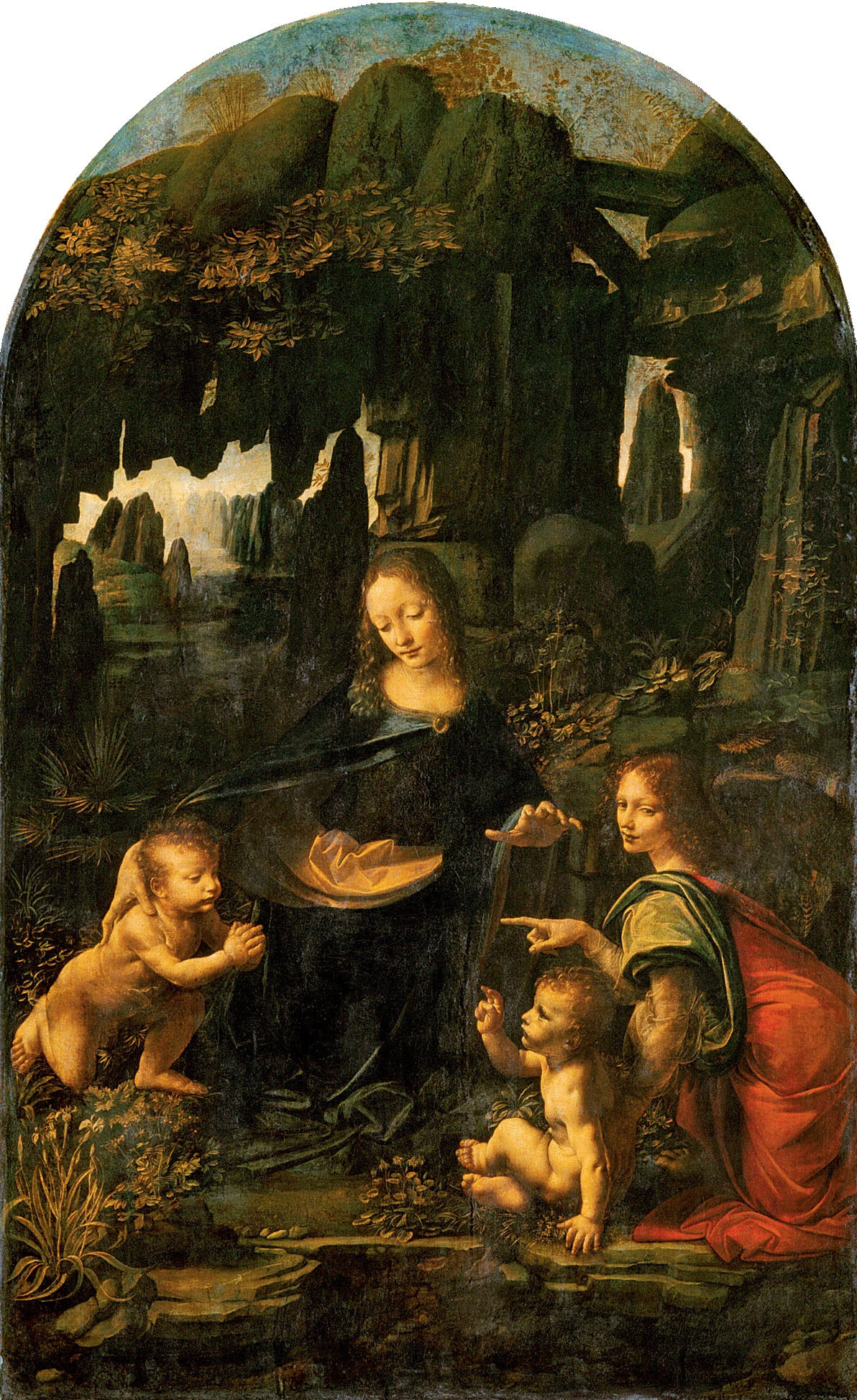
《岩间圣母》·李奧納多·達文西
《施洗者聖約翰》·李奧納多·達文西
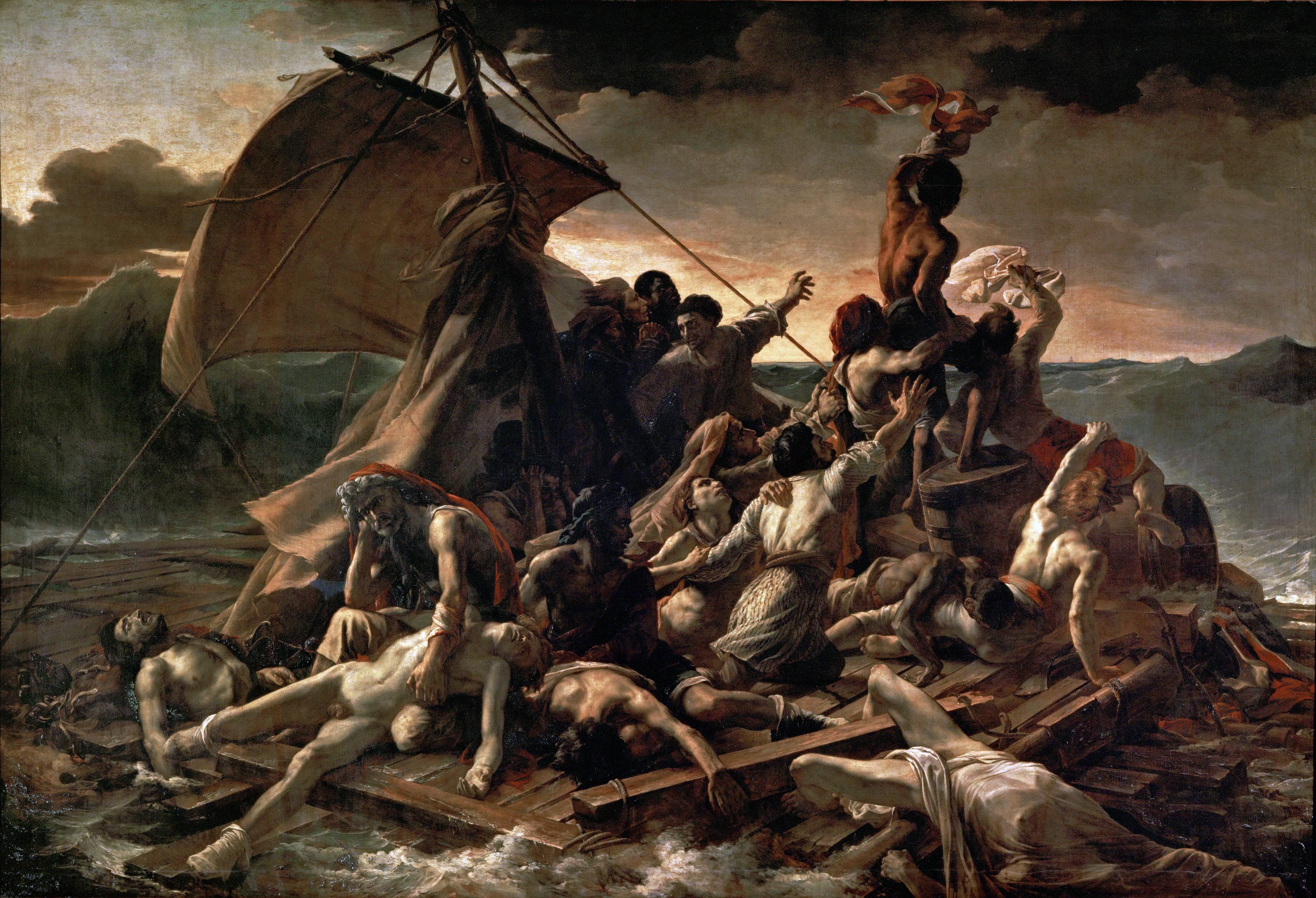
《梅杜薩之筏》·西奧多·傑利柯
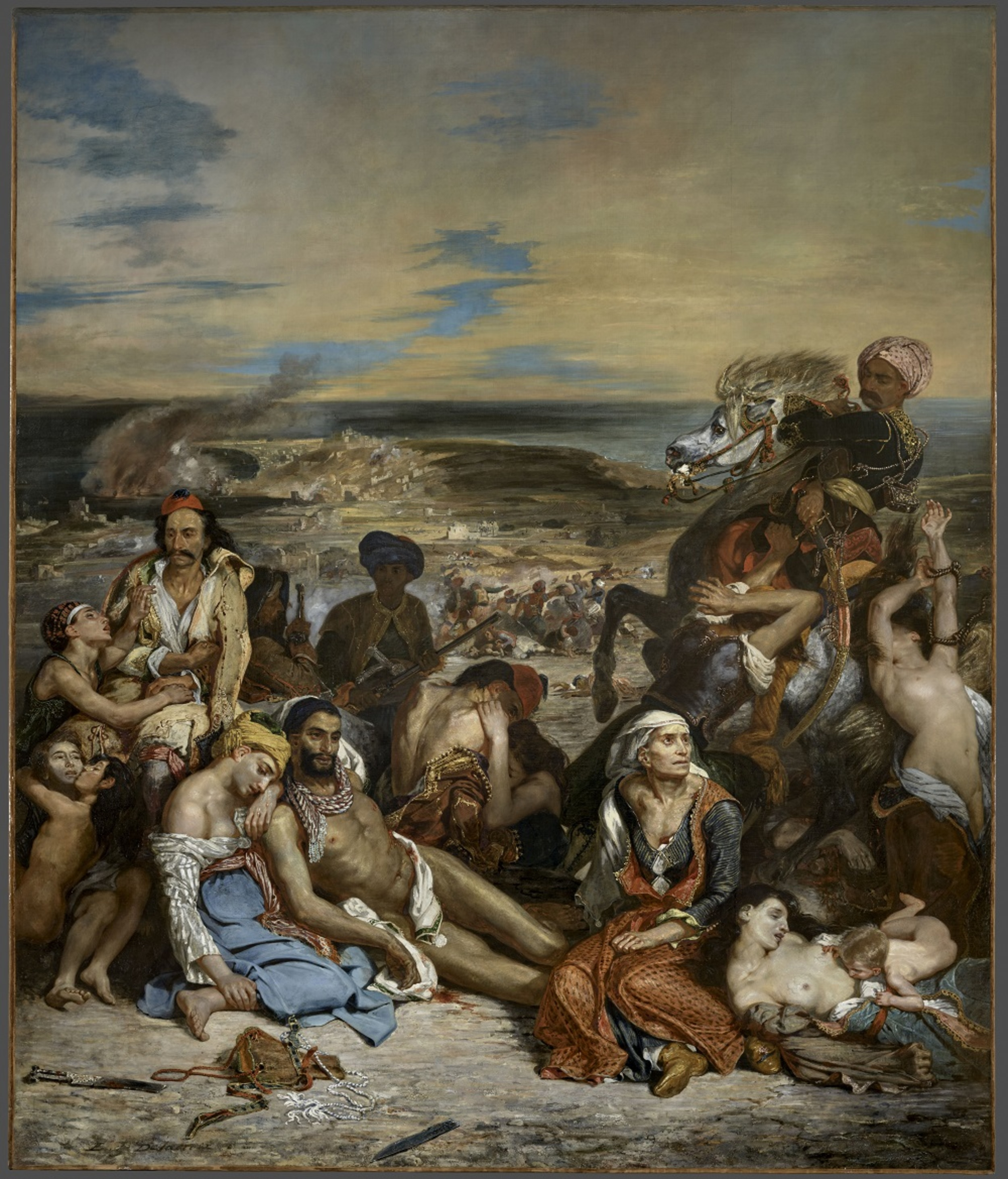
《希阿島的屠殺》·德拉克洛瓦
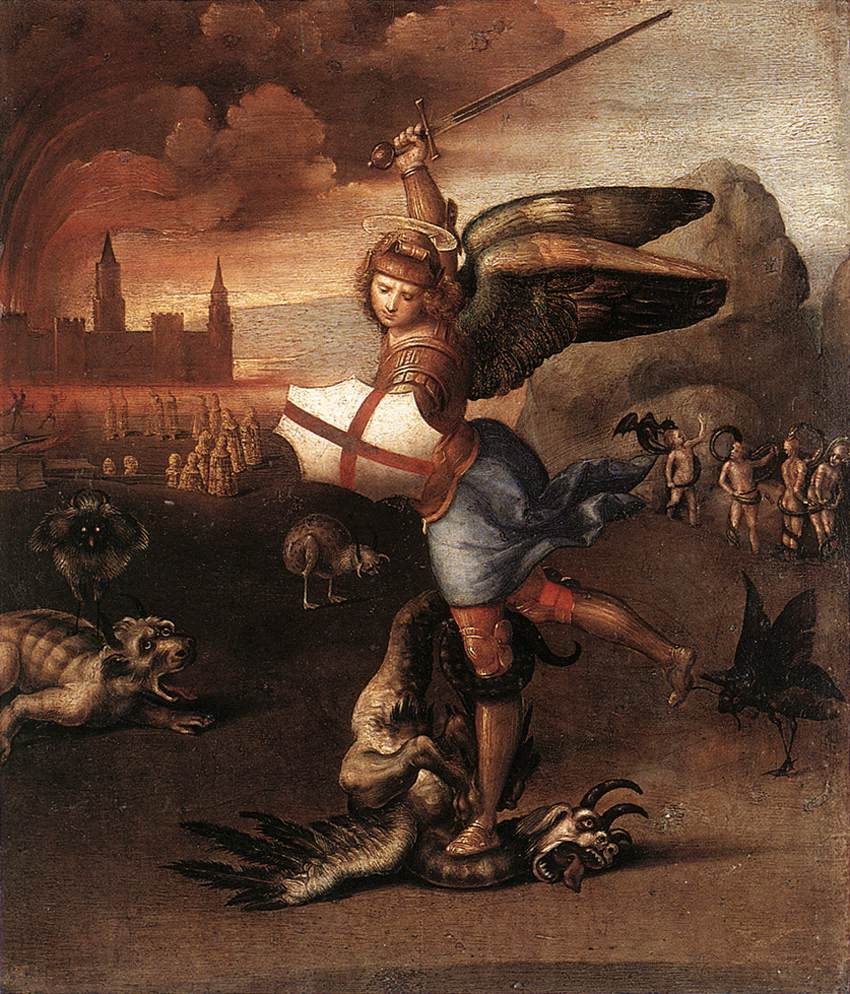
《聖米迦勒》·拉斐爾
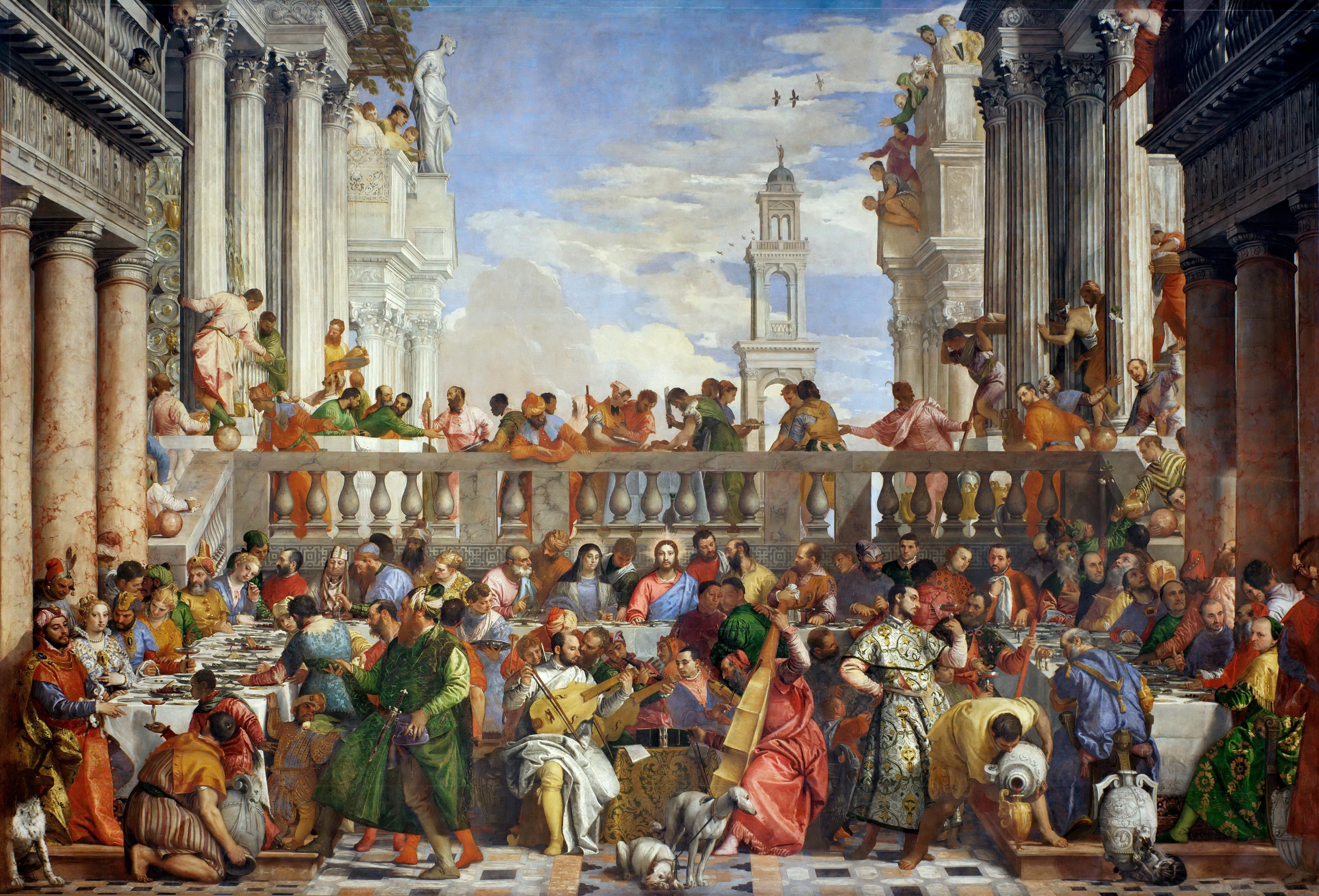
《迦拿的婚禮 》·保羅·委羅內塞
《自由引導人民》·歐仁·德拉克羅瓦
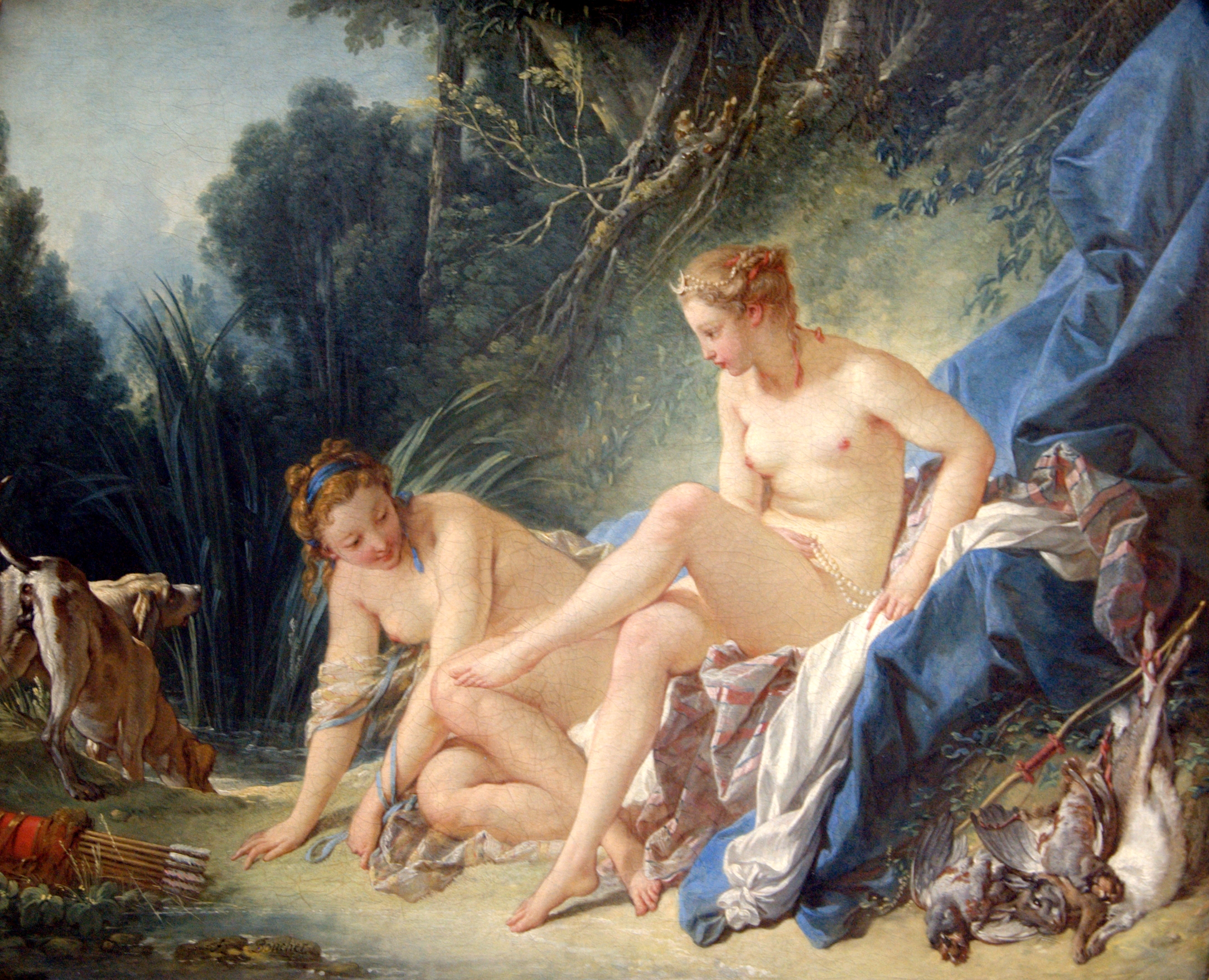
《黛安娜出浴圖》·弗朗索瓦·布歇
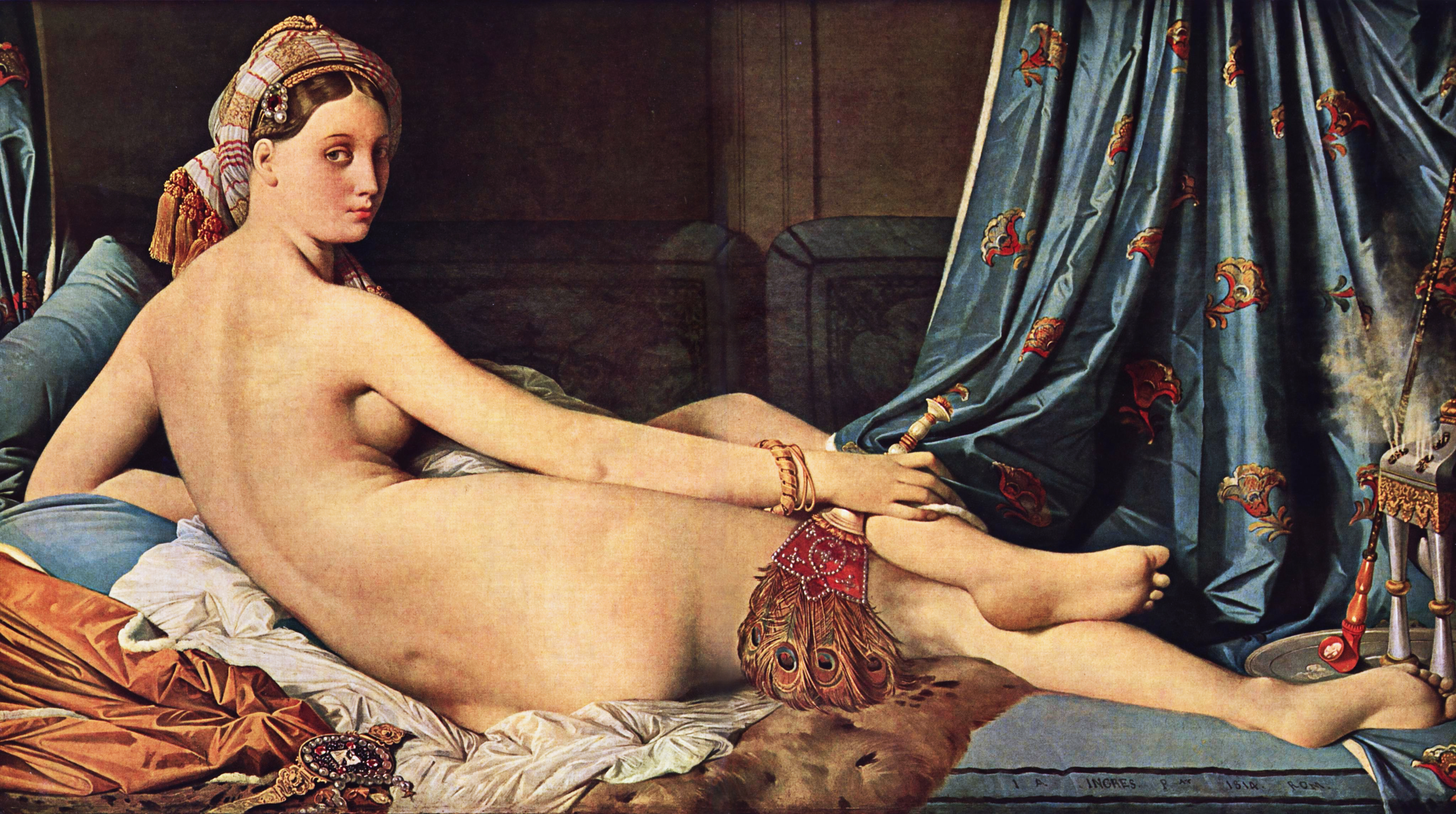
《大宮女》·让·奥古斯特·多米尼克·安格尔
《土耳其浴女》·让·奥古斯特·多米尼克·安格尔
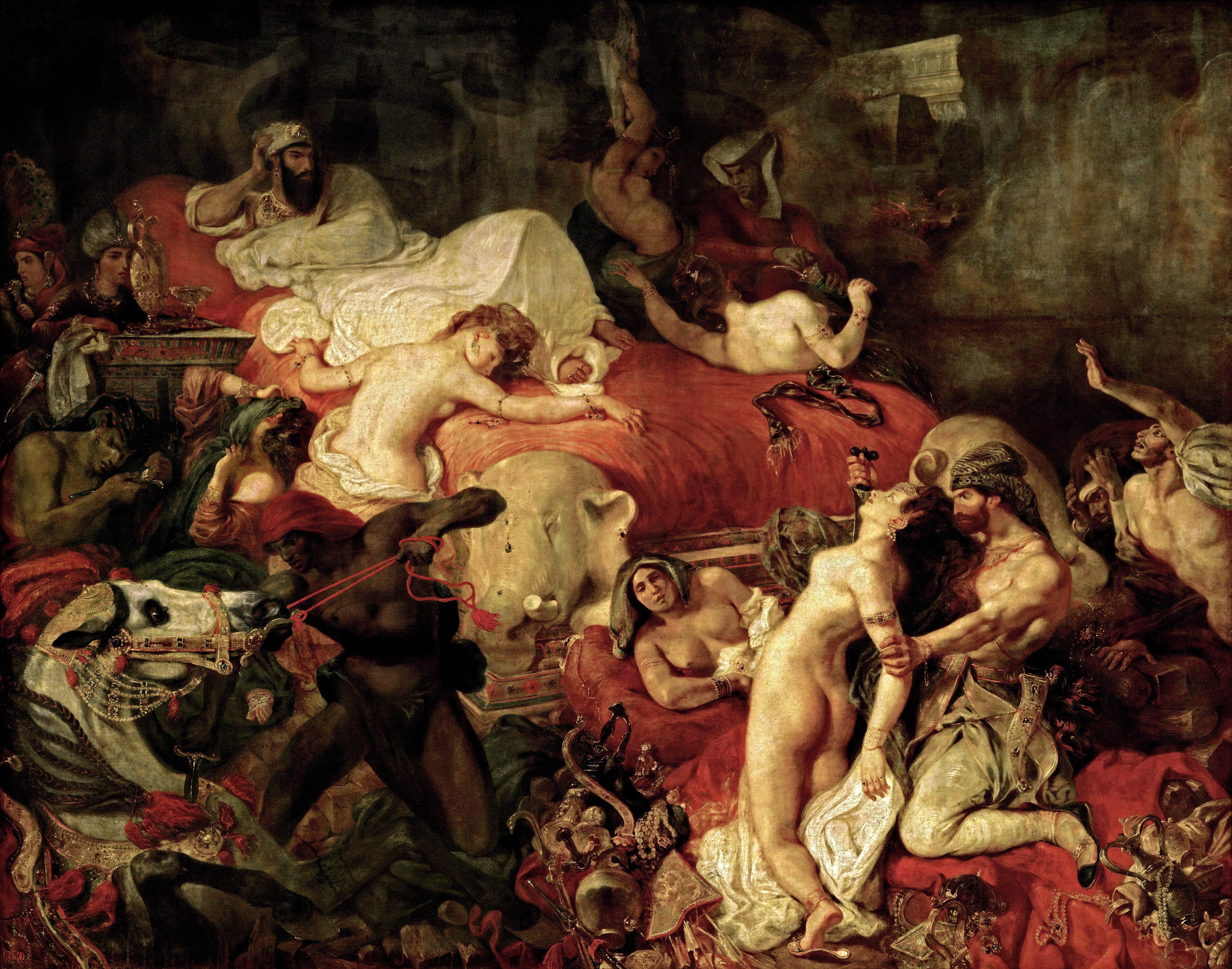
《薩達那帕拉之死》·歐仁·德拉克洛瓦
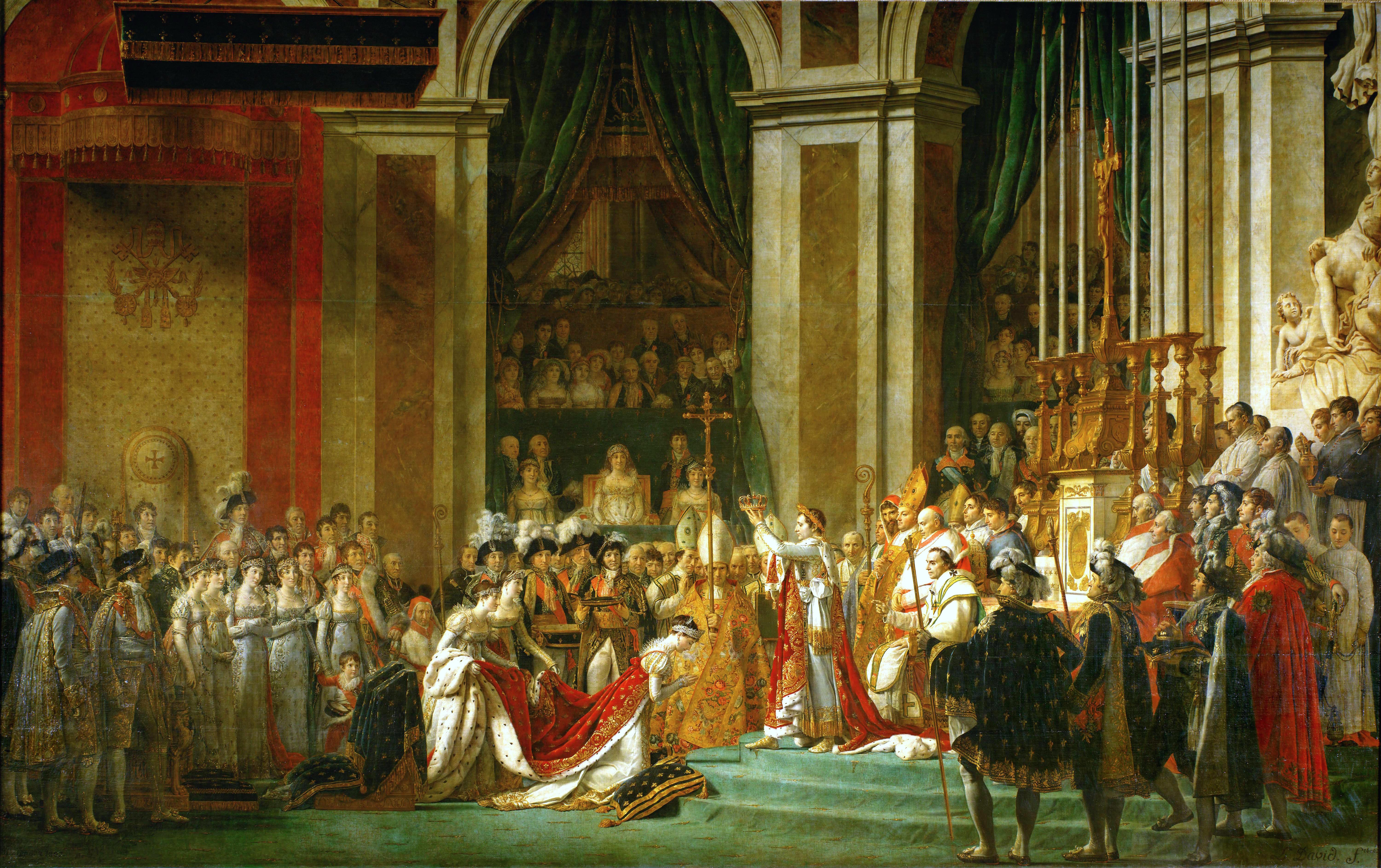
《拿破崙加冕》·雅克-路易·大衛

## 管理、行政、夥伴關係
羅浮宮的所有權歸法國政府所有。不過自1990年代開始，羅浮宮在自治管理上變得更加獨立。自2003年以來，羅浮宮已被要求為旗下項目籌集資金，到2006年，法國政府資金從總預算的75%下降到62%。 每年，羅浮宮都會從國家籌集到約1.22億歐元，使用在運營成本（工資、安全和維護），館舍翻新、及收購上，羅浮宮也會從與其他博物館策劃的展覽中籌集到約300萬至500萬歐元，隨著羅浮宮成為小說《達文西密碼》和2006年根據該書的改編電影的拍攝地點，博物館在允許劇組人員在畫廊進行拍攝後而獲得了250萬美元的額外收入。  2008年，法國政府則提供了羅浮宮每年3.5億美元的預算中的1.8億美元經營；其餘收入則來自私人捐款和門票銷售。
目前羅浮宮擁有2,000名員工，自2001年開始，在每任主管的領導下，羅浮宮經歷了重大的政策變化， 例如允許其他博物館借入作品以進行跨國展覽的策劃。2006年，羅浮宮借出作品1300件，也借入更多國外作品。2006年到2009年期間，羅浮宮將藝術品借給佐治亞州的亞特蘭大高等藝術博物館，並收到了690萬美元用於翻修的款項。
2009年，時任法國文化部長佛雷德利·密特朗批准建立文物存儲設施的計劃，計劃將在巴黎西北30公里（19英里）處，用於存放來自羅浮宮和另外兩家國家博物館、布朗利河岸博物館和奧賽博物館的文物；該計劃後來遭到取消。在2013年，繼任者文化部長安瑞莉·菲里佩提宣布，羅浮宮將規劃移動超過25萬件藝術作品，到約為20000平方公尺（220,000平方英尺）的地下儲藏中心，該項目的成本估計為6000萬歐元，羅浮宮將會成為儲藏中心的唯一所有者和管理者。2015年7月，由英國Rogers Stirk Harbour + Partners公司領導的團隊被選中，作為該中心的建築設計。
2018年3月，根據伊朗和法國總統於2016年達成的協議，羅浮宮數十件屬於古埃及、羅馬和美索不達米亞等文物展覽在德黑蘭向遊客開放參觀。
2019年，在李奧納多·達文西逝世500週年之際，羅浮宮於同年10月24日至2020年2月24日期間舉辦了有史以來規模最大的達文西作品展，該展覽共展示一百多件達文西相關的作品：繪畫、素描和筆記本。而達芬奇生前完成的不到20幅畫作中的11幅也全部展出。其中五件歸羅浮宮所有，不過僅有《蒙娜麗莎》並未包括在此展覽範圍內，這是因為該作品長期在「眾國廳」（Salle des Etats）吸引大量人潮，為了分散每日人流量及擔憂作品移動造成損壞，因此《蒙娜麗莎》仍保持在其畫廊中展出。而《救世主》也不包括在本次展覽內，因為該作品的所有者不同意將作品從藏身之處移走。
2021年，羅浮宮宣布在1983年失竊案中遺失的文藝復興時期禮儀頭盔和胸甲成功被找回，並指出1983年的盜竊案“讓當時的所有工作人員深感不安”。而關於盜竊公開細節的則非常少。